# Heute-show/Episodenliste

Logo zur Sendung

Diese Episodenliste enthält alle Episoden der deutschen Comedy- bzw. Satiresendung heute-show, sortiert nach der deutschen Erstausstrahlung. Die Fernsehserie umfasst derzeit 28 Staffeln mit 456 Episoden und 27 Specials (4 Best-of-Sendungen, 12 Jahresrückblicke sowie 11 heute-show spezial). Die 29. Staffel startete am 26. Januar 2024.

## Pilotfolgen
| Nr. ges. | Nr.     | Erstausstrahlung  | Themen | Autoren (*=Headautor) |
| -------- | ------- | ----------------- | --- | --- |
| 1        | 1       | 26. Mai 2009      | Opel-Verhandlungen, Bundespräsidentenwahl, 60 Jahre Grundgesetz, Raketentest in Nordkorea, Finanzkrise, Europawahl | David Flasch*, Micky Beisenherz, Morten Kühne, Björn Mannel, Stefan Stuckmann, Jörg Uebber, Markus Zimmer                                      |
| 2        | 2       | 23. Juni 2009     | Wahlen im Iran, Bundesparteitag der SPD, Bildungsstreik, Finanzkrise, Schweinegrippe, Silvio Berlusconi und Noemi Letizia, Bundesparteitag der Linken | Morten Kühne*, Micky Beisenherz, Björn Mannel, Stefan Stuckmann, Jörg Uebber, Markus Zimmer                                                    |
| 3        | 3       | 8. September 2009 | Luftangriff bei Kundus, Bundestagswahlkampf (Guttenberg, Rüttgers' Aussagen über Rumänen, Twitter-Leck bei Prognosen zur sächsischen Landtagswahl, bevorstehendes Kanzlerduell, Piratenpartei, NPD), Persiflage auf Fernseh-Statistiker wie Jörg Schönenborn, EG-Verordnung zu Glühbirnen, Finanzkrise, interaktive Fernsehshows mit Internetbeteiligung | Micky Beisenherz, Morten Kühne, Björn Mannel, Stephan Pächer, Stefan Stuckmann, Markus Zimmer                                                  |
| 4        | 4       | 20. Oktober 2009  | Ausgang der Bundestagswahl, Koalitionsverhandlungen, Schweinegrippe, Westerwelles Ablehnung einer englischsprachigen Pressefrage, Frankfurter Buchmesse mit Gastland China, Thilo Sarrazin | Morten Kühne, Björn Mannel, Markus Schafitel, Sascha Albrecht, Stefan Stuckmann                                                                |
| 5        | 5       | 17. November 2009 | Bundesparteitag der SPD, Bundeshaushalt, Merkels Rede im US-Kongress, Opel-Verhandlungen, 20 Jahre Mauerfall, Schweinegrippe, Kabinettstreffen | Morten Kühne*, Mickey Beisenherz, Björn Mannel, Markus Schafitel, Stefan Stuckmann, Markus Schafitel, Jörg Uebber                              |
| 6        | 6       | 15. Dezember 2009 | „Fehlstart“ der Koalition, Wachstumsbeschleunigungsgesetz, Mehrwertsteuersätze, Kabinettsumbildung Jung/von der Leyen/Köhler, UN-Klimakonferenz in Kopenhagen, Friedensnobelpreis für Barack Obama, Kunduz-Affäre, Krise in Dubai | Morten Kühne* |
| Best of  | Best of | 30. Dezember 2009 | Schwarz-gelbe Koalition, FDP und Rainer Brüderle, Westerwelles Ablehnung einer englischsprachigen Pressefrage, CDU und Angela Merkel, 60 Jahre Grundgesetz, Silvio Berlusconi, Frank-Walter Steinmeier und die SPD in der Krise, Wachstumsbeschleunigungsgesetz, Mehrwertsteuersätze, Schweinegrippe, UN-Klimakonferenz                                  | Morten Kühne*, Micky Beisenherz, Björn Mannel, Stefan Stuckmann, Jörg Uebber, Markus Zimmer, Markus Schafitel, Sascha Albrecht, Stephan Pächer |

## Reguläre Staffeln

### Staffel 1
| Nr. ges. | Nr.     | Erstausstrahlung | Themen | Autoren (*=Headautor) |
| -------- | ------- | ---------------- | --- | --------------------- |
| 7        | 1       | 22. Januar 2010  | Angela Merkels Regierungsstil, Wachstumsbeschleunigungsgesetz, Wirtschaftskrise und die Grüne Woche, Körperscanner an Flughäfen, Guttenberg und der Afghanistan-Einsatz, EU-Norm zur Benutzung von Kinderwagen auf Rolltreppen            | Morten Kühne*         |
| 8        | 2       | 29. Januar 2010  | „Kältewelle“, Zusatzbeitrag im Gesundheitssystem, Günther Oettingers Englisch, Die Linke (Rückzug Lafontaines u. a.), positive Wirtschaftsprognosen, Afghanistan-Konferenz                                                                | Morten Kühne*         |
| 9        | 3       | 5. Februar 2010  | Steuersünder-CD aus der Schweiz, Karneval und Landtagswahlkampf in NRW, „Kältewelle“, Hartz IV (Roland Koch: „Arbeitspflicht“, Ursula von der Leyen für Umbenennung), 100 Tage schwarz-gelbe Bundesregierung                              | Morten Kühne*         |
| 10       | 4       | 19. Februar 2010 | Hartz-IV-Debatte, Bund der Vertriebenen, Guido Westerwelles Binsenweisheiten | Morten Kühne*         |
| 11       | 5       | 26. Februar 2010 | Sponsorenskandal um Jürgen Rüttgers, Olympische Winterspiele in Vancouver, Kindermissbrauchskandal in der katholischen Kirche, Pfusch beim U-Bahn-Bau in Köln                                                                             | Morten Kühne*         |
| 12       | 6       | 5. März 2010     | Ursachen der drohenden griechischen Staatspleite, Streitigkeiten in der schwarz-gelben Koalition (v. a. Kopfpauschale), CeBIT (Vorratsdatenspeicherung, Google Street View, Verbreitung von persönlichen Daten im Internet), Schlaglöcher | Morten Kühne*         |
| 13       | 7       | 12. März 2010    | Möglichkeit der schwarz-grünen Koalition durch steigende Umfragewerte der Grünen, schwarz-gelbe Koalition, Google Street View, Guido Westerwelle, Euro-Krise und drohende griechische Staatspleite, Thilo Sarrazin                        | Morten Kühne*         |
| 14       | 8       | 19. März 2010    | Guido Westerwelles Verschwörungstheorien, Toyota, Philipp Röslers Pläne zur Verbilligung von Medikamenten | Morten Kühne*         |
| 15       | 9       | 26. März 2010    | Finanzhilfen für Griechenland, Karl-Theodor zu Guttenberg und die Kunduz-Affäre, Biogas, Horst Köhler, Kindermissbrauchskandal in der katholischen Kirche, Frühlingsbeginn im Fernsehen                                                   | Morten Kühne*         |
| 16       | 10      | 9. April 2010    | Landtagswahlkampf in Nordrhein-Westfalen, Idiotentest für Alkohol-Verkehrssünder, Altbundeskanzler Helmut Kohl, die Strategie der Bundeswehr in Afghanistan, Scientology                                                                  | Morten Kühne*         |
| 17       | 11      | 16. April 2010   | Angela Merkels USA-Besuch, neues Steuerentlastungskonzept der FDP, Landtagswahlkampf in Nordrhein-Westfalen, Aufnahme von Guantanamo-Häftlingen in Deutschland, Landärztemangel                                                           | Morten Kühne*         |
| 18       | 12      | 23. April 2010   | Landtagswahl in Nordrhein-Westfalen 2010 | Morten Kühne*         |
| 19       | 13      | 30. April 2010   | Herabstufung Griechenlands durch eine Rating-Agentur, FDP-Bundesparteitag in Köln, TV-Duell im Rahmen des Landtagswahlkampfes in Nordrhein-Westfalen, Gespräch mit Maybrit Illner                                                         | Morten Kühne*         |
| 20       | 14      | 7. Mai 2010      | Landtagswahl in Nordrhein-Westfalen | Morten Kühne*         |
| 21       | 15      | 14. Mai 2010     | Ausgang der Landtagswahl in Nordrhein-Westfalen, Interview mit dem Vertreter der Lobby-Vereinigung „Pro Generika e. V.“ | Morten Kühne*         |
| 22       | 16      | 21. Mai 2010     | Regulierungskonferenz in Berlin | Morten Kühne*         |
| 23       | 17      | 28. Mai 2010     | Rücktritt Roland Kochs und Nachfolger Volker Bouffier, Lena Meyer-Landrut | Morten Kühne*         |
| 24       | 18      | 4. Juni 2010     | Rücktritt des Bundespräsidenten Horst Köhler, Kandidaten Christian Wulff und Joachim Gauck, Oder-Hochwasser, Lena gewinnt den Eurovision Song Contest, Sparkonferenz der Bundesregierung, „Sommerloch“                                    | Morten Kühne*         |
| Best of  | Best of | 8. Juni 2010     | | Morten Kühne*         |

### Staffel 2
| Nr. ges. | Nr.     | Erstausstrahlung   | Themen | Autoren (*=Headautor)                                                                             |
| -------- | ------- | ------------------ | --- | ------------------------------------------------------------------------------------------------- |
| 25       | 1       | 27. August 2010    | Stuttgart 21, Aussetzung der Wehrpflicht, Sommerinterviews                                                                 | Morten Kühne*                                                                                     |
| 26       | 2       | 3. September 2010  | Obamas Probleme, Rückzug von Roland Koch aus der Politik                                                                   | Morten Kühne*                                                                                     |
| 27       | 3       | 10. September 2010 | Integration | Morten Kühne*                                                                                     |
| 28       | 4       | 17. September 2010 | Oktoberfest, Laufzeitverlängerung deutscher Kernkraftwerke                                                                 | Morten Kühne*                                                                                     |
| 29       | 5       | 24. September 2010 | Gesundheitsreform, Qualitätsoffensive der Deutschen Bahn                                                                   | Morten Kühne*                                                                                     |
| 30       | 6       | 1. Oktober 2010    | Stuttgart 21, Solidaritätszuschlag, Horst Seehofer und die CSU, ein Jahr Schwarz-Gelb und die SPD in der Opposition        | Morten Kühne*                                                                                     |
| 31       | 7       | 8. Oktober 2010    | Länderspiel, Stuttgart 21, Einwanderung, 20 Jahre Deutsche Einheit                                                         | Morten Kühne*                                                                                     |
| 32       | 8       | 15. Oktober 2010   | Nationalsozialismus, Umfragenaufschwung der Grünen, Stuttgart 21                                                           | Morten Kühne*                                                                                     |
| 33       | 9       | 22. Oktober 2010   | Multi-Kulti | Morten Kühne*                                                                                     |
| 34       | 10      | 29. Oktober 2010   | Bundeswehrreform, Stuttgart 21, Wirtschaftsaufschwung                                                                      | Morten Kühne*                                                                                     |
| 35       | 11      | 5. November 2010   | Castor-Transporte, Laufzeitverlängerung für Kernkraftwerke, Bildungsgutscheine                                             | Morten Kühne*                                                                                     |
| 36       | 12      | 12. November 2010  | Castor-Transporte, Laufzeitverlängerung für Kernkraftwerke, Wolfgang Schäubles Zurechtweisung seines Sprechers             | Morten Kühne*                                                                                     |
| 37       | 13      | 19. November 2010  | Parteispenden-Affäre der rheinland-pfälzischen CDU, Berlusconi-Entgleisungen                                               | Morten Kühne*                                                                                     |
| 38       | 14      | 26. November 2010  | Umfragenaufschwung der Grünen, Terrorismusgefahr in Deutschland, Äußerungen von Papst Benedikt XVI.                        | Morten Kühne*                                                                                     |
| 39       | 15      | 3. Dezember 2010   | Stuttgart 21 | Morten Kühne*                                                                                     |
| 40       | 16      | 10. Dezember 2010  | PISA-Test, Hartz IV | Morten Kühne*                                                                                     |
| Best of  | Best of | 17. Dezember 2010  | Deutschland schafft sich ab, Ausbildungsplätze, Stuttgart 21, Laufzeitverlängerung deutscher Kernkraftwerke, Kopfpauschale | Morten Kühne*, Markus Barth, Marc Loeb, Björn Mannel, Thomas Rogel, Markus Schafitel, Jörg Uebber |

### Staffel 3
| Nr. ges. | Nr.     | Erstausstrahlung | Themen | Autoren (*=Headautor) |
| -------- | ------- | ---------------- | --- | --- |
| 41       | 1       | 21. Januar 2011  | Dioxinskandal, Gesine Lötzsch und der Kommunismus | Morten Kühne*, Marc Löb, Björn Mannel, Thomas Rogel, Markus Schafitel, Jörg Uebber                                                        |
| 42       | 2       | 28. Januar 2011  | Gorch Fock-Affäre, Dioxinskandal | Morten Kühne*, Andreas Coerper, Marc Löb, Björn Mannel, Thomas Rogel, Markus Schafitel, Jörg Uebber                                       |
| 43       | 3       | 4. Februar 2011  | Aufstände in Ägypten, Frauenquote | Morten Kühne*, Marc Löb, Björn Mannel, Thomas Rogel, Markus Schafitel, Jörg Uebber                                                        |
| 44       | 4       | 11. Februar 2011 | Hamburger Bürgerschaftswahl, Ägyptische Revolution, Bildungsgutscheine, Hartz-Verhandlungen                                                                                            | Morten Kühne*, Andreas Coerper, Marc Loeb, Björn Mannel, Thomas Rogel, Markus Schafitel, Jörg Uebber                                      |
| 45       | 5       | 18. Februar 2011 | Guttenberg-Dissertation, Hamburger Bürgerschaftswahl | Morten Kühne*, Andreas Coerper, Marc Loeb, Björn Mannel, Thomas Rogel, Markus Schafitel, Jörg Uebber                                      |
| 46       | 6       | 25. Februar 2011 | Guttenberg-Dissertation, Aufstand in Libyen (Gaddafi / Berlusconi), Hamburger Bürgerschaftswahl (Olaf Scholz), Merkels Besuch in Gammertingen                                          | Morten Kühne*, Marc Loeb, Björn Mannel, Thomas Rogel, Markus Schafitel, Jörg Uebber                                                       |
| 47       | 7       | 11. März 2011    | Rücktritt zu Guttenbergs, Super E10, Politischer Aschermittwoch, Pressefreiheit in China                                                                                               | Morten Kühne*, Marc Loeb, Björn Mannel, Thomas Rogel, Markus Schafitel, Jörg Uebber                                                       |
| 48       | 8       | 18. März 2011    | Atom-Moratorium nach der Nuklearkatastrophe von Fukushima und Landtagswahlkämpfe u. a. in Sachsen-Anhalt, mit Gast Michael Mittermeier: Restrisiko                                     | Morten Kühne*, Andreas Coerper, Marc Loeb, Björn Mannel, Thomas Rogel, Markus Schafitel, Jörg Uebber                                      |
| 49       | 9       | 25. März 2011    | Landtagswahlkämpfe in Baden-Württemberg und Rheinland-Pfalz, Aufstand in Libyen (Gaddafi)                                                                                              | Morten Kühne*, Markus Barth, Marc Loeb, Björn Mannel, Thomas Rogel, Markus Schafitel, Jörg Uebber                                         |
| 50       | 10      | 1. April 2011    | Ergebnisse der Landtagswahlen in Rheinland-Pfalz und Baden-Württemberg | Morten Kühne*, Micky Beisenherz, Marc Loeb, Björn Mannel, Thomas Rogel, Markus Schafitel                                                  |
| 51       | 11      | 15. April 2011   | Die FDP nach dem Rückzug von Guido Westerwelle, die gefälschte Doktorarbeit von Silvana Koch-Mehrin, Italiens Flüchtlingspolitik unter Berlusconi, Atomausstieg, Bunga Bunga           | Morten Kühne*, Andreas Coerper, Micky Beisenherz, Marc Loeb, Björn Mannel, Thomas Rogel, Markus Schafitel, Jörg Uebber                    |
| 52       | 12      | 29. April 2011   | Hochzeit von William Mountbatten-Windsor und Catherine Middleton, Energiewende, erste Sitzung des Rats der Weisen zur Zukunft Europas, mit Gast Monika Gruber                          | Morten Kühne*, Micky Beisenherz, Marc Loeb, Björn Mannel, Thomas Rogel, Markus Schafitel                                                  |
| 53       | 13      | 6. Mai 2011      | Tod von Osama bin Laden, Seligsprechung Johannes Pauls II. (kombiniert mit Meisterfeier von Borussia Dortmund)                                                                         | Morten Kühne*, Andreas Coerper, Marc Loeb, Björn Mannel, Oliver Nagel, Sven Nagel, Thomas Rogel, Markus Schafitel                         |
| 54       | 14      | 13. Mai 2011     | FDP, Tod Osama bin Ladens, Eurovision Song Contest 2011, Zensus 2011, mit Gast Claudia Roth                                                                                            | Morten Kühne*, Marc Loeb, Björn Mannel, Sven Nagel, Henning Bornemann, Thomas Rogel, Markus Schafitel                                     |
| 55       | 15      | 20. Mai 2011     | Zensus 2011, FDP, Festnahme von Dominique Strauss-Kahn | Morten Kühne*, Micky Beisenherz, Michael Gremlich, Henning Bornemann, Marc Loeb, Björn Mannel, Sven Nagel, Thomas Rogel, Markus Schafitel |
| 56       | 16      | 27. Mai 2011     | EHEC, G8-Gipfel, City BKK, Joschka und Herr Fischer | Morten Kühne*, Dietmar Jacobs, Micky Beisenherz, Marc Loeb, Björn Mannel, Thomas Rogel, Markus Schafitel, Jörg Uebber                     |
| 57       | 17      | 3. Juni 2011     | EHEC, Video-Blog von Heinz-Peter Haustein, Jörg Kachelmann, Ausstieg aus der Atomkraft bis zum Jahr 2022, Wiederwahl Sepp Blatters zum FIFA-Präsidenten                                | Morten Kühne*, Marc Loeb, Björn Mannel, Malte Pieper, Thomas Rogel, Markus Schafitel, Jörg Uebber                                         |
| 58       | 18      | 10. Juni 2011    | EHEC, Presidential Medal of Freedom für Angela Merkel, SPD, Griechenland-Pleite, Ausstieg aus der Atomkraft, mit Gast Mike Krüger                                                      | Morten Kühne* Andreas Coerper, Marc Loeb, Björn Mannel, Thomas Rogel, Markus Schafitel, Jörg Uebber, Dietmar Wischmeyer                   |
| Best of  | Best of | 17. Juni 2011    | FDP nach dem Rückzug Guido Westerwelles, Tod Osama bin Ladens, Landtagswahlkämpfe u. a. in Sachsen-Anhalt, Guttenberg-Dissertation und Rücktritt zu Guttenbergs, Atomausstieg bis 2022 | Morten Kühne* Micky Beisenherz, Andreas Coerper, Marc Loeb, Björn Mannel, Sven Nagel, Malte Pieper, Thomas Rogel, Markus Schafitel        |

### Staffel 4
| Nr. ges.        | Nr.             | Erstausstrahlung   | Themen | Autoren (*=Headautor)                                                                                                  |
| --------------- | --------------- | ------------------ | --- | --- |
| 59              | 1               | 16. September 2011 | FDP, SPD, Berlin-Wahl, Eurokrise | Morten Kühne*, Andreas Coerper, Marc Löb, Björn Mannel, Thomas Rogel, Markus Schafitel, Jörg Uebber                    |
| 60              | 2               | 23. September 2011 | Papstbesuch, FDP, Piratenpartei Deutschland, Oktoberfest, Eurokrise | Morten Kühne*, Christian Guht, Marc Löb, Björn Mannel, Sven Nagel, Thomas Rogel, Markus Schafitel, Jörg Uebber         |
| 61              | 3               | 30. September 2011 | Papstbesuch (Nachlese), Präsidentschaftsankündigung Wladimir Putins, Bundestagsabstimmung über EFSF, Philipp Röslers neu erschienenes Buch, Gespräch mit Wolfgang Bosbach               | Morten Kühne*, Marc Löb, Björn Mannel, Thomas Rogel, Markus Schafitel, Jörg Uebber                                     |
| 62              | 4               | 7. Oktober 2011    | Streit zwischen Ronald Pofalla und Wolfgang Bosbach, Silvana Koch-Mehrin im Europaparlament, Aufgaben des Bundespräsidenten, Bundeswehrreform, Eurokrise und die Börse                  | Morten Kühne*, Andreas Coerper, Lutz van der Horst, Marc Löb, Björn Mannel, Sven Nagel, Thomas Rogel, Markus Schafitel |
| 63              | 5               | 14. Oktober 2011   | Bundestrojaner, Piratenpartei, Frankfurter Buchmesse, Bankenrettung, CSU-Parteitag | Morten Kühne* |
| 64              | 6               | 21. Oktober 2011   | Tod Gaddafis, zwei Jahre Schwarz-Gelb, Occupy-Bewegung, Flexi-Quote | Morten Kühne* |
| 65              | 7               | 28. Oktober 2011   | Fragen an Angela Merkel, Eurohebel, Parteitag der Partei Die Linke, Revolution in Libyen                                                                                                | Morten Kühne* |
| 66              | 8               | 4. November 2011   | Griechenland und Eurorettung, CDU-Linksruck, Mindestlöhne, HRE-Milliarden, Berliner Occupy-Bewegung, 50 Jahre deutsch-türkisches Anwerbeabkommen, SPD-Koalitionsoptionen                | Morten Kühne* |
| 67              | 9               | 11. November 2011  | Steuererleichterungen, FDP-Bundesparteitag, Regierungswechsel in Griechenland und Italien, Atommüll-Endlagerung, Gottschalk-Nachfolge                                                   | Morten Kühne* |
| 68              | 10              | 18. November 2011  | Rechtsterrorismus und Verfassungsschutz, CDU- und FDP-Parteitag, NPD, Oskar Lafontaine und Sahra Wagenknecht, mit Gast Claus von Wagner                                                 | Morten Kühne* |
| 69              | 11              | 25. November 2011  | Rechtsradikaler Terror, Eurobonds, Facebook und Datenschutz, Bundesregierung im Internet, Bundesparteitag der Grünen                                                                    | Morten Kühne* |
| 70              | 12              | 2. Dezember 2011   | zu Guttenbergs Buchveröffentlichung, Bundesparteitag der Grünen, letzter Castor-Transport, Volksabstimmung zu Stuttgart 21, Eurorettung                                                 | Morten Kühne* |
| 71              | 13              | 9. Dezember 2011   | SPD-Bundesparteitag und Kanzlerkandidaten-Suche, Diskussion über NPD-Verbot, Parlamentswahl in Russland, Bundesparteitag der Piraten, EU-Gipfel zur Eurorettung, Rating der Eurozone    | Morten Kühne* |
| Jahresrückblick | Jahresrückblick | 16. Dezember 2011  | FDP und der Rücktritt von Christian Lindner, Eurokrise, zu Guttenbergs Rückkehr, CDU-Energiepolitik, Piraten, Verfassungsschutz und rechtsradikaler Terror, Ägypten nach der Revolution | Morten Kühne* |

### Staffel 5
| Nr. ges. | Nr. | Erstausstrahlung | Themen | Autoren (*=Headautor) |
| -------- | --- | ---------------- | --- | --------------------- |
| 72       | 1   | 27. Januar 2012  | Die „Affäre“ um Christian Wulff, Jahresrückblicksquiz 2012, Überwachung von Linken-Politikern durch den Verfassungsschutz, aktueller Stand der Eurorettung, die FDP 2012 und Gespräch mit Rainer Brüderle | Morten Kühne*         |
| 73       | 2   | 3. Februar 2012  | Angela Merkels China-Reise, Eurorettung, schwindendes Vertrauen in die Politik, SPD-Klausurtagung, US-Wahlkampf, Die Linke und der Verfassungsschutz | Morten Kühne*         |
| 74       | 3   | 10. Februar 2012 | Eurorettung und die Rolle Deutschlands, Kälteeinbruch, Krisen im Nahen und Mittleren Osten, Thronjubiläum der Queen, mit Gast Monika Gruber | Morten Kühne*         |
| 75       | 4   | 24. Februar 2012 | Bundespräsidenten-Kandidat Joachim Gauck, Griechenland-Krise, Politischer Aschermittwoch, SPD in Bayern | Morten Kühne*         |
| 76       | 5   | 2. März 2012     | Neuregelung des Flensburger Punktesystems, Philipp Rösler bei Markus Lanz, FDP und die Medien, Bundespräsidenten-Kandidaten, Status der Griechenland-Rettung, Kampf gegen Rechts | Morten Kühne*         |
| 77       | 6   | 9. März 2012     | Großer Zapfenstreich und Ehrensold für Christian Wulff, Bekämpfung der Abgeordnetenbestechung, Wahlen und Demokratie in Russland und Iran, Bürgerdialog mit Angela Merkel in Erfurt, CeBIT | Morten Kühne*         |
| 78       | 7   | 16. März 2012    | Landtagswahlen in Nordrhein-Westfalen, Bundespräsidenten-Kandidaten, Energiewende, Frauenquote, das Frauenbild der Bildzeitung, Bündnis 90/Die Grünen, CeBIT, Markus Lanz als neuer Moderator von Wetten, dass..? | Morten Kühne*         |
| 79       | 8   | 23. März 2012    | Wahl und Vereidigung von Bundespräsident Joachim Gauck, vorzeitige Landtagswahlen und Wahlkampf in Schleswig-Holstein, Nordrhein-Westfalen und im Saarland, Wählermeinungen zur FDP, Initiative gegen Lebensmittelverschwendung | Morten Kühne*         |
| 80       | 9   | 30. März 2012    | Die Parteien nach der Landtagswahl im Saarland, NPD-Verbotsverfahren, Solidaritätszuschlag | Morten Kühne*         |
| 81       | 10  | 13. April 2012   | Reaktionen auf das Gedicht Was gesagt werden muss von Günter Grass, Parteien vor den Landtagswahlen in Nordrhein-Westfalen und Schleswig-Holstein, Debatte um das Betreuungsgeld, Steuerabkommen Deutschland–Schweiz | Morten Kühne*         |
| 82       | 11  | 20. April 2012   | Die Parteien im Wahlkampf in Nordrhein-Westfalen und Schleswig-Holstein, Solidarpakt für das Ruhrgebiet, die Linke nach Gesine Lötzsch, Salafisten in Deutschland, Lage in Nordkorea und Spanien | Morten Kühne*         |
| 83       | 12  | 27. April 2012   | FDP-Parteitag, Reaktionen auf das Buch Danke, emanzipiert sind wir selber! Abschied vom Diktat der Rollenbilder von Kristina Schröder, Menschenrechte in der Ukraine und Bahrain, Präsidentschaftswahlen in Frankreich | Morten Kühne*         |
| 84       | 13  | 4. Mai 2012      | Landtagswahlen in Nordrhein-Westfalen und Schleswig-Holstein, BILD wird 60, Überwachungsskandal bei Aldi, Bundesparteitag der Piratenpartei, Menschenrechte in der Ukraine, Fußball-Europameisterschaft 2012 | Morten Kühne*         |
| 85       | 14  | 11. Mai 2012     | Landtagswahl in Schleswig-Holstein und die „Wiedergeburt“ der FDP, Landtagswahl in Nordrhein-Westfalen, „Angst“ der Grünen vor der Piratenpartei, Auseinandersetzungen zwischen der rechtsextremistischen Splitterpartei Pro NRW und den Salafisten, Wahl von François Hollande zum französischen Präsidenten, griechische Parlamentswahl, Fußball-EM, Amtseinführung von Wladimir Putin | Morten Kühne*         |
| 86       | 15  | 18. Mai 2012     | Entlassung von Norbert Röttgen, Parteien nach der Landtagswahl in Nordrhein-Westfalen, erstes Treffen von Angela Merkel und François Hollande, Verzögerungen beim Bau des Flughafens Berlin Brandenburg | Morten Kühne*         |
| 87       | 16  | 25. Mai 2012     | Wechsel des Umweltministers, das Buch Europa braucht den Euro nicht von Thilo Sarrazin, Suche nach einem Parteivorsitzenden für „Die Linke“, Griechenlands möglicher Euro-Austritt und „Alternativ-Währung“ Tauschhandel, Gemeinsamkeiten von Eurogipfel und ESC, Facebook-Aktie, Occupy-Bewegung                                                                                        | Morten Kühne*         |
| 88       | 17  | 1. Juni 2012     | Probleme in der schwarz-gelben Koalition (Wahlniederlagen, Entlassung eines Ministers, Energiewende, Eurokrise, Betreuungsgeld, Vorratsdatenspeicherung, Mindestlohn), Fußball-EM, Maßnahmen des Verbraucherministeriums gegen das Wegwerfen von Lebensmitteln, Verkauf deutscher Waffen in Krisengebiete, prognostizierter Abschied vom Euro, Schuldenkrise in Griechenland             | Morten Kühne*         |

### Staffel 6
| Nr. ges.        | Nr.             | Erstausstrahlung   | Themen | Autoren (*=Headautor) |
| --------------- | --------------- | ------------------ | --- | --------------------- |
| 89              | 1               | 31. August 2012    | Reise nach China des Bundeskabinetts, dauerhafte Auswirkungen der Eurokrise in Italien, Griechenland und Spanien, Gertrud Höhlers Merkel-kritisches Buch „Die Patin“, zu hohe Strompreise nach einer Studie der Partei Bündnis 90/Die Grünen, Wahlkampf zur Präsidentschaftswahl in den Vereinigten Staaten 2012, Rückblick auf wichtige Medienereignisse während der vergangenen Sommerpause | Morten Kühne*         |
| 90              | 2               | 7. September 2012  | Gute Umfragewerte für Angela Merkel, Armut trotz Rente, die Idee der „Zuschussrente“ von Ursula von der Leyen, Sportangebot des Jobcenters für ältere Menschen, die Urwahl der Bundesvorsitzenden beim Parteitag der Grünen, Kandidatur von Werner Winkler für den Bundesvorsitzenden bei den Grünen, Wahlkampagne für Werner Winkler, Verlust der Wählerschaft bei der Piratenpartei, Twitter-Skandal von Birgit Rydlewski | Morten Kühne*         |
| 91              | 3               | 14. September 2012 | Urteil des Bundesverfassungsgerichts über die Beteiligung Deutschlands am ESM, Eurokrise, Ankauf der Staatsanleihen durch die EZB, Bettina Wulff, ihr neues Buch und das Gerücht im Rotlichtmilieu, 10 Jahre Hartz IV, angespanntes Verhältnis zwischen Gerhard Schröder und Oskar Lafontaine, Agenda 2010, Verschiebung des Eröffnungstermins für den Flughafen Berlin Brandenburg, Kritik an Klaus Wowereit | Morten Kühne*         |
| 92              | 4               | 21. September 2012 | Innocence of Muslims und Proteste dagegen, das Dilemma zwischen Meinungsfreiheit und Respekt vor der Religion, die „Zentrale Ermittlungsdatei gegen Rechts“ von Hans-Peter Friedrich, Nationalsozialistischer Untergrund und das unprofessionelle Handeln des Verfassungsschutzes und anderer Geheimdienste, Angela Merkels unklare Positionen zu tagespolitischen Themen, der Armuts- und Reichtumsbericht des Arbeitsministeriums und die größer werdende Kluft zwischen Arm und Reich, Mitt Romneys abschätzige Aussage gegenüber dem armen Bevölkerungsanteil in den USA, das Steuerabkommen Deutschland–Schweiz, Interview mit Erich Hess | Morten Kühne*         |
| 93              | 5               | 28. September 2012 | Kanzlerkandidatur von Peer Steinbrück für die Wahl zum 18. Deutschen Bundestag, Rücktrittsankündigung von Kurt Beck als Ministerpräsident von Rheinland-Pfalz, „CDU-TV“ mit Angela Merkel, Koalitionsgespräche zwischen der CDU und CSU über das Erziehungsgehalt ohne die FDP, die Frauenquote in den Führungspositionen, die „Flexi-Quote“ von Kristina Schröder, 30-jähriges Kanzler-Jubiläum von Helmut Kohl, Forderung nach Einsatz von bewaffneten Drohnen in Afghanistan, Til Schweigers Film Schutzengel als Werbung für die Bundeswehr                                                                                                | Morten Kühne*         |
| 94              | 6               | 5. Oktober 2012    | Anstehender Wahlkampf zwischen Angela Merkel und Peer Steinbrück, Tag der Deutschen Einheit, Lobbyarbeit für die Spielautomatenhersteller, das Fernsehduell zwischen Barack Obama und Mitt Romney, das Oktoberfest | Morten Kühne*         |
| 95              | 7               | 12. Oktober 2012   | Die Verleihung des Friedensnobelpreises an die Europäische Union, die Erhöhung der EEG-Umlage, das Einkommen Peer Steinbrücks durch Nebentätigkeiten und die damit verbundene Diskussion um die Transparenz, die Urwahl der Parteivorsitzenden bei den Grünen, die Kandidatur von Werner Winkler, die Suche nach einem neuen Atommüllendlager, der Besuch von Angela Merkel in Griechenland, Griechische Finanzkrise | Morten Kühne*         |
| 96              | 8               | 19. Oktober 2012   | Das Rededuell zwischen Angela Merkel und Peer Steinbrück im Hinblick auf die Wahl zum 18. Deutschen Bundestag, Plagiatsvorwürfe an Annette Schavan wegen ihrer Dissertation, die Erhöhung der Strompreise, der EEG-Umlage und Netzentgelte, die Sicherheit in den deutschen Atomkraftwerken, die Transparenz bei den Nebentätigkeiten der Politiker, die Zurückhaltung Deutschlands bei der Durchsetzung der Antikorruptionskonvention der Vereinten Nationen, die Diskussion um die mögliche Abschaffung der Praxisgebühr | Morten Kühne*         |
| 97              | 9               | 26. Oktober 2012   | Die Affäre um den Anruf vom CSU-Pressesprecher Hans Michael Strepp an das ZDF, der Parteitag der CSU, die Diskussion um das Erziehungsgehalt, die Wahl von Fritz Kuhn zum Oberbürgermeister von Stuttgart, die europäische Schuldenkrise, die griechische Finanzkrise, Rückgang der Umfragen der Piratenpartei Deutschland, das Fernsehduell zwischen Barack Obama und Mitt Romney | Morten Kühne*         |
| 98              | 10              | 2. November 2012   | Krisengipfel der schwarz-gelben Koalition, der Streit um das Erziehungsgehalt, Abschaffung der Praxisgebühr, Machtkampf in der FDP, Rückgang der Wählerstimmen der CDU in den Großstädten, Peer Steinbrücks Nebentätigkeiten, die Frauenquote, Schuldenschnitt für Griechenland, die Verurteilung von Silvio Berlusconi, Pressefreiheit beim öffentlich-rechtlichen Rundfunk | Morten Kühne*         |
| 99              | 11              | 9. November 2012   | Die Präsidentschaftswahl in den Vereinigten Staaten 2012 und der Sieg von Barack Obama, die Entscheidung des Koalitionsausschusses zur Einführung des Erziehungsgehalts und zur Abschaffung der Praxisgebühr, Ursula von der Leyens Reform zur Anhebung der Rente, Finanzierung dieser Maßnahmen durch Steuern und Neuverschuldung, Erhebung der Anklage gegen Beate Zschäpe, Skandal im Zusammenhang der Aktenvernichtung im Fall des nationalsozialistischen Untergrunds, schwache Ermittlungsarbeit des Bundesamtes für Verfassungsschutz, Besuch von Wolfgang Kubicki, Krise bei der FDP                                                   | Morten Kühne*         |
| 100             | 12              | 16. November 2012  | Angela Merkels „Tournee“ durch Europa und griechischer/portugiesischer Protest, Urwahl der Grünen und „Abwahl“ von Claudia Roth, Bundesparteitag der Grünen, Gespräch mit Werner Winkler, Peer Steinbrücks kostenpflichtige Vorträge und das Image der SPD, Bundesrechnungshof und staatliche Geldverschwendung, Kinder-Verkehrserziehung der Polizei, Abschied vom Mainzelmännchen-Erfinder Wolf Gerlach | Morten Kühne*         |
| 101             | 13              | 23. November 2012  | „Die erfolgreichste Bundesregierung seit der Wiedervereinigung“, Wahlkampf-Pannen bei Peer Steinbrück, Deutschlands Rolle in der Eurokrise und Darstellung im Bundestags-Wahlkampf, Streikrecht für Kirchen-Angestellte, Standort-Bestimmung der Grünen und Wahl Claudia Roths zur Bundesvorsitzenden, Erhöhung der Mieten und Strompreise | Morten Kühne*         |
| 102             | 14              | 30. November 2012  | Weitere Finanzhilfen für Griechenland und fehlendes Hintergrundwissen der Politiker, Darstellung der Eurokrise im Wahlkampf, Änderung des aktuellen Armutsberichts, Benzin-belastete Adventskalender-Schokolade, Klimawandel und Weltklimakonferenz in Doha, Bundesparteitag der Piraten | Morten Kühne*         |
| 103             | 15              | 7. Dezember 2012   | Bundesparteitag der CDU, gescheiterte Gleichstellung homosexueller Paare im Adoptionsrecht, Rolle der Männer in der CDU, Bestrebungen für ein neues NPD-Verbotsverfahren, „Schicksalswahl“ in Niedersachsen, Rüstungsexporte nach Saudi-Arabien und Qualität der Bundeswehr-Waffen | Morten Kühne*         |
| Jahresrückblick | Jahresrückblick | 14. Dezember 2012  | Peer Steinbrücks Wahl zum Kanzlerkandidaten und Vergleich mit Angela Merkel, Gernot Hassknechts Jahresrückblick-Rückblick, Deutschlands Rolle in der Eurokrise, Italien und die Rückkehr von Silvio Berlusconi, deutsche Großprojekte (Flughafen Berlin-Brandenburg, Stuttgart 21, Energiewende), öffentliche Wahrnehmung von Joachim Gauck und Rückblick auf Christian und Bettina Wulff, Kampf gegen Rechts und neuerliches NPD-Verbotsverfahren, CSU-Familienpolitik und die Einführung des Betreuungsgelds, Der „Goldene Vollpfosten“ | Morten Kühne*         |

### Staffel 7
| Nr. ges. | Nr. | Erstausstrahlung | Themen | Autoren (*=Headautor) |
| -------- | --- | ---------------- | --- | --- |
| 104      | 1   | 25. Januar 2013  | Die Parteien nach der Landtagswahl in Niedersachsen, christliche Werte in der katholischen Kirche, weitere Terminverschiebungen beim Bau des Flughafens Berlin Brandenburg, 50 Jahre Élysée-Vertrag | Morten Kühne* |
| 105      | 2   | 1. Februar 2013  | Sexismus-Debatte ausgelöst durch Äußerungen von Rainer Brüderle, Hausbesuche des SPD-Kanzlerkandidaten Peer Steinbrück, EU-Idee der Wasserprivatisierung, Staatsbesuch von Ägyptens Präsident Mohammed Mursi in Berlin | Morten Kühne* |
| 106      | 3   | 8. Februar 2013  | Aberkennung des Doktortitels von Annette Schavan, neue Unsicherheit bei Stuttgart 21, Sexismus-Debatte und dazu Sexismus beim Karneval, katholische Kirche und Piusbrüder zur Pille danach für Vergewaltigungsopfer | Morten Kühne* |
| 107      | 4   | 15. Februar 2013 | Rücktritt von Papst Benedikt XVI., neue Bildungsministerin Johanna Wanka und Umbildungen im Kabinett Merkel II, Pferdefleisch-Skandal, Familienpolitik, Politischer Aschermittwoch mit Thema Länderfinanzausgleich, Studiogast Hannelore Kraft                                                                                 | Morten Kühne* |
| 108      | 5   | 22. Februar 2013 | Pferdefleisch-Skandal, Ausbeutung von (Leih-)Arbeitern, Rolle der Frau in der katholischen Kirche, Stefan Raab als Moderator des Kanzlerduells 2013 | Morten Kühne* |
| 109      | 6   | 1. März 2013     | Philipp Röslers 40. Geburtstag, Mindestlohndebatte, Angela Merkels Wenden, Homo-Ehe, Parlamentswahlen in Italien 2013 und ihre Folgen, Lebensmittelskandale (Bio-Eier, Pferdefleisch und Futtermittel), Ilse Aigners Krisenpolitik                                                                                             | Morten Kühne* |
| 110      | 7   | 8. März 2013     | Armuts- und Reichstumsbericht der Bundesregierung und FDP-Änderungen daran, Stuttgart 21 und BER, Teilabriss der Berliner Mauer wegen Luxuswohnungen, Mangel an bezahlbarem Wohnraum in den Städten, Energiewende, Fracking, Diskussion in der CDU/CSU über die Homo-Ehe und Entscheidungen des Bundesverfassungsgerichts dazu | Morten Kühne* |
| 111      | 8   | 15. März 2013    | Papstwahl, Alltag des neuen Papstes Franziskus, 10 Jahre Agenda 2010, Peer Steinbrück, Familienpolitik, FDP mit Philipp Rösler und Rainer Brüderle, FDP-TV zum Bundesparteitag, Hartmut Mehdorn als neuer Geschäftsführer der Flughafen Berlin Brandenburg GmbH                                                                | Morten Kühne* |
| 112      | 9   | 22. März 2013    | Staatsschuldenkrise auf Zypern, neue Partei Alternative für Deutschland, NPD-Verbotsverfahren, EEG-Umlage, Amtseinführung von Papst Franziskus | Morten Kühne* |
| 113      | 10  | 5. April 2013    | Korea-Konflikt mit Kim Jong-un als Diktator, 50 Jahre ZDF, Parteieneinfluss im ZDF, Platzvergabe beim NSU-Prozess, Neufassung der StVO | Morten Kühne* |
| 114      | 11  | 12. April 2013   | Razzien bei Nichtregierungsorganisationen in Russland, Russland als Gastland bei der Hannover Messe, Offshore-Leaks, Abgeordnetenentschädigung, Beschluss des Endlager-Standortauswahlgesetzes, NSU-Prozess | Morten Kühne* |
| 115      | 12  | 19. April 2013   | Ablehnung der Frauenquote im Bundestag, SPD-Bundesparteitag in Augsburg mit Kanzlerkandidat Peer Steinbrück, Sitzplatzvergabe beim NSU-Prozess, Alternative für Deutschland | Morten Kühne*, Tommy Jaud, Ralf Kabelka, Marc Löb, Björn Mannel, Thomas Rogel, Markus Schafitel, Sabine Stehr                                                                                           |
| 116      | 13  | 3. Mai 2013      | Steueraffäre von Uli Hoeneß, Verwandtenaffäre, Sitzplatzvergabe beim NSU-Prozess, Wahlprogramm der Grünen, Studiogast Peter Altmaier | Morten Kühne*, Ralf Kabelka, Marc Löb, Manuel Löw, Björn Mannel, Thomas Rogel, Markus Schafitel |
| 117      | 14  | 10. Mai 2013     | Angela Merkel im Wahlkampf, Vetternwirtschaft in der CSU, NSU-Prozess, „Glatzen-Safari“ mit Martin Sonneborn, FDP-Parteitag | Morten Kühne*, Micky Beisenherz, Marc Löb, Björn Mannel, Thomas Rogel, Markus Schafitel, Andreas Coerper                                                                                                |
| 118      | 15  | 17. Mai 2013     | Angela Merkels Vergangenheit in der DDR, Demografischer Wandel in Deutschland, Pflegeversicherung, Peer Steinbrücks Schattenkabinett, Bundesparteitag der Piratenpartei Deutschland | Morten Kühne*, Micky Beisenherz, Marc Löb, Björn Mannel, Thomas Rogel, Markus Schafitel |
| 119      | 16  | 24. Mai 2013     | Skandal um Euro Hawk, 150 Jahre SPD, steigende Videoüberwachung in Deutschland, Ungarns Verstöße gegen EU-Rechte, Angela Merkels schlechtes Image in Europa | Morten Kühne*, Micky Beisenherz, Ralf Kabelka, Marc Löb, Björn Mannel, Thomas Rogel, Markus Schafitel, Andreas Coerper                                                                                  |
| 120      | 17  | 31. Mai 2013     | Townhall-Gespräche mit Angela Merkel, Merkels Beziehungen zur Autolobby, Besuch des chinesischen Regierungschefs Li Keqiang, Skandal um die Euro Hawk-Drohne, Peer Steinbrücks Kompetenzteam, Philipp Röslers Besuch im Silicon Valley, Wahlkampf-Bussi mit Dirk Niebel                                                        | Morten Kühne*, Dietmar Jacobs, Marc Löb, Björn Mannel, Thomas Rogel, Markus Schafitel |
| 121      | 18  | 7. Juni 2013     | Rolle der Medien beim Hochwasser, Wahlkampfgeschenke, Banken wollen Dispo-Zinsen nicht senken, Euro-Hawk-Affäre, Grenzkontrollen in Europa, Lutz van der Horst interviewt Jürgen Trittin, Reform des Punktesystems | Morten Kühne*, Björn Mannel, Dietmar Wischmeyer, Lutz van der Horst, Malte Pieper, Marc Löb, Markus Schafitel, Markus Zimmer, Mickey Beisenherz, Morten Kühne, Oliver Welke, Ralf Kabelka, Thomas Rogel |

### Staffel 8
| Nr. ges.        | Nr.             | Erstausstrahlung   | Themen | Autoren (*=Headautor) |
| --------------- | --------------- | ------------------ | --- | --- |
| 122             | 1               | 6. September 2013  | Kanzlerduell, Syrienkonflikt, NSA-Affäre, Wahlkampf | Morten Kühne*, Ralf Kabelka, Hans-Peter Klemm, Fabian Köster, Marc Löb, Björn Mannel, Thomas Rogel, Markus Schafitel |
| 123             | 2               | 13. September 2013 | Wahlkampf, Wahlbeteiligung, Landtagswahl in Bayern, Umstrittene Amtsführung von Franz-Peter Tebartz-van Elst | Morten Kühne*, Micky Beisenherz, Marc Löb, Björn Mannel, Thomas Rogel, Markus Schafitel, Andreas Coerper |
| 124             | 3               | 20. September 2013 | Bundestagswahl (Zweitstimmenkampagne der FDP, Alternative für Deutschland), Landtagswahl in Bayern | Morten Kühne*, Ralf Kabelka, Marc Löb, Björn Mannel, Thomas Rogel, Markus Schafitel |
| 125             | 4               | 27. September 2013 | Bundestagswahl (Ende der FDP, Alternative für Deutschland, Wahldebakel der Grünen) | Morten Kühne*, Dietrich Krauß, Marc Löb, Björn Mannel, Malte Pieper, Thomas Rogel, Markus Schafitel |
| 126             | 5               | 4. Oktober 2013    | Koalitionsverhandlungen, kleinste Opposition aller Zeiten, Tag der Demokratie in Brandenburg, US-Haushaltsstreit, Wahl in Österreich, Ungarn verbietet Obdachlosen das Übernachten im Freien, „Sklavenarbeit“ beim Stadienbau in Katar                                       | Morten Kühne*, Micky Beisenherz, Marc Löb, Björn Mannel, Thomas Rogel, Markus Schafitel |
| 127             | 6               | 11. Oktober 2013   | Koalitionsverhandlungen und -optionen, Kosten der Bischofsresidenz Tebartz-van-Elsts, Flüchtlingspolitik der EU und deutsche Haltung gegenüber Flüchtlingen, Kabinett Seehofer II, „Realisierung“ von Seehofers Maut für Ausländer, US-Haushaltsstreit                       | Morten Kühne*, Micky Beisenherz, Marc Löb, Björn Mannel, Thomas Rogel, Markus Schafitel |
| 128             | 7               | 18. Oktober 2013   | Kosten der Bischofsresidenz Tebartz-van-Elsts, Koalitionsverhandlungen, Lobbyismus, Kristina Schröder gibt Ministeramt ab | Morten Kühne*, Dietrich Krauss, Marc Löb, Björn Mannel, Thomas Rogel, Markus Schafitel |
| 129             | 8               | 25. Oktober 2013   | NSA hört Angela Merkel ab, erste Sitzung des 18. Bundestages, Koalitionsverhandlungen, Bundesparteitag der Grünen | Morten Kühne*, Ralf Kabelka, Fabian Köster, Marc Löb, Björn Mannel, Thomas Rogel, Markus Schafitel |
| 130             | 9               | 1. November 2013   | Überwachungs- und Spionageaffäre 2013, Koalitionsverhandlungen, Verzögerung beim Bau des Berliner Großstadtflughafens | Morten Kühne*, Micky Beisenherz, Marc Löb, Björn Mannel, Malte Pieper, Markus Schafitel |
| 131             | 10              | 8. November 2013   | Koalitionsverhandlungen, Überwachungs- und Spionageaffäre 2013, Schlaglöcher auf deutschen Straßen, Bundesverfassungsgericht überprüft den ZDF-Staatsvertrag, Deutsche Bank macht weniger Gewinn, Arbeitsbedingungen beim Bau der Stadion zur Fußball-Weltmeisterschaft 2022 | Morten Kühne*, Micky Beisenherz, Marc Löb, Björn Mannel, Thomas Rogel, Markus Schafitel, Andreas Coerper |
| 132             | 11              | 15. November 2013  | Koalitionsverhandlungen, Parteitag der SPD in Leipzig, Ex-Bundespräsident Christian Wulff vor Gericht, Gescheiterte Bewerbung Münchens für die Olympischen Winterspiele 2022, Kritik in Vorbereitung der Olympischen Winterspiele 2014, Senkung der Zinsen für Sparer        | Morten Kühne*, Andreas Guni, Ralf Kabelka, Marc Löb, Björn Mannel, Malte Pieper, Markus Schafitel, Sabine Stehr |
| 133             | 12              | 22. November 2013  | Parteitage der Bundestagsfraktionen, Koalitionsverhandlungen, Überwachungs- und Spionageaffäre 2013, Volksentscheid für gerechte Löhne in der Schweiz | Morten Kühne*, Andreas Guni, Marc Löb, Björn Mannel, Thomas Rogel, Markus Schafitel |
| 134             | 13              | 29. November 2013  | Koalitionsverhandlungen und Koalitionsvertrag, Mitgliedervotum der SPD zum Koalitionsvertrag, Überwachungs- und Spionageaffäre 2013, Tarifstreit bei Amazon | Morten Kühne*, Dietmar Jacobs, Ralf Kabelka, Marc Löb, Björn Mannel, Malte Pieper, Thomas Rogel, Markus Schafitel |
| 135             | 14              | 6. Dezember 2013   | Koalitionsvertrag, Mitgliedervotum der SPD zum Koalitionsvertrag, NPD-Verbotsverfahren (2013–2017), PISA-Test 2013 | Morten Kühne*, Marc Löb, Björn Mannel, Malte Pieper, Thomas Rogel, Markus Schafitel, Oliver Welke |
| Jahresrückblick | Jahresrückblick | 13. Dezember 2013  | Verleihung des „Goldenen Vollpfostens“ 2013, FDP-Parteitag, Koalitionsvertrag, Mitgliedervotum der SPD zum Koalitionsvertrag, Überwachungs- und Spionageaffäre 2013, Orkan Xaver, Kosten der Bischofsresidenz Tebartz-van-Elsts, Amtsverzicht von Papst Benedikt XVI.        | Morten Kühne*, Dietmar Jacobs, Ralf Kabelka, Andreas Guni, Marc Löb, Björn Mannel, Malte Pieper, Thomas Rogel, Markus Schafitel, Oliver Welke, Sabine Stehr, Lutz van der Horst, Andreas Coerper, Micky Beisenherz, Fabian Köster, Hans-Peter Klemm, Dietrich Köster |

### Staffel 9
| Nr. ges. | Nr. | Erstausstrahlung | Themen | Autoren (*=Headautor)                                                              |
| -------- | --- | ---------------- | --- | ---------------------------------------------------------------------------------- |
| 136      | 1   | 24. Januar 2014  | Große Koalition, erste Bundesverteidigungsministerin, „Schlüsselministerium“, NSA-Affäre und Transatlantisches Freihandelsabkommen, Arbeitsmigration |                                                                                    |
| 137      | 2   | 31. Januar 2014  | Große Koalition, Mindestlohn, Bildungsplan Baden-Württemberg, Gesetz zur Homosexualität bei den Olympischen Winterspielen 2014, Kritik an Joachim Meisner |                                                                                    |
| 138      | 3   | 7. Februar 2014  | Eröffnungsfeier der Olympischen Winterspiele 2014, Selbst- und Strafanzeigen bei Steuerbetrug, Rede Gaucks auf der 50. Münchner Sicherheitskonferenz, NSA-Affäre und Bundesamt für Verfassungsschutz |                                                                                    |
| 139      | 4   | 14. Februar 2014 | Energiewende und Kommunalwahlen in Bayern 2014, Regierungskrise in Berlin, Affäre Edathy, Volksentscheid zur Zuwanderung in der Schweiz, Alternative für Deutschland, Europawahl in Deutschland 2014, Tötung einer Giraffe im Kopenhagener Zoo, Gesetz zur Homosexualität bei den Olympischen Winterspielen 2014 | Morten Kühne*, Marc Löb, Björn Mannel, Markus Schafitel, Jörg Uebber, Oliver Welke |
| 140      | 5   | 21. Februar 2014 | Edathy-Affäre, Regierungskrise in Berlin, Diätenerhöhung im Bundestag, Parteitag der Bündnis 90/Die Grünen, Genmais |                                                                                    |
| 141      | 6   | 7. März 2014     | Energiewende, Krimkrise, Kommunalwahlen in Bayern 2014, Politischer Aschermittwoch, Fasching, Alternative für Deutschland |                                                                                    |
| 142      | 7   | 14. März 2014    | Anklage und Verurteilung in der Steueraffäre im Uli Hoeneß, Referendum über den Status der Krim, Wahlen zur Obersten Volksversammlung in Nordkorea, CeBIT 2014, Kardinal Meisner geht in den Ruhestand |                                                                                    |
| 143      | 8   | 21. März 2014    | Krimkrise, Steueraffäre Uli Hoeneß, Schäuble strebt „Schwarze Null“ an, Energiewende, CeBIT 2014 und Überwachungs- und Spionageaffäre 2013 |                                                                                    |
| 144      | 9   | 28. März 2014    | 100 Tage Große Koalition, Parteitag der AfD, Ausschluss Russlands aus den G8, Bankenaufsicht, ZDF–Staatsvertrag verfassungswidrig, Einschränkung des Internets in der Türkei |                                                                                    |
| 145      | 10  | 4. April 2014    | Mindestlohn, Energiewende, Rente, Pilotenstreik bei der Lufthansa, Kommunalwahlen in der Türkei 2014, Entwicklung der Schuldenkrise in Griechenland, Europawahl 2014, Flughafen Berlin Brandenburg |                                                                                    |
| 146      | 11  | 11. April 2014   | Vorratsdatenspeicherung, Generaldebatte im Deutschen Bundestag zum Bundeshaushalt 2014, Europa-Parteitag der CDU, Wetten, dass…? wird eingestellt, Europawahl in Deutschland 2014, Kleinste Opposition des Deutschen Bundestages, Rainer Brüderles Buchpräsentation, Joachim Gauck beim Deutschen Bankentag      |                                                                                    |
| 147      | 12  | 25. April 2014   | Torsten Albigs Vorschlag zur PkW-Maut, Europawahl in Deutschland 2014, Wladimir Putin und die Krise in der Ukraine 2014, Deutschland von Sinnen: Der irre Kult um Frauen, Homosexuelle und Zuwanderer (Akif Pirinçci)                                                                                            |                                                                                    |
| 148      | 13  | 2. Mai 2014      | Transatlantisches Freihandelsabkommen, Überwachungs- und Spionageaffäre 2013, Europawahl in Deutschland 2014, Montagsdemonstrationen, Joachim Gaucks Besuch in der Türkei |                                                                                    |
| 149      | 14  | 9. Mai 2014      | Europawahl in Deutschland 2014, Überwachungs- und Spionageaffäre 2013, Krise beim ADAC |                                                                                    |
| 150      | 15  | 16. Mai 2014     | Rechtspopulismus bei der Europawahl 2014, Reaktionen auf den Sieg von Conchita Wurst beim Eurovision Song Contest 2014, Europawahlkampf der Alternative für Deutschland, Parteitag der FDP, Krise in der Ukraine, Parteitag der Partei Die Linke, Stromkonzerne und Energiewende                                 |                                                                                    |
| 151      | 16  | 23. Mai 2014     | Europawahl 2014, Proteste in der Türkei, Rentenpolitik, Internationale Luft- und Raumfahrtausstellung Berlin 2014 |                                                                                    |
| 152      | 17  | 30. Mai 2014     | Europawahl 2014, Überwachungs- und Spionageaffäre 2013, Fußball-Weltmeisterschaft 2014 (Kritik am WM-Quartier der deutschen Fußballnationalmannschaft, Führerscheinentzug bei Joachim Löw, „Pinkel-Affäre“ um Kevin Großkreutz, Proteste in Brasilien)                                                           |                                                                                    |
| 153      | 18  | 6. Juni 2014     | Europawahl 2014, Katholikentag 2014 |                                                                                    |

### Staffel 10
| Nr. ges.        | Nr.             | Erstausstrahlung   | Themen | Autoren (*=Headautor)                                                                                                   |
| --------------- | --------------- | ------------------ | --- | --- |
| 154             | 1               | 5. September 2014  | Landtagswahl in Sachsen, deutsche Waffenlieferung in den Irak, NATO-Gipfel in Wales, Krise in der Ukraine 2014, Rücktritt von Christine Haderthauer, Rücktritt von Klaus Wowereit | Morten Kühne*, Ralf Kabelka, Marc Löb, Björn Mannel, Malte Pieper, Thomas Rogel, Markus Schafitel                       |
| 155             | 2               | 12. September 2014 | Diskussionen zur PkW-Maut (Infrastrukturabgabe) in Deutschland, „Shariah Police“ in Wuppertal, Asylbewerber-Diskussion, Landtagswahl in Thüringen und Brandenburg | Morten Kühne*, Micky Beisenherz, Fabian Köster, Marc Löb, Björn Mannel, Malte Pieper, Markus Schafitel                  |
| 156             | 3               | 19. September 2014 | Landtagswahl in Thüringen und Brandenburg, Wahlerfolge der AfD, Besuch des Emirs von Katar in Berlin, Referendum über die Unabhängigkeit Schottlands 2014 | Morten Kühne*, Micky Beisenherz, Marc Löb, Björn Mannel, Malte Pieper, Thomas Rogel, Markus Schafitel                   |
| 157             | 4               | 26. September 2014 | Ausrüstungsprobleme bei der Bundeswehr, Islamischer Staat, Transatlantisches Freihandelsabkommen, AfD, Pille danach und Marsch für das Leben | |
| 158             | 5               | 10. Oktober 2014   | Ausrüstungsprobleme bei der Bundeswehr, Probleme in Asylbewerberheimen, Diskussionen über Sexualität in der katholischen Kirche, Daniel Bahr wechselt in die Wirtschaft | Morten Kühne*, Dietrich Krauss, Marc Löb, Björn Mannel, Malte Pieper, Markus Schafitel, Jörg Uebber                     |
| 159             | 6               | 17. Oktober 2014   | Ausschluss der heute-show aus dem Deutschen Bundestag | |
| 160             | 7               | 24. Oktober 2014   | Streik der GDL bei der Deutschen Bahn und der Vereinigung Cockpit bei der Lufthansa, Achter IT-Gipfel, Wirtschaftsabschwung in Deutschland, Frauenquote, Apple und Facebook zahlen Mitarbeiterinnen Social Freezing, Ebolafieber-Epidemie und Einflussnahme der Pharmaindustrie, Ausschluss der heute-show aus dem Deutschen Bundestag | |
| 161             | 8               | 31. Oktober 2014   | Hooligans gegen Salafisten, Lobbyismus im Deutschen Bundestag, Wiederbeschäftigung von ehemaligen Bundesministern, Landtagswahl in Thüringen | Morten Kühne*, Marc Löb, Björn Mannel, Malte Pieper, Thomas Rogel, Marcus Schafitel                                     |
| 162             | 9               | 7. November 2014   | Streik der GDL bei der Deutschen Bahn, deutsche Wiedervereinigung, Nationalsozialistischer Untergrund, AfD-Shop, heute-show darf wieder im Deutschen Bundestag drehen | Morten Kühne*, Micky Beisenherz, Marc Löb, Björn Mannel, Denis Martynow, Malte Pieper, Thomas Rogel, Marcus Schafitel   |
| 163             | 10              | 14. November 2014  | Landung der Sonde Philae auf dem Kometen Tschurjumow-Gerassimenko, Fall der Berliner Mauer, Konflikt zwischen USA und Russland, Luxemburg-Leaks, Lobbyismus im Deutschen Bundestag, Barbara Hendricks | Morten Kühne*, David Flasch, Marc Löb, Björn Mannel, Denis Martynow, Malte Pieper, Thomas Rogel, Marcus Schafitel       |
| 164             | 11              | 21. November 2014  | Kritik an der Riester-Rente und Kontroverse um Carsten Maschmeyer, Probleme bei der Endlagerung von Atommüll, Korruption bei der FIFA, RT (Russia Today) auch in deutscher Sprache verfügbar, Neuausrichtung der Bundeswehr, Hooligans gegen Salafisten | Morten Kühne*, Micky Beisenherz, Marc Löb, Björn Mannel, Hans-Peter Klemm, Malte Pieper, Thomas Rogel, Marcus Schafitel |
| 165             | 12              | 28. November 2014  | Frauenquote, Demonstrationen gegen Asylbewerberheime und Asylpolitik, Solidaritätszuschlag, Parteitag der Bündnis 90/Die Grünen in Hamburg, | Morten Kühne*, Ralf Kabelka, Marc Löb, Björn Mannel, Malte Pieper, Marcus Schafitel, Tobias Thye, Jörg Uebber           |
| 166             | 13              | 12. Dezember 2014  | CDU-Parteitag in Köln, CSU und Asylpolitik, Pegida, Bodo Ramelow als erster linker Ministerpräsident in Thüringen, Weihnachtsgeschenke | Morten Kühne*, Micky Beisenherz, Marc Löb, Björn Mannel, Malte Pieper, Thomas Rogel, Marcus Schafitel, Tobias Thye      |
| Jahresrückblick | Jahresrückblick | 19. Dezember 2014  | Verleihung des „Goldenen Vollpfostens“ 2014, Hartmut Mehdorns Rücktritt als Vorsitzender der Geschäftsführung der Flughafen Berlin Brandenburg GmbH, Alexander Dobrindt und die Pkw-Maut, Ausrüstungsprobleme bei der Bundeswehr, Krieg in der Ukraine und Spannungen zwischen Russland und der USA, Kabinett Merkel III, Wolfgang Schäuble und die „Schwarze Null“, Uli Hoeneß, Alice Schwarzer und Thomas Middelhoff, Alternative für Deutschland und PEGIDA | |

### Staffel 11
| Nr. ges. | Nr. | Erstausstrahlung | Themen | Autoren (*=Headautor) |
| -------- | --- | ---------------- | --- | --- |
| 167      | 1   | 23. Januar 2015  | Anschlag auf Charlie Hebdo, Meinungsfreiheit, PEGIDA und LEGIDA, Parlamentswahl in Griechenland, Grüne Woche 2015 und Transatlantisches Freihandelsabkommen | Morten Kühne*, Ralf Kabelka, Marc Löb, Björn Mannel, Malte Pieper, Thomas Rogel, Markus Schafitel                                      |
| 168      | 2   | 30. Januar 2015  | Parlamentswahl in Griechenland und Griechische Staatsschuldenkrise, Pegida, Menschenrechte in Saudi-Arabien, Syrisch-Türkischer Konflikt 2012 und Cumhurbaşkanlığı Sarayı, Bayerischer Rundfunk und Markus Söder | Morten Kühne* |
| 169      | 3   | 6. Februar 2015  | Yanis Varoufakis und Griechische Staatsschuldenkrise, Krieg in der Ukraine seit 2014 und Very High Readiness Joint Task Force, Mindestlohngesetz (Deutschland), AfD | Morten Kühne* |
| 170      | 4   | 13. Februar 2015 | Minsk II und Krieg in der Ukraine seit 2014, SPD-Vorstandsklausur, Olaf Scholz, FDP, Safer Internet Day, Entschuldigung für Schnittfehler in der Sendung vom 6. Februar 2015 | Morten Kühne* |
| 171      | 5   | 20. Februar 2015 | Griechische Staatsschuldenkrise, Politischer Aschermittwoch und Rechtspopulismus bei der CSU, Bürgerschaftswahl in Hamburg und geringe Wahlbeteiligung, AfD, Infrastruktur und ÖPP Deutschland, Islamischer Staat, Politischer Aschermittwoch | Morten Kühne*, Stephan Herschung, Marc Löb, Björn Mannel, Malte Pieper, Thomas Rogel, Markus Schafitel                                 |
| 172      | 6   | 27. Februar 2015 | Griechische Staatsschuldenkrise, Niedriglohnsektor in Deutschland, Asylpolitik der Europäischen Union, Debatte um Stromtrassen in Bayern, Pkw-Maut in Deutschland, Anton Hofreiter als Gast | Morten Kühne*, Stephan Herschung, Dietrich Krauss, Marc Löb, Björn Mannel, Malte Pieper, Stephan Pächer, Markus Schafitel              |
| 173      | 7   | 6. März 2015     | mögliche Abschaffung des Solidaritätszuschlages, Erhöhung des Kindergeldes um 4 €, Erhöhung des Bundeswehretats und veraltete Technik der Bundeswehr, technische Mängel beim Militärhubschrauber NH90, Nationalsozialistischer Untergrund, Frauenquote und „gleiche Arbeit – gleicher Lohn“, sexuelle Belästigung am Arbeitsplatz, Mindestlohn in Deutschland                            | Morten Kühne*, Fabian Köster, Dietrich Krauss, Marc Löb, Björn Mannel, Malte Pieper, Thomas Rogel, Jörg Uebber                         |
| 174      | 8   | 13. März 2015    | Bundeskanzlerin besucht Japan, Griechische Staatsschuldenkrise, Sigmar Gabriel in Saudi-Arabien und Katar, Mietpreisbremse, Peer Steinbrücks Buch „Vertagte Zukunft“, Wladimir Putin und Russland, Internationale Tourismus-Börse Berlin | Morten Kühne*, Nikolai Kleinhammer, Fabian Köster, Marc Löb, Björn Mannel, Malte Pieper, Thomas Rogel, Markus Schafitel                |
| 175      | 9   | 20. März 2015    | Sonnenfinsternis vom 20. März 2015, Griechische Staatsschuldenkrise, Stinkefingerkontroverse um Yanis Varoufakis, Proteste gegen die Eröffnung des Neubaus der Europäischen Zentralbank, CeBIT und das Partnerland China, PEGIDA, Peter Tauber als Studiogast | Morten Kühne*, Nikolai Kleinhammer, Fabian Köster, Björn Mannel, Malte Pieper, Thomas Rogel, Markus Schafitel, Jakob Schreier          |
| 176      | 10  | 10. April 2015   | Griechische Staatsschuldenkrise, Alexis Tsipras auf Staatsbesuch bei Wladimir Putin, griechische Reparationsforderungen für Naziverbrechen, Berichterstattung der Bild-Zeitung, Kampfdrohnen, Ausländerfeindliche Proteste, Islam- und Fremdenfeindlichkeit in Deutschland, Tatjana Festerling, Impfgegner, „Wahrheitskongress“                                                          | Morten Kühne*, Micky Beisenherz, Dietrich Krauss, Marc Löb, Björn Mannel, Malte Pieper, Markus Schafitel                               |
| 177      | 11  | 17. April 2015   | „Bürgerdialog“ der Großen Koalition, Angela Merkel und Sigmar Gabriel, Lobbyismus im Deutschen Bundestag, Betreuungsgeld, SPD, Fremdenfeindlichkeit in Deutschland, Anschläge auf Asylbewerberheime, Geert Wilders und PEGIDA, Obersächsischer Dialekt | Morten Kühne*, Stephan Pächer, Malte Pieper, Thomas Rogel, Markus Schafitel,                                                           |
| 178      | 12  | 24. April 2015   | Girls’ Day, Geschlechterrolle, Kritik am Sturmgewehr HK G36, fehlende Einsatzfähigkeit der Bundeswehr, Flüchtlingskatastrophe im Mittelmeer (Mare Nostrum und Triton), Europäische Kommission, Südliches Afrika Initiative der Deutschen Wirtschaft, wirtschaftlicher Aufschwung in Deutschland, Gerechtigkeitsdebatte, Initiative Neue Soziale Marktwirtschaft, Vorratsdatenspeicherung | Morten Kühne*, David Flasch, Marc Löb, Björn Mannel, Malte Pieper, Markus Schafitel, Markus Zimmer                                     |
| 179      | 13  | 1. Mai 2015      | BND–NSA-Überwachungsaffäre, Zentrale des Bundesnachrichtendienstes, National Security Agency, Deutsche Bank, Alternative für Deutschland, Endlager für radioaktiven Abfall, Tag der Arbeit | Morten Kühne*, Micky Beisenherz, Ralf Kabelka, Marc Löb, Björn Mannel, Stephan Pächer, Malte Pieper, Markus Schafitel                  |
| 180      | 14  | 8. Mai 2015      | Bettina und Christian Wulff, Bahnstreik und Claus Weselsky, Streik, Globale Überwachungs- und Spionageaffäre#BND-NSA-Affäre 2014/2015: Operation Eikonal, Baumarktmitarbeiterin verhindert Terroranschlag in Oberursel, Rassismus, Bürgerschaftswahl in Bremen 2015 | Morten Kühne*, Micky Beisenherz, Ralf Kabelka, Marc Löb, Stephan Pächer, Malte Pieper, Linus Rübeling, Markus Schafitel, Markus Zimmer |
| 181      | 15  | 15. Mai 2015     | Asylpolitik der Europäischen Union, Viktor Orbán, Charlotte of Cambridge, No-Spy-Abkommen und Ronald Pofalla, Bürgerschaftswahl in Bremen 2015, FDP, niedrige Wahlbeteiligung, Streik in den kommunalen Kindertagesstätten, Anti-Chemtrail-Demo | Morten Kühne*, Andreas Guni, Fabian Köster, Björn Mannel, Malte Pieper, Thomas Rogel, Markus Schafitel, Jakob Schreier                 |
| 182      | 16  | 22. Mai 2015     | Ende des Bahnstreiks und Claus Weselsky, Tarifautonomie und Tarifvertragsgesetz, Alternative für Deutschland, Bernd Lucke und Hans-Olaf Henkel, Bundesparteitag der FDP, Legalisierung von Cannabis, | Morten Kühne*, Micky Beisenherz, Andreas Guni, Marc Löb, Björn Mannel, Malte Pieper, Thomas Rogel, Markus Schafitel                    |
| 183      | 17  | 29. Mai 2015     | FIFA-Korruptionsskandal und Sepp Blatter, Referendum zur gleichgeschlechtlichen Ehe in Irland und Situation in Deutschland, G7-Gipfel auf Schloss Elmau, Energiewende | Morten Kühne*, Marc Löb, Björn Mannel, Malte Pieper, Thomas Rogel, Linus Rübeling, Markus Schafitel                                    |

### Staffel 12
| Nr. ges.        | Nr.             | Erstausstrahlung | Themen | Autoren (*=Headautor) |
| --------------- | --------------- | --- | --- | --- |
| 184             | 1               | 11. September 2015 | Flüchtlingskrise in Europa, Gescheiterte Projekte der CSU (Betreuungsgeld und PKW-Maut) | Morten Kühne*, Oliver Welke*, Micky Beisenherz, Ralf Kabelka, Fabian Köster, Björn Mannel, Malte Pieper, Thomas Rogel, Markus Schafitel                                                     |
| 185             | 2               | 18. September 2015 | Flüchtlingskrise in Europa, Griechische Staatsschuldenkrise, CETA und TTIP, Elektroautos bei der IAA 2015                                                                                               | Morten Kühne*, Oliver Welke*, Andreas Guni, Fabian Köster, Marc Löb, Björn Mannel, Thomas Rogel, Markus Schafitel                                                                           |
| 186             | 3               | 25. September 2015 | VW-Abgasskandal, Besuch von Viktor Orbán in Bayern, Umgang von Branchen und Parteien mit der Flüchtlingskrise, Weltgipfel für nachhaltige Entwicklung 2015 in New York / Ziele nachhaltiger Entwicklung | Morten Kühne*, Oliver Welke*, Fabian Köster, Marc Löb, Björn Mannel, Stephan Pächer, Thomas Rogel, Markus Schafitel                                                                         |
| 187             | 4               | 2. Oktober 2015 | Flüchtlingskrise, Plagiatsvorwürfe gegen Ursula von der Leyen, VW-Abgasskandal, 25 Jahre deutsche Wiedervereinigung, Gregor Gysi als Gast                                                               | |
| 188             | 5               | 9. Oktober 2015 | Flüchtlingskrise, Bischofssynode zum Thema Ehe und Familie, mangelnder Datenschutz bei Facebook, VW-Abgasskandal, Feier zur deutschen Wiedervereinigung in Brüssel                                      | |
| 189             | 6               | 16. Oktober 2015 | gekaufte WM 2006, Verhandlungen zu TTIP, Proteste gegen die Aktualisierung des Sexualkundeunterricht in Baden-Württemberg                                                                               | |
| 190             | 7               | 23. Oktober 2015 | 1. „Geburtstag“ von PEGIDA, Angela Merkels Besuch in der Türkei, gekaufte WM 2006, Vorratsdatenspeicherung, Flüchtlingsunterbringung auf der Venus Berlin                                               | |
| 191             | 8               | 30. Oktober 2015 | Flüchtlingskrise, Waffenexporte nach Katar, gekaufte WM 2006, Wurst als Krebsursache, Beschlüsse der Bischofssynode, Treffen von DDR-Grenzsoldaten                                                      | |
| 192             | 9               | 6. November 2015 | Flüchtlingskrise, Untersuchungsausschuss zur Energiewende, absolute Mehrheit der AKP bei der Parlamentswahl in der Türkei November 2015, Verkauf von Pharmamitteln in Deutschland                       | |
| 193             | 10              | Folge war ursprünglich für den 13. November 2015 geplant; aufgrund der Anschläge in Paris wurde diese nicht ausgestrahlt. Sie wurde auch nicht in der ZDF Mediathek zur Verfügung gestellt. | Folge war ursprünglich für den 13. November 2015 geplant; aufgrund der Anschläge in Paris wurde diese nicht ausgestrahlt. Sie wurde auch nicht in der ZDF Mediathek zur Verfügung gestellt.             | Folge war ursprünglich für den 13. November 2015 geplant; aufgrund der Anschläge in Paris wurde diese nicht ausgestrahlt. Sie wurde auch nicht in der ZDF Mediathek zur Verfügung gestellt. |
| 194             | 11              | 20. November 2015 | Anschläge in Paris und Mali, gekaufte WM 2006, Erweiterung von BND und Verfassungsschutz, AfD-Demonstration in Berlin                                                                                   | |
| 195             | 12              | 27. November 2015 | 10 Jahre Kanzlerschaft von Merkel, CSU-Parteitag, Berlin, UN-Klimakonferenz, Bundesdelegiertenkonferenz der Grünen, Trauerfeier für Helmut Schmidt                                                      | |
| 196             | 13              | 4. Dezember 2015 | Militäreinsatz in Syrien, Klimakonferenz der UNO, AfD, neue Regierung in Polen | |
| 197             | 14              | 11. Dezember 2015 | Bundesparteitag der SPD, NSU-Prozess, Datenschutz in der EU, Überforderung des BAMF, Klimawandel | |
| Jahresrückblick | Jahresrückblick | 18. Dezember 2015 | u. a. Verleihung der „Goldenen Vollpfosten“ 2015 (an Franz Beckenbauer, Donald Trump, Claus Weselsky und „Bernd“ Höcke)                                                                                 | |

### Staffel 13
| Nr. ges. | Nr. | Erstausstrahlung | Themen | Autoren (*=Headautor) |
| -------- | --- | ---------------- | --- | --------------------- |
| 198      | 1   | 22. Januar 2016  | Sexuelle Übergriffe in der Silvesternacht 2015/16/Flüchtlingspolitik von Angela Merkel, Politik der polnischen Regierung, Sicherheitsprobleme belgischer Atomkraftwerke |                       |
| 199      | 2   | 29. Januar 2016  | Flüchtlingskrise, Horst Seehofers Drohbrief an Angela Merkel, Julia Klöckners A2-Plan, Umgang mit der AfD in Talkshows, VW-Dieselskandal, Kölner Karneval |                       |
| 200      | 3   | 12. Februar 2016 | Horst Seehofers Diktum von der „Herrschaft des Unrechts“, Asylpaket II, „Schießbefehl“ der AfD, mögliche Bargeldobergrenze, Vermögensunterschiede in Deutschland, Horst Seehofers Besuch bei Putin |                       |
| 201      | 4   | 19. Februar 2016 | EU-Flüchtlingsgipfel in Brüssel, Brexit, Landtagswahlen in Baden-Württemberg und Sachsen-Anhalt am 13. März, Werbung im Klassenzimmer |                       |
| 202      | 5   | 26. Februar 2016 | Angriffe auf Flüchtlinge in Clausnitz und Bautzen, Ermittlungen der Polizei gegen angegriffene Flüchtlinge, Landtagswahlen in Rheinland-Pfalz am 13. März, FIFA-Präsidenten-Wahl, Donald Trump im US-Vorwahlkampf, Angst vor Ausländern in Sachsen |                       |
| 203      | 6   | 4. März 2016     | Flüchtlingskrise, NPD-Verbot, Glyphosat im Bier, ALFA-Partei |                       |
| 204      | 7   | 11. März 2016    | Landtagswahlen in Baden-Württemberg, Rheinland-Pfalz und Sachsen-Anhalt am 13. März, Flüchtlingskrise, Angela Merkels Deal mit Erdoğan, Weltfrauentag |                       |
| 205      | 8   | 18. März 2016    | Nach den Landtagswahlen in Baden-Württemberg, Rheinland-Pfalz und Sachsen-Anhalt: Debakel für CDU und SPD, Aufstieg der AfD, Klage der Energieversorger gegen Atomausstieg, schwerer Störfall in AKW Fessenheim, EZB-Leitzins-Senkung auf 0,0 % |                       |
| 206      | 9   | 1. April 2016    | Terroranschläge in Brüssel, Terrorbekämpfung, Integration, Bundeshaushalt 2017, Rentner-Armut, Wohnungsnot, geplantes neues Sexualstrafrecht, Überwachung durch Versicherungen |                       |
| 207      | 10  | 8. April 2016    | Panama-Papers, „Wirtschaftsförderung durch Beihilfe zur Steuerhinterziehung“ in Bayern, europäische Steueroasen Irland und die Niederlande, Starbucks und IKEA als Steuervermeider, Flüchtlingsdeal mit der Türkei, NSU-Skandal und untergetauchte Nazis, schlechte Bezahlung von Altenpflegern, „Oma-Export“ nach Osteuropa                                                     |                       |
| 208      | 11  | 15. April 2016   | Böhmermann-Affäre, Altersarmut, schlechte Umfragewerte für die SPD, Boni für VW-Manager, Kampagnen von Ernährungsminister Christian Schmidt und Justizminister Heiko Maas |                       |
| 209      | 12  | 22. April 2016   | Dieselskandal, Flüchtlingsdeal mit der Türkei, Sigmar Gabriels Besuch in Ägypten, Islambashing durch die AfD, Verarmung von Alleinerziehenden, 90. Geburtstag der Queen, drohender Brexit, Integrationsgesetz |                       |
| 210      | 13  | 29. April 2016   | Obamas Besuch in Hannover, FPÖ-Bundespräsidentenkandidat Norbert Hofer, Prämien für Elektroautos, die neue FDP |                       |
| 211      | 14  | 6. Mai 2016      | Trump im US-Präsidentschaftswahlkampf, TTIP-Leak, Arbeitsbedingungen in Schlachthöfen, Keime in der Massentierhaltung, Meinungsfreiheit in der Türkei, Mali-Einsatz der Bundeswehr, neue Cyberwar-Einheit der Bundeswehr, AfD-Programm-Parteitag |                       |
| 212      | 15  | 13. Mai 2016     | Krise der SPD, Seehofers Kritik an der Bundeskanzlerin, Abschaffung des 500-€-Scheins, Cum-Cum-Geschäfte, Tests für ältere Autofahrer, Hakenkreuz-Schnitzel-Satire der heute-show |                       |
| 213      | 16  | 20. Mai 2016     | Niedergang der Demokratie in der Türkei, EU-Atompolitik, Verschiebung der EU-Entscheidung zu Glyphosat, Gülle-Import nach Deutschland, Erbschaftssteuerreform, Sportsommer 2016: FIFA und Doping, Bargeldabschaffung? |                       |
| 214      | 17  | 27. Mai 2016     | Klausurtagung der Großen Koalition, schnelles Internet, Integrationsgesetz, Werte und Regeln für Flüchtlinge, Bundespräsidentenwahl in Österreich, Monsanto-Übernahme durch Bayer, Bundesinnenminister zur erneuten Steigerung der Wohnungseinbrüche, Polizeieinsparungen, heute-show-Sommervorhersage mit Dietmar Wischmeyer, Lutz van der Horst in London: „Krauts for Brexit“ |                       |
| 215      | 18  | 3. Juni 2016     | Alexander Gauland über „Nachbar“ Jérôme Boateng, Rassismus im deutschen Fußball, Linkenparteitag in Magdeburg, Völkermord-Resolution des Bundestags zu Armenien, neues Prostitutionsgesetz, Urlaub in der Türkei, anstehende Brexit-Entscheidung in England |                       |

### Staffel 14
| Nr. ges.        | Nr.             | Erstausstrahlung   | Themen | Autoren (*=Headautor) |
| --------------- | --------------- | ------------------ | --- | --------------------- |
| 216             | 1               | 9. September 2016  | Landtagswahl in Mecklenburg-Vorpommern: Debakel für die CDU, Merkel-Bashing, Seehofers Vorschläge zur Flüchtlingspolitik, PR-Beratung für Sigmar Gabriel, neues iPhone, Apples Steuersparmodell in Europa, AfD-Erfolg bei der Landtagswahl in Mecklenburg-Vorpommern, Untergang der NPD                                      |                       |
| 217             | 2               | 16. September 2016 | Abgeordnetenhauswahl in Berlin am 18. September 2016, Berlin-Bashing, Seehofers Drohung gegenüber Angela Merkel beim Thema Obergrenzen, Massenschlägerei zwischen Flüchtlingen und Rechtsextremen in Bautzen, Rückkehr des „deutschen Volkes“, Freihandelsabkommen TTIP und CETA, Stuttgart-21-Grundsteinlegung, neuer ICE 4 |                       |
| 218             | 3               | 23. September 2016 | Nach der Abgeordnetenhauswahl in Berlin: Rot-rot-grüne Koalition, Angela Merkel zeigt „Gefühle“, Andreas Scheuers Satz über Senegalesen, „Ungefähr ein Jahr“ Karenzzeit-Gesetz, AfD drängt in den Bundestag: „Panik“ bei den Abgeordneten, SPD-Abstimmung über CETA                                                          |                       |
| 219             | 4               | 30. September 2016 | erstes TV-Duell zwischen Trump und Clinton, Trump-Bashing, unwirksame Mietpreisbremse, Einigung über Erbschaftssteuer, Hartz-IV-Armut, Märchen von der Chancengleichheit, Edmund Stoibers 75. Geburtstag, Gemeinsame Zukunft von CDU und CSU?                                                                                |                       |
| 220             | 5               | 7. Oktober 2016    | Einheitsfeier in Dresden, Russische Propaganda in Internetforen, Krankenkassen-Zusatzbeiträge, Individuelle Gesundheitsleistungen (IGeL), Drohender Untergang der Deutschen Bank |                       |
| 221             | 6               | 14. Oktober 2016   | Schmutziger US-Wahlkampf: Sex-Vorwürfe gegen Donald Trump, Angela Merkels Staatsbesuch in Afrika, Fatale „Entwicklungshilfe“ für Afrika, Hass und Hetze auf Facebook: untätiger Justizminister Heiko Maas, 70 Jahre Nordrhein-Westfalen: Bundesland mit Negativ-Rekorden                                                     |                       |
| 222             | 7               | 21. Oktober 2016   | Rot-rot-grün in Berlin, Martin Schulz als Kanzlerkandidat der SPD, Treffen Putin und Merkel, 3. TV-Duell Trump vs. Clinton, VW-Dieselskandal |                       |
| 223             | 8               | 28. Oktober 2016   | Deutschland sucht einen Bundespräsidenten, Bürgerbefragung „Gut leben in Deutschland“, Deutschlandtag der Jungen Union, Reichsbürger, Stand der Umsetzung des Klimaschutzplans, Spitzenkandidatenwahl der Grünen |                       |
| 224             | 9               | 4. November 2016   | Countdown zur US-Präsidentenwahl, Rentenreform, Chinesischer Hunger auf deutsche Firmen, CSU-Parteitag in München, GBW-Skandal, Ministerpräsidenten-Nachfolge-Streit in Bayern |                       |
| 225             | 10              | 11. November 2016  | Gewählter US-Präsident Donald Trump, Trumpismus, US-Wahlpartys in Deutschland, Imagekampagne der Bundeswehr für Jugendliche, Klimakonferenz in Marrakesch, Nitratverseuchung des Grundwassers |                       |
| 226             | 11              | 18. November 2016  | Bundespräsidentenkandidat Frank-Walter Steinmeier, Obamas Abschiedstournee, Populismus in den USA und in Deutschland, Die Trumpsens, Facebooks Mithilfe bei Hetzreden, Türkische Großreichsbestrebungen, Parteitag der Grünen, Vermögenssteuer nur für Superreiche                                                           |                       |
| 227             | 12              | 25. November 2016  | Angela Merkels Kandidatur für eine vierte Amtszeit, Miete von Politikern über die SPD-Agentur Network Media GmbH, Populismus, Entwaffnung von Reichsbürgern, Waffenlobby, Neues von der AfD, Bundespresseball, Kritik der AfD am Rundfunkbeitrag                                                                             |                       |
| 228             | 13              | 2. Dezember 2016   | Rentenreform, Riesterrente, Digitalisierung der Arbeit, Bundespräsidentschaftswahlkampf in Österreich, anstehende Entscheidung zur EU in Italien, Die „verdammte politische Korrektheit“, Reichsbürger |                       |
| 229             | 14              | 9. Dezember 2016   | Merkels Wiederwahl zur CDU-Chefin, Parteitag der CDU, PKW-Maut, mögliche Entschädigung für Energiekonzerne aufgrund des Atomausstiegs, Fake-News bei Facebook |                       |
| Jahresrückblick | Jahresrückblick | 16. Dezember 2016  | Verleihung des „Goldenen Vollpfostens“ 2016, Donald Trump, Deutsche Bank, Volkswagen, Winfried Kretschmann, AfD, Fake-News, Brexit, Günther Oettinger, Putin, Erdogan, Weihnachtsmärkte |                       |

### Staffel 15
| Nr. ges. | Nr. | Erstausstrahlung | Themen | Autoren (*=Headautor) |
| -------- | --- | ---------------- | --- | --------------------- |
| 230      | 1   | 27. Januar 2017  | SPD-Kanzlerkandidat Martin Schulz, neuer Außenminister Sigmar Gabriel, Donald Trumps erste Woche als US-Präsident, die USA auf dem Weg in die Diktatur, Treffen der internationalen Rechtspopulisten in Koblenz, „Bernd“ Höckes Dresdner Rede, fehlende politische Konsequenzen nach dem Anschlag von Berlin                    |                       |
| 231      | 2   | 3. Februar 2017  | Donald Trumps Einreisestopp für Muslime, Demokratie-Ausverkauf in den USA, Merkels Besuch bei Erdogan, Tierquälerei in der Massentierhaltung, SPD-Umfrage-Hoch dank Kanzlerkandidat Martin Schulz |                       |
| 232      | 3   | 10. Februar 2017 | SPD-Umfrage-Hoch, Zwangsharmonie zwischen Angela Merkel und Host Seehofer, „Neues aus der Trumpstalt“, Medienzensur in Polen und Ungarn, Merkels Flüchtlingsdeal mit Libyen, anstehende Bundespräsidentenwahl von Frank-Walter Steinmeier, Gegenkandidat Engelbert Sonneborn                                                    |                       |
| 233      | 4   | 17. Februar 2017 | gewählter Bundespräsident Frank-Walter Steinmeier, Norbert Lammerts Rede bei der Bundesversammlung, Schulz-Hype, Entnazifizierung der AfD: Parteiausschluss von „Bernd“ Höcke, VW-Abgasskandal |                       |
| 234      | 5   | 24. Februar 2017 | Trumps Woche: mehr Atomwaffen und #LastNightInSweden, Methode Trump, Duell um die Kanzlerschaft: Schulz gegen Merkel, Umfragetief bei den Grünen, Transparenzgesetz gegen Steuerhinterziehung, deutsche Steueroasen, Aufrüstung in Deutschland                                                                                  |                       |
| 235      | 6   | 3. März 2017     | Politischer Aschermittwoch: Merkel vs. Schulz, Auswirkungen der Agenda 2010, Inhaftierung Deniz Yücel, Verurteilungen nach tödlichen Autorennen, Präventiv-Haft für Gefährder, Martin-Schulz-Hype |                       |
| 236      | 7   | 10. März 2017    | deutsch-türkisches Verhältnis, türkisches Verfassungsreferendum, Diesel-Untersuchungsausschuss, Merkels geplanter Besuch bei Donald Trump, Trumps zweiter Einreisestopp, Geert Wilders Wahlkampf, PowerPoint Aufklärung vs. Fanatismus von Nico Semsrott                                                                        |                       |
| 237      | 8   | 17. März 2017    | Merkels Besuch bei Donald Trump, US-Strafzölle auf deutsche Autos, Seehofer bei Putin, türkisch-niederländische Krise, Wahl in den Niederlanden, Grüne im Häuserwahlkampf |                       |
| 238      | 9   | 24. März 2017    | Martin Schulz' Wahl zum SPD-Vorsitzenden mit 100 %, kommende Landtagswahl im Saarland, geplantes Verbot von Alkoholwerbung, frostige deutsch-amerikanische Beziehungen |                       |
| 239      | 10  | 31. März 2017    | Brexit-Brief an die EU, Feier zu 60 Jahren Römische Verträge, Schulz-Effekt im Saarland, Landtagswahl im Saarland, Koalitionsausschuss in Berlin, PKW-Maut, drohende Aufblähung des Bundestags, Müllberge durch Einwegflaschen                                                                                                  |                       |
| 240      | 11  | 7. April 2017    | Trumps Angriff auf Syrien, Merkels Wahlkampfauftakt in NRW, Spekulationen über Ampelkoalition im Bund, #freedeniz, türkisches Verfassungsreferendum, Streit in der AfD, neue Cyberabwehrtruppe, Neues aus der Trumpstalt: Tod des Klimaschutzabkommens                                                                          |                       |
| 241      | 12  | 21. April 2017   | Donald Trump vs. Kim Jong Un: drohender Nuklearkrieg, Donald Trumps Schlag gegen Syrien, Ivanka Trump berät Donald Trump, Erdoğans Erfolg bei Referendum über Präsidialsystem, Steuerpolitik: Abschaffung der kalten Progression, Armutsbericht der Bundesregierung, Selbstzerfleischung der AfD, kommende Wahlen in Frankreich |                       |
| 242      | 13  | 28. April 2017   | Ivanka Trump auf „Women20“-Gipfel in Berlin, Seehofers erneute Ministerpräsidentenkandidatur, bevorstehende Präsidentenwahl in Frankreich, Industrie 4.0, AfD-Parteitag demontiert Frauke Petry, Völkische Familienpolitik der AfD                                                                                              |                       |
| 243      | 14  | 5. Mai 2017      | Superwahljahr 2017 hat begonnen: Merkel vs. Schulz, kommende Landtagswahlen in Schleswig-Holstein und Nordrhein-Westfalen, Debatte über Leitkultur, Rechtsextremismus in der Bundeswehr, Bundestag blockiert Tabakwerbeverbot, 100 Tage Präsident Trump                                                                         |                       |
| 244      | 15  | 12. Mai 2017     | Kommende Landtagswahl in Nordrhein-Westfalen, Landtagswahl in Schleswig-Holstein, Präsidentenwahl in Frankreich, Powerpointpräsentation: Rechtsruck in Europa, Dieselskandal, Mangelnde Investitionen in Schulinfrastruktur |                       |
| 245      | 16  | 19. Mai 2017     | Landtagswahl in Nordrhein-Westfalen, Bundestagswahlkampf, Programmentwurf der SPD, die FDP ist wieder da, Macron und Merkel, Deutschland ist der Kredithai Europas, Trumps Geheimnisverrat, Trump und Erdoğan, Verhältnis der deutschen Regierung zur türkischen Regierung                                                      |                       |
| 246      | 17  | 26. Mai 2017     | Trumps Europabesuch, Trumps Waffenverkauf an Saudi-Arabien, Vorstellung des SPD-Wahlprogramms, CSU-Bayernplan, Zugriff auf biometrische Daten auf dem Personalausweis, Sponsoring auf dem evangelischen Kirchentag, Imageproblem der Bundeswehr                                                                                 |                       |
| 247      | 18  | 2. Juni 2017     | Trump kündigt Pariser Klimaschutzabkommen, Antiamerikanismus, Chinesischer Ministerpräsident in Berlin, Betriebsrentenstärkungsgesetz, „Ehe für alle“ nicht mehr in dieser Legislaturperiode, Mafiaparadies Deutschland, heute-show-Sommerorakel                                                                                |                       |

### Staffel 16
| Nr. ges.        | Nr.             | Erstausstrahlung   | Themen | Autoren (*=Headautor) |
| --------------- | --------------- | ------------------ | --- | --------------------- |
| 248             | 1               | 8. September 2017  | Die heute-show nun auch in HD, Bundestagswahlkampf, TV-Duell zwischen Angela Merkel und Martin Schulz, Was bitte ist das für 1 Wahlkampf?, letzte Bundestagssitzung in dieser Legislaturperiode, „neue“ Themen der FDP, Skandale der AfD, Moderation von Claus Strunz, zugespitzte Lage in Nordkorea, Pleite der Autobahn A1 durch öffentlich-private Partnerschaft, Dieselgipfel, HORSTaberfair mit der Magdeburger Gartenpartei, DIE FRAUEN, die Menschliche Welt und die GERADE Partei |                       |
| 249             | 2               | 15. September 2017 | Bevorstehende Bundestagswahl, Angela Merkel im Gespräch mit den Bürgern, schreiende Wutbürger, türkische Reisewarnung für Deutschland, Erdoğans Nazi-Vergleiche, gestiegene deutsche Investitionen in der Türkei, schleppender Breitbandausbau in Deutschland, Wahlkampf für die „Letztwähler“, Guttenberg-Rückkehr, nie wieder GroKo |                       |
| 250             | 3               | 22. September 2017 | Wahlkampfendspurt, AfD-Sammelalbum, Bundestagsumbauten für die AfD, Hacking-Attacke auf die Bundestagswahl?, „The Dark Nerd Rises“, neue GroKo oder Jamaica?, die „Prinzipien“ der Grünen, Lutz van der Horst sondiert für eine Jamaika-Koalition bei der CSU |                       |
| 251             | 4               | 29. September 2017 | Nach der Bundestagswahl: Rechtsruck, AfD in Münster unter 5 %, Jamaika-Koalition, Absturz der CSU, Neuwahlen?, die heute-show lobt die SPD für ihren Gang in die Opposition, „Trümmersozen“, spaltet Petry die AfD?, Meuthens Rassismus, die Schuld der Medien, endgültiges Scheitern von Trumps Gesundheitsreform, Nordkorea-Konflikt, Reporter bei der AfD- und CDU-Wahlparty, Ordnerrufe beim Berliner Marathon |                       |
| 252             | 5               | 6. Oktober 2017    | Richtungsstreit in der Union, Niedersachsen-Wahl, Kanzlerin-Bunker, Tag der Deutschen Einheit, Minderwertigkeitsgefühl der Ostdeutschen, Dieselskandal, Cum-Ex-Skandal, Lobbyismus, Wegfall der Zuckerbegrenzung in Lebensmitteln, sinkender Frauenanteil im Bundestag |                       |
| 253             | 6               | 13. Oktober 2017   | Obergrenzen-Streit beigelegt, 10-Punkte-Plan der CSU, Heimat-Begriff der Grünen, Warten auf Jamaika, Niedersachsen-Wahl, Personalmangel an deutschen Gerichten, kommende Nationalratswahl in Österreich, Vermummungsverbot in Österreich |                       |
| 254             | 7               | 20. Oktober 2017   | Jamaika-Sondierungsgespräche, Niedersachsenwahl: die SPD lebt!, Pflegenotstand, Trumpisierung der Welt, Weitrechtsruck in Österreich, Rechtskonservative Regierung in der Schweiz |                       |
| 255             | 8               | 27. Oktober 2017   | konstituierende Sitzung des 19. Bundestages: größer und männlicher, gescheiterter Bundestagsvizepräsidenten-Kandidat der AfD, „Mein Freund ist AfD“, stockende Jamaika-Sondierungsgespräche, Telekolleg Koalitions-Mathematik, massives Insektensterben, #MeToo-Debatte über Sexismus, sexuelle Belästigungen und Vergewaltigungen |                       |
| 256             | 9               | 3. November 2017   | ein Jahr Präsident Trump, Ermittlungen in der Russland-Affäre, Amerikas Heroin-Katastrophe, stillstehende Jamaika-Sondierungsgespräche, deutliches Verfehlen der Klimaschutzziele, Reformationstag, Martin-Luther-Merchandising |                       |
| 257             | 10              | 10. November 2017  | Knackpunkte der Jamaika-Sondierungsgespräche, Grüne Zugeständnisse an Jamaika, wankender Ministerpräsident Seehofer, Paradise Papers, Steuerparadies Holland, steigende Mietpreise in Deutschland, drohende Altersarmut, ideologische Impfverweigerer |                       |
| 258             | 11              | 17. November 2017  | immer noch keine Jamaika-Einigung, Themenarmut bei der CDU, Forderung nach flexibleren Arbeitszeiten, Dumpinglöhne für Auszubildende, Mehrfachjobber, Zeitverträge, Familiennachzug von Flüchtlingen, Islamophobie, Sparmaßnahmen an der Berliner Polizeiakademie, Weltklimakonferenz in Bonn: Kohleausstieg ohne Deutschland |                       |
| 259             | 12              | 24. November 2017  | Jamaika ist tot, Buhmann FDP, neue GroKo?, Aus für das Sozialticket in NRW, FDP überholt die CSU rechts, SPD in der Zerreißprobe, Neuwahlen?, Minderheitsregierung?, Siemens streicht massiv Stellen in Deutschland |                       |
| 260             | 13              | 1. Dezember 2017   | Auf dem Weg zur dritten GroKo?, Martin Schulz verweigert sich Regierungsoptionen, Bundespräsident Steinmeier führt Gespräche mit Parteien zur Regierungsbildung, Landwirtschaftsminister Christian Schmidt stimmt entgegen Koalitions-Vereinbarungen für Glyphosat-Zulassung, Kenia-Koalition (Schwarz-Rot-Grün ohne CSU)?, Bundesdelegiertenkonferenz der Grünen, Beamtenbund gegen SPD-Vorschlag für Bürgerversicherung, Privilegien von verbeamteten Lehrern, FDP – die Christian-Lindner-Partei |                       |
| 261             | 14              | 8. Dezember 2017   | SPD-Bundesparteitag: Masochismus der Sozialdemokraten, Söder wird designierter Ministerpräsident in Bayern, AfD-Parteitag: politisches Comeback des „Bernd“ Höcke, Powerpoint-Vortrag von Nico Semsrott über Rassismus in der AfD, Probleme bei der Paketzustellung: enorm gestiegener Onlinehandel, Amazon-Arbeitssklaven, Gast: Jens Spahn |                       |
| Jahresrückblick | Jahresrückblick | 15. Dezember 2017  | Verleihung des „Goldenen Vollpfostens“ 2017: kein Goldener Vollpfosten für: Jamaika-Koalition (mit Balkon) und Angela Merkel (Vorsondierungsgespräche zwischen SPD und Union, „Kooperationskoalition“ (KoKo) oder Minderheitsregierung?) Goldener Vollpfosten für: Christian Lindner, Donald Trump (3. Vollpfosten in Folge, Roy Moore, Steuerreform, Anerkennung Jerusalems als Hauptstadt Israels durch die USA, Fracking in Utah), Harvey Weinstein (#MeToo-Bewegung), Deutsche Bahn (Pannen auf neuer ICE-Schnellfahrstrecke zwischen München und Berlin), Erika Steinbach (Tweets, Goldene Giftspritze für Lebenswerk), Frauke Petry (Vollpfosten in Blau), Boris Becker (Insolvenzverfahren), deutsche Autoindustrie (Dieselskandal, Lobbyismus im Deutschen Bundestag), Erdoğan (Vollpfosten in Schlagstock-Edition, #FreeDeniz), Amazons Alexa (Überwachungsstaat Deutschland) Weihnachtspause im Deutschen Bundestag, das heute-show-Ensemble gegen GroKo und für Minderheitsregierung |                       |

### Staffel 17
| Nr. ges. | Nr. | Erstausstrahlung | Themen | Autoren (*=Headautor) |
| -------- | --- | ---------------- | --- | --------------------- |
| 262      | 1   | 26. Januar 2018  | SPD stimmt für weitere GroKo, Analyse der Sondierungspapiere, Erdoğans Krieg gegen die Kurden mit deutschen Panzern, deutsche Waffenlieferungen an beide Kriegsparteien, grüne Woche in Berlin, Massentierhaltung, Trumps Rede bei Weltwirtschaftsforum in Davos, Anfrage der AfD-Bundestagsfraktion bezüglich der Nachbildung des Holocaust-Mahnmals durch das Künstlerkollektiv Zentrum für politische Schönheit in Sichtweite der Wohnung von Bernd Höcke |                       |
| 263      | 2   | 2. Februar 2018  | Dieselskandal: Schadstofftests an Affen, drohende Fahrverbote, Feinstaubbelastung durch Laserdrucker, GroKo-Koalitionsverhandlungen, Begrenzung des Familiennachzugs, Zweiklassenmedizin, höherer CO2-Ausstoß in Deutschland |                       |
| 264      | 3   | 16. Februar 2018 | Deniz Yücel aus Untersuchungshaft entlassen, Zustand der SPD: Martin Schulz zurückgetreten, Andrea Nahles als designierte SPD-Chefin, nächste GroKo, Koalitionsvertrag, Versprechungen für schnelles Internet, politischer Aschermittwoch, olympische Winterspiele in Südkorea, russisches Doping, Entschuldigung bei Dieter Amann (siehe Kritik an heute-show) |                       |
| 265      | 4   | 23. Februar 2018 | Angela Merkel holt Annegret Kramp-Karrenbauer als CDU-Generalsekretärin nach Berlin, Verteilung der CDU-Ministerien, massive Ausrüstungmängel bei der Bundeswehr, Bundesverwaltungsgericht vertagt Entscheidung über Dieselfahrverbote, „kostenloser“ öffentlicher Personennahverkehr, Lebensmittelskandale in Deutschland, Debatte um Wölfe in Deutschland |                       |
| 266      | 5   | 2. März 2018     | Dieselfahrverbote, Ausländeraufnahmestopp der Essener Tafel, Bürger übernehmen staatliche Aufgaben, Trumps Waffengesetze, Waffenlobby in den USA, German Rifle Association, ausstehender SPD-Mitgliederentscheid zur GroKo, Annegret Kramp-Karrenbauer als mögliche Merkel-Nachfolgerin, Merkels neue Minister(innen)riege, Nico Semsrott: SPD – Ganz unten |                       |
| 267      | 6   | 9. März 2018     | die neue GroKo steht, SPD-Ministerriege, Merkels 4. Amtszeit, Dorothee Bärs Flugtaxi-Idee, AfD: Rücktritt Poggenburgs, AfD-Syrien-Delegation, Handelskrieg mit den USA, europäische Strafzölle, Trumps kündigende Mitarbeiter, Wahl-Patt und Rechtsruck in Italien, Familienfreundlichkeit der neuen Regierung, Hebammen-Not, Lebens-Katastrophe Schwangerschaft in Deutschland |                       |
| 268      | 7   | 16. März 2018    | Merkel zum vierten Mal zur Kanzlerin gewählt, Jens Spahns Aussage zu Hartz 4, Horst Seehofers „Heimatmuseum“, Deutschland wird so sicher wie Bayern, Putins bevorstehende Wiederwahl zum russischen Präsidenten, Nervengiftanschlag auf Sergei Skripal, russische Hacker, multiresistente Keime in deutschen Gewässern, Einsatz von Reserve-Antibiotika in der Massentierhaltung, Markus Söders Wahl zum bayerischen Ministerpräsidenten, Friedemann Weise: Mehr Kindergeld in Deutschland                                                                                            |                       |
| 269      | 8   | 23. März 2018    | Start der neuen GroKo, Antrittsbesuch Merkels in Paris, geplanter europäischer Finanzminister, vorerst keine US-Strafzölle für die EU, Kritik an deutschem Exportüberschuss, Oster-Reiseverkehr, Verlagerung des LKW-Lieferverkehrs von der Schiene auf die Straße, Diskussion um „Werbung“ für Schwangerschaftsabbrüche (§ 219a), Jens Spahns reaktionäres Frauenbild, Sehnsucht der AfD nach der Zeit vor 1968 |                       |
| 270      | 9   | 6. April 2018    | GroKo-Streit über Zugehörigkeit des Islam zu Deutschland, „Traditionshase“, Umgang mit Frauen in der CSU, Host Seehofers Männerministerium, Verschwörungstheorien über den Islam, SPD will Hartz 4 doch nicht abschaffen, Herausrechnen von Personen aus der Arbeitslosenstatistik, Hartz 4 zementiert Armut, Facebook-Skandal zu Cambridge Analytica, Post verkauft Adressdaten an Parteien, neues bayerisches Polizeigesetz erlaubt Verhaftungen wegen „drohender Gefahr“ und Sprengstoffeinsatz, Deutschland ist Kreuzfahrtweltmeister: Umweltzerstörung und Hungerlöhne           |                       |
| 271      | 10  | 13. April 2018   | Trumps Blitz-Tweet: Angst vor Angriff der USA auf Syrien, GroKo-Klausurtagung auf Schloss Meseberg, verfehlte Schulpolitik der neuen Regierung: massiver Lehrermangel, Verkauf der HSH Nordbank: Milliardenverluste für Hamburg und Schleswig-Holstein, Zuckersteuer in Großbritannien, Andreas Scheuers Funkloch-Melde-App: Funkloch-Ort Brenschede |                       |
| 272      | 11  | 20. April 2018   | Trumps Twitter-Ankündigung zum Luftangriff auf Syrien, James B. Comeys Enthüllungsbuch über Trump, deutsche Haltung zum Luftangriff auf Syrien, neue Rüstungsexporte nach Saudi-Arabien, Mini-Nukes, nukleare Aufrüstung, Start der Grillsaison, Billigstfleisch dank Massentierhaltung und Tierquälerei, Ausbeutung der Schlachthofmitarbeiter, Separatorenfleisch, Wasser in der Wurst, Pflegenotstand, Echo-Eklat: Antisemitismus von Kollegah und Farid Bang, Holocaustleugner und AfD-Politiker Wolfgang Gedeon                                                                  |                       |
| 273      | 12  | 27. April 2018   | Angela Merkels Besuch bei Donald Trump, Trumps Anruf bei Fox News, Emmanuel Macrons Besuch bei Trump, Versagen der Mietpreisbremse, Hannover-Messe, Künstliche Intelligenz, Pflegeroboter, Industrie 4.0, Kreuzpflicht in bayerischen Amtsstuben, Kleine Anfrage der AfD zur Zahl der nach Inzucht Schwerbehinderten mit Migrationshintergrund, Andrea Nahles neue SPD-Vorsitzende |                       |
| 274      | 13  | 4. Mai 2018      | Tag der Arbeit, Mindestlohn, Ausbeutung in der Logistikbranche: deliveroo und amazon, Reaktionen auf Söders Kreuz-Pflicht, Internationaler Tag der Pressefreiheit: Verhaftungen in der Türkei, Erdoğans Kriegspropaganda, Denunziationen in der Türkei, Vergabe der Fußball-EM 2024 an Deutschland oder die Türkei, Unterlagen zur Parteienfinanzierung müssen veröffentlicht werden, Jens Spahn trifft Hartz-IV-Empfängerin, Maischberger über Sprachtabus |                       |
| 275      | 14  | 11. Mai 2018     | Donald Trump kündigt Atom-Abkommen mit dem Iran, Israels Präsentation von falschen Beweisen für iranische Verstöße gegen das Atom-Abkommen, Trumps Waffengeschäfte mit Saudi-Arabien, Befehlston des neuen amerikanischen Botschafters, Dobrindts Kampf gegen die „Anti-Abschiebe-Industrie“, fehlerhafte Asyl-Entscheide des BAMF, Horst Seehofers Ankerzentren, Werteunterricht für Flüchtlinge, Karlspreis für Emmanuel Macron, Visionen für Europa, Bürgerdialog zum Thema Europa, Global Marijuana March, 70. Geburtstag der Frauen-Union: Frauenmangel in den Bundesministerien |                       |
| 276      | 15  | 18. Mai 2018     | Generaldebatte im Bundestag, Haushalt der neuen GroKo, Schwarze Null bedroht zukünftige Generationen, Investitionslücke bei Bildung und Digitalinfrastruktur, deutsche Fußballnationalspieler Özil und Gündoğan treffen „ihren Präsidenten“ Erdoğan, EU-Kommission ermahnt Deutschland wegen Luftverschmutzung, Musterfeststellungsklagegesetz, illegale Abschalteinrichtungen bei Porsche und Audi, Bundesparteitag der FDP: „Innovation Nation“, Frauenmangel bei der FDP, Christian Lindner hat Angst vor Brötchen kaufenden (vermutlich illegalen) Ausländern                     |                       |
| 277      | 16  | 25. Mai 2018     | Donald Trumps Absage des Gipfeltreffens mit Kim Jong-un, drohende US-Strafzölle auf deutsche Autos, Merkels Besuch in China, chinesische Investitionen in Deutschland, chinesisches Sozial-Kredit-System, neue italienische Regierung bedroht Euro-Stabilität, designierter italienischer Ministerpräsident Giuseppe Conte, bayerische Polizei ermahnt Schulschwänzer zu Pfingstferien, Maßnahmen gegen (Sauf-)Touristen, unbegründete positive Asyl-Bescheide im Bremer BAMF, NRW-Heimatbotschafter Ralf Moeller                                                                     |                       |
| 278      | 17  | 1. Juni 2018     | Handelskrieg mit den USA, neuer italienischer Ministerpräsident Conte vereidigt, Rechtsruck in Italien, Vermüllung der Weltmeere mit Plastik, EU-Verbot von Plastik-Strohhalmen, Unfruchtbarkeit durch Mikroplastik in Kosmetika, Datenschutz-Grundverordnung, Befragung Mark Zuckerbergs vor dem europäischen Parlament, Dieselfahrverbot auf zwei Straßenabschnitten in Hamburg |                       |
| 279      | 18  | 8. Juni 2018     | neuer ISS-Kommandant Alexander Gerst, Alexander Gauland erklärt 12 Jahre NS-Diktatur zu „Vogelschiss“ der deutschen Geschichte, Geschichtsrevisionismus der AfD, Programmparteitag der Jungen Alternative, Donald Trump möchte G7-Gipfel in Quebec beleidigt vorzeitig verlassen, US-amerikanische Strafzölle, Handelskrieg, Fragestunde der Bundeskanzlerin im Bundestag, Beginn der Fußball-WM in Russland |                       |

### Staffel 18
| Nr. ges.        | Nr.             | Erstausstrahlung   | Themen | Autoren (*=Headautor) |
| --------------- | --------------- | ------------------ | --- | --------------------- |
| 280             | 1               | 7. September 2018  | Brauner Mob in Chemnitz nach Tötungsdelikt, Horst Seehofer: „Migration Mutter aller politischen Probleme“, AfD und Pegida marschieren gemeinsam, Beobachtung der AfD durch Verfassungsschutz?, Diskussion um Begriff „Hetzjagd“, Verfassungsschutzpräsident Maaßen bezweifelt Echtheit eines Videos von Angriffen auf Nichtweiße in Chemnitz, Bundespräsident Steinmeiers Empfehlung für Konzert mit Feine Sahne Fischfilet, Volker Kauder verkündet Bildungsnotstand, Lehrermangel, Fehlplanungen der Kultusministerkonferenz, Linke Bewegung #aufstehen, Ministerpräsident Söder schrumpft CSU-Umfragewerte, Seehofers folgenlose Rücktrittsankündigung |                       |
| 281             | 2               | 14. September 2018 | Generaldebatte im Bundestag, Flüchtlingspolitik, AfD verlässt kurzzeitig Bundestag, Comeback von Martin Schulz, Maaßens Rücktritt wird gefordert, Seehofer fängt an zu twittern, rechte Verschwörungstheorien, Polizeieinsatz: Räumung von Waldbesetzern im Hambacher Forst, Bahn hat noch mehr Verspätung, enormer Mangel an Pflegekräften, schlechte Bezahlung von Pflegekräften |                       |
| 282             | 3               | 21. September 2018 | Verfassungsschutzpräsident Maaßen soll trotz Verfehlungen zum Staatssekretär befördert werden – Wohnexperte Adler soll dafür gehen, extreme Wohnungsnot, Baukindergeld, Verdichtung der Städte, Dauerstörer Seehofer, Hardware-Nachrüstungen im Dieselskandal, 10 Jahre Lehman-Pleite, Demokratie in der Krise |                       |
| 283             | 4               | 28. September 2018 | Staatsbesuch Erdoğans in Deutschland, Erdoğans Nazivergleiche, Wirtschaftskrise in der Türkei, Steinmeiers schlecht besuchtes Staatsbankett für Erdoğan, Fußball-EM 2024 in Deutschland, „schonungslose“ Aufklärung des Missbrauchs durch katholische Priester, Vatikan versetzt seine Kinderschänder weltweit statt sie zu bestrafen, Diskussion über Zölibat, Ralph Brinkhaus ist neuer Unions-Bundesfraktionsvorsitzender, Anfang vom Ende der Ära Merkel?, Hamburger Schüler/innen sollen AfD-kritische Lehrer denunzieren, Schweizer „Reisewarnung“ für Dresden |                       |
| 284             | 5               | 5. Oktober 2018    | GroKo: Einigung im Dieselstreit, Scheuers Umtauschprämie für Dieselautos, keine brauchbaren Hardware-Nachrüstungen für Dieselautos, Tag der Deutschen Einheit, drohender harter Brexit, Steuerfahndung gegen Donald Trump, bevorstehende Abstimmung über Supreme Court-Richterkandidat Brett Kavanaugh, Influencer-Akademie in Berlin |                       |
| 285             | 6               | 12. Oktober 2018   | Vor der Landtagswahl in Bayern: Söder vs. Seehofer, AfD-Wahlkampf in Dresden, AfD-Politiker Andreas Winhart warnt vor angeblichen „Neger“-Krankheiten, kraftstrotzende Grüne, Schwarz-Grün in Bayern?, Kampf gegen Erderwärmung, Erbe der Kanzlerin, Deutschlandtag der Jungen Union |                       |
| 286             | 7               | 19. Oktober 2018   | Verluste der GroKo bei der Landtagswahl in Bayern, keine Konsequenzen der CSU nach der Wahl, CSU bildet Koalition mit den Freien Wählern, Absturz der SPD, Ausgerechnet mit Nico Semsrott: 242.000 Teilnehmer bei Unteilbar-Demo in Berlin, Tank & Rast-Monopole auf deutschen Autobahnraststätten, Werbeverbot für Abtreibungen (§ 219a), Geldstrafe für Abtreibungsärztin, Papst setzt Abtreibung mit Auftragsmord gleich, Umgang des Vatikans mit Homosexualität |                       |
| 287             | 8               | 26. Oktober 2018   | Vor der Landtagswahl in Hessen: Entscheidung über Schicksal der GroKo?, Thorsten Schäfer-Gümbel gegen Volker Bouffier, Pläne zur Erhöhung der Schadstoffgrenzwerte, saudi-arabischer Mordfall Khashoggi, Ausbeutung bei Paketzustellern, NATO-Manöver Trident Juncture in Norwegen |                       |
| 288             | 9               | 2. November 2018   | Angela Merkel verkündet Verzicht auf CDU-Vorsitz, Kandidat um den CDU-Vorsitz: Annegret Kramp-Karrenbauer, Friedrich Merz, Jens Spahn, besorgte Bürger verlieren Feindbild Merkel, Verluste der Volksparteien bei der Landtagswahl in Hessen, SPD präsentiert GroKo-Fahrplan, AfD beklagt fälschlicherweise mediale Missachtung ihrer Wahlerfolge, Trump droht mit Schusswaffengebrauch gegen Flüchtlingszug aus Mexiko und will Erlangung der amerikanischen Staatsbürgerschaft durch Geburt in den USA abschaffen, Gast: Robert Habeck |                       |
| 289             | 10              | 9. November 2018   | Midterm-Wahlen in den USA: Demokraten gewinnen Abgeordnetenhaus, Republikaner bauen Mehrheit im Senat aus, Trump entzieht CNN-Reporter Akkreditierung, Abgeordnetenhaus wird weiblicher, Kampf um CDU-Vorsitz: Kramp-Karrenbauer, Merz und Spahn, Hans-Georg Maaßen in den Ruhestand versetzt, AfD-Gutachten zum Schutz vor Beobachtung durch den Verfassungsschutz, Kastrationsverbot von männlichen Ferkeln wird verschoben |                       |
| 290             | 11              | 16. November 2018  | Angela Merkels langsamer Abschied, Horst Seehofer tritt als CSU-Chef zurück, bleibt aber Innenminister, Kandidaten für den CDU-Vorsitz, Millionär Merz zählt sich zur Mittelschicht, SPD-Debattencamp, Dieselfahrverbote auf Teilen der A 40, Hardware-Nachrüstungen erst 2020, Kraftfahrt-Bundesamt verschickt Werbebroschüre für neue Autos, Clan-Kriminalität, Jens Spahn will Frischzellen-Kuren verbieten |                       |
| 291             | 12              | 23. November 2018  | Anfang vom Ende der Ära Merkel, UN-Migrationspakt, Kampf um CDU-Vorsitz, Hartz-IV-Reformvorschläge, Sanktionen des Hartz-IV-Regimes, Macrons Appell zur EU-Politik, AfD-Thema „Europa der Vaterländer“, ARD retuschiert „FCK-AFD“-Aufkleber aus Polizeiruf |                       |
| 292             | 13              | 30. November 2018  | Bundestag stimmt UN-Migrationspakt zu, AfD warnt vor millionenfacher Einwanderung aus Afrika, deutsche Ängste vor Migration, stockender 5G-Funknetzausbau, Funklöcher, Anja Karliczek möchte neue Studien zur Erziehung von Kindern in homosexuellen Partnerschaften, Krisensitzung bei der Deutschen Bahn: Pannen, Verspätungen und Personalmangel, Pofalla-Wende: auf halber Strecke umkehren, um Verspätungen zu vermeiden |                       |
| 293             | 14              | 7. Dezember 2018   | Annegret Kramp-Karrenbauer ist neue CDU-Vorsitzende, Abschied Merkels als CDU-Vorsitzende, Glyphosat, Neonikotinoide, Obdachlosigkeit, Digitalpakt landet im Vermittlungsausschuss, Künstliche Intelligenz |                       |
| Jahresrückblick | Jahresrückblick | 14. Dezember 2018  | Verleihung des „Goldenen Vollpfostens“ 2018: Goldener Vollpfosten an Großbritannien (Brexit-Chaos), Annegret Kramp-Karrenbauer, Friedrich Merz, Goldener Vollpfosten an den CDU-Andenpakt (Mikro-Penis-Edition), Full-Pfosten in Love an Donald Trump (Rekordpfostengewinner) und Kim Jong-un, Sonnenschutzfaktor-50-Pfosten an den Hitzesommer 2018, Dieselfahrverbote, Regierung verklagt Deutsche Umwelthilfe, Digitalisierung-Vollpfosten in der Nokia-Edition an Andreas Scheuer, weitere Vollpfosten an den saudischen Kronprinzen (Khashoggi-Mord), an Ursula von der Leyen (Beraterfirmen in der Bundeswehr), an den deutschen Wolf (Comeback des Jahres), für das Hasi-Video, Doris von Sayn-Wittgenstein zu rechts für die AfD, ein Jahr AfD im Bundestag, weitere Vollpfosten an Alice Weidel (AfD-Spendenaffäre) und für die lethargische Regierungszeit Angela Merkels |                       |

### Staffel 19
| Nr. ges. | Nr. | Erstausstrahlung | Themen | Autoren (*=Headautor) |
| -------- | --- | ---------------- | --- | --------------------- |
| 294      | 1   | 1. Februar 2019  | Dauer-Diskussion über Tempolimit, Zweifel an Diesel-Grenzwerten, toxische Männlichkeit, drohender No-Deal-Brexit, Massentourismus in den Bergen, Mängel beim Tierschutz |                       |
| 295      | 2   | 8. Februar 2019  | Respekt-Rente, wohlklingende Namen der SPD-Gesetze, Kohleausstieg, die verkackte Energiewende, 15 Jahre Facebook, Untersuchungsausschuss zur Beratungsaffäre im Verteidigungsministerium |                       |
| 296      | 3   | 15. Februar 2019 | möglicher Bruch der GroKo, CDU-Werkstattgespräch zur Migration, Linksruck der SPD, geplante Abschaffung von Hartz IV, Rückkehr von Sigmar Gabriel?, Rechenfehler bei Feinstaub-Kritik, Nico Semsrott: Künstliche Intelligenz, Mietpreissteigerungen außerhalb von Metropolen, Baukindergeld, unregulierte Vergleichsportale, gefälschte Kundenbewertungen, Personalmangel bei der Bundeswehr |                       |
| 297      | 4   | 22. Februar 2019 | Trump droht mit Strafzöllen auf deutsche Autos, Deutschlands Affront gegenüber den USA beim Bau der Gaspipeline Nord Stream 2, Deutschland verfehlt 2-Prozent-Ziel bei Rüstungsausgaben, Handelskrieg mit den USA, Trump verkündet Nationalen Notstand für Mauerbau an Grenze zu Mexiko, Runder Tisch Artenvielfalt nach erfolgreichem Volksbegehren „Rettet die Bienen“, Insektensterben, CSU-geführtes Bundesverkehrsministerium bevorzugt Straßenbau in Bayern, Digitalpakt für Bildung, die christliche Agenda von Bundesbildungsministerin Anja Karliczek |                       |
| 298      | 5   | 1. März 2019     | Atomgipfel in Hanoi endet ohne Abkommen, Michael Cohens Zeugenaussage über Trump, der Vati-Clan: Antimissbrauchsgipfel – kaum Konsequenzen für klerikale Vergewaltiger, Runder Tisch zu Plastikmüll, Politik setzt auf Freiwilligkeit statt Gesetze bei Zucker, Tierwohl und Lebensmittelresten, Julia Klöckners „Zu gut für die Tonne“-App, hysterische Angst vor Wölfen |                       |
| 299      | 6   | 8. März 2019     | Politischer Aschermittwoch, Annegret Kramp-Karrenbauers Witz über Toiletten für intersexuelle Menschen, angebliches Verbot von Indianerkostümen durch Hamburger Kita, Fridays for Future, massiver Widerstand gegen Artikel 13 und Upload-Filter, Entzug der Gemeinnützigkeit von attac |                       |
| 300      | 7   | 15. März 2019    | Brexit-Chaos, English For Brexiteers, Pläne für europäischen Flugzeugträger, Dieselproblem endgültig gelöst: Bundestag hebt Stickoxid-Grenzwert, kreative Maßnahmen gegen Feinstaubmessungen, automatische Kennzeichen-Überprüfung in Innenstädten, Bodycams für bayerische Polizisten, Gewalt gegen Polizeibeamte, übertriebene Polizeigesetze, eingestellte Verfahren von Polizeigewalt, miese Situation von Einsatzkräften in Deutschland, Diskussion zu Gleichberechtigung, Gender-Pay-Gap, Frauen in Männerberufen, Weltfrauentag                         |                       |
| 301      | 8   | 22. März 2019    | Ein Jahr GroKo, Ende der Ära Merkel?, von der Leyen unter Druck: Etatkürzungen und Berateraffäre, Horst Seehofers untätiges Heimatministerium, geplante Fusion von Deutscher Bank und Commerzbank, Brexit-Verschiebung (Nervthema), aufgeschobener Rausschmiss Viktor Orbans aus der EVP, Grüne fordern Schwarzfahren als Ordnungswidrigkeit zu werten, Verbesserungen des öffentlichen Personennahverkehrs, Tempolimit, Präsentation des ersten Flugtaxis (CityAirbus)                                                                                        |                       |
| 302      | 9   | 29. März 2019    | Brexit-freie heute-show, Neue Seidenstraße: Chinas Einfluss auf italienische Häfen, Huawei als Teil des 5G-Handynetzes: Spionageverdacht, soziales Punktesystem in China, Handelskrieg USA – China, Unmut über amerikanischen Botschafter Richard Grenell, (a)sozialer Wohnungsbau der Vonovia/Deutsche Wohnen in Berlin, Berliner Versagen beim Wohnungsbau und bei Großprojekten, EU-Urheberrechtsreform, Abbiegeassistenten, Rentner auf E-Bikes, E-Scooter, Andi Scheuers Fahrradhelm-Kampagne                                                             |                       |
| 303      | 10  | 5. April 2019    | 2. Brexit-freie heute-show, geplante Impfpflicht, Masernepidemien an Schulen, Impfgegner, Germanische Neue Medizin, geplante Widerspruchslösung für Organspende, keine Einigung bei Wahlrechtsreform, erhöhte PR-Etats der Bundesministerien, direkte Kommunikation von Politikern mit dem Wahlvolk, AfD-TV, Nico Semsrott: A wie Arbeitsplätze, Bauern-Proteste gegen strengere EU-Gülleverordnung, Nitratbelastung des deutschen Grundwassers, Massentierhaltung für den Export nach China, Gülleimport aus den Niederlanden                                 |                       |
| 304      | 11  | 12. April 2019   | Flexit-Brexit bis 31. Oktober, Volksbefragungen mit furchtbarem Ausgang, erstes Foto eines Schwarzen Lochs, Tagung des Klimakabinetts, Fridays-For-Future-Forderungen, Christian Lindners Kampf gegen das Schuleschwänzen, ausblutende ländliche Regionen, Brain-Drain, Ärztemangel, Grundsatzkonvent der Grünen, Gast: Martin Sonneborn |                       |
| 305      | 12  | 26. April 2019   | anstehende Europawahl, unbekannte EU-Parlaments-Kandidaten, erschreckend müder Europawahlkampf, fehlende Elektromobilität, Biomethan: Strom aus Strohballen, Greenwashing von Mercedes-Benz, Boris Palmers rassistische Kritik an Werbung der Deutschen Bahn und konsequenter Shitstorm, Bundesparteitag der FDP, neue Generalsekretärin der FDP: Linda Teuteberg, geplante Grundgesetzänderungen durch die FDP, Empathie bei der Neuen FDP, Gerhard Schröders 75. Geburtstag                                                                                  |                       |
| 306      | 13  | 3. Mai 2019      | Außerplanmäßige CDU-Vorstandsklausur nach der Europawahl: Ende der Ära Merkel?, EU-Spitzenkandidat Manfred Weber, Generalunternehmerhaftung für Paketboten, Kevin Kühnerts Forderung, BMW zu verstaatlichen, CO2-Steuer, AfD leugnet menschengemachten Klimawandel, rumänisches Pro-Korruptions-Gesetz, EU-Gelder in die Taschen des tschechischen und ungarischen Ministerpräsidenten, Europäische Antikorruptionsbehörde OLAF, Macrons Deutschlandschelte |                       |
| 307      | 14  | 10. Mai 2019     | Diskussion über Abschaffung der Deutschen Nationalhymne, Artensterben, Landwirtschaftsministerin Julia Klöckner erlaubt mehr Insektenvernichtungsmittel, mächtige Bauernlobby, verwässerte Gülleverordnung, hysterische Debatte über Kevin Kühnerts Enteignungsideen, Engländer wählen bei Europawahl mit, Europagegner kandidieren bei der Europawahl, rechte Hetze in den sozialen Medien, Facebooks „Kampf“ gegen Fake News, Eckpunkte für Spahns geplante Impfpflicht, Impfgegner auf Esoterikmesse                                                        |                       |
| 308      | 15  | 17. Mai 2019     | „Die fetten Jahre sind vorbei“: Steuerschätzung unter Erwartung, Stillstand in der Koalition, Spekulationen über Merkels Zukunft, fehlende Investitionen, schwächelnde deutsche Wirtschaftsunternehmen: Bayer, Überwachung von Monsanto-Kritikern, Fachkräfte- und Handwerkermangel, Elektroroller nicht auf Bürgersteigen erlaubt, 70 Jahre Grundgesetz: fehlende Gleichberechtigung in Vorstandsetagen, Staat torpediert informationelle Selbstbestimmung, Schuldenfalle Nebenkostenabrechnung, Enteignungs-Diskussion                                       |                       |
| 309      | 16  | 24. Mai 2019     | Rücktritt Theresa Mays, Strache-Video, FPÖ-Rücktritte, Neuwahlen in Österreich, Europa- und Bremenwahl, Christoph Maria Herbst über Bremen, Abschaffung des Föderalismus?, Rezo-Video Die Zerstörung der CDU und die „Antwort“ der CDU, Wahl des EU-Kommissionspräsidenten, Miniparteien bei der Europawahl, Debatte um Grundrente, Abschuss von Wölfen |                       |
| 310      | 17  | 31. Mai 2019     | Untergang der Volksparteien bei der Europawahl, Annegret Kramp-Karrenbauer fordert Regeln für Youtube-Meinungsmache, Angela Merkel erhält Ehrendoktorwürde in Harvard, keine Beschlüsse des Klimakabinetts, fehlende Digitalkompetenz der CDU, Personaldebatten bei der SPD, Gewinne der Rechtspopulisten, Rechtsruck in Sachsen, Ärztemangel auf dem Land |                       |
| 311      | 18  | 7. Juni 2019     | Rücktritt von Andrea Nahles, Mobbing bei der SPD, Zerfallserscheinungen der GroKo, AKKs sinkende Umfragewerte, Grüner Höhenflug, Robert Habeck nächster Kanzler?, Klöckners Werbevideo mit Nestlé, Lobbyismus der Lebensmittelindustrie, Rücktritt von Theresa May, Trumps Besuch in England, die heute-show-Sommervorhersage |                       |

### Staffel 20
| Nr. ges.        | Nr.             | Erstausstrahlung   | Themen | Autoren (*=Headautor) |
| --------------- | --------------- | ------------------ | --- | --------------------- |
| 312             | 1               | 6. September 2019  | Schwere Verluste der Volksparteien bei den Landtagswahlen in Brandenburg und Sachsen, ein Viertel der Wähler in Sachsen wählt AfD, Neonazi-Vergangenheit von Andreas Kalbitz, Boris Johnsons Brexit-Terror, CSU startet ihren Youtube-Kanal CSYOU mit Armin Petschner, Andi Scheuers halbmilliardenteures Mautdesaster, brennender Regenwald, neues Waldsterben, SPD sucht Führung |                       |
| 313             | 2               | 13. September 2019 | Kommendes Konzept der Regierung zum Klimaschutz, bevorstehender UNO-Klimagipfel in New York, Markus Söders Klimakonzept für Bayern, E-Scooter-Probleme, neuer Billigstjob: Juicer, Verstimmung mit China nach Gespräch mit Hongkong-Aktivist, massiver Arbeitsplatzverluste in der Windenergie-Branche, Klimawandelleugner unter Windkraftgegnern |                       |
| 314             | 3               | 20. September 2019 | Klimapaket des Klimakabinetts, jahrzehntelange Versäumnisse beim Klimaschutz, Andi Scheuers Fantasieziele im Klimaschutzkonzept, IAA in Frankfurt: Kulturkampf gegen das Auto, kaum Geld für Fahrradverkehr in Deutschland, Plädoyers für und gegen SUVs, 100 Jahre Grundschule, dramatischer Lehrermangel: Quereinsteiger dringend gesucht, moderner Unterricht dank Youtube, Beleidigungen von Politikern jetzt offiziell erlaubt |                       |
| 315             | 4               | 27. September 2019 | heute-show-Orakel: „Nikolaus ist Groko aus“, Totgeburt Klimapaket, Merkel und AKK fliegen mit zwei Flugzeugen in die USA, Investitionsstau in Deutschland, Bilanz der Ära Merkel, Insolvenz von Thomas Cook, Brexit: Wut im britischen Parlament, staatliche Unterstützung für Condor, gestrandete Pauschalreisende, Digitales Versorgungsgesetz, Antibiotika in der Massentierhaltung – multiresistente Keime, Medikamentennotstand in Deutschland, Krankenkassen zahlen weiter für homöopathische Mittel (die nicht besser wirken als Placebos), Neuwahlen in Österreich, Impeachment-Bestrebungen gegen Trump |                       |
| 316             | 5               | 4. Oktober 2019    | Tag der Deutschen Einheit, Diskriminierung Ostdeutscher, Batterieforschungszentrum geht nach Münster statt in die Lausitz, ungleiche Verteilung der Bundesbehörden auf Ost und West, erste Musterfeststellungsklage gegen VW im Abgasskandal, Autolobby-höriges Kraftfahrtbundesamt, Beleidigungserlaubnis durch Gerichte, Facebook soll Hasskommentare anzeigen, Sebastian Kurz kann in Österreich weiterregieren, Parteirücktritt H.C. Straches |                       |
| 317             | 6               | 11. Oktober 2019   | nach antisemitischem Anschlag von Halle, Erdoğans Angriff auf Kurden nach US-amerikanischem Truppenabzug aus Syrien, drohendes Amtsenthebungsverfahren gegen Trump, Trumps Rundumschläge und Größenwahn, Friedensnobelpreis an äthiopischen Ministerpräsident Abiy Ahmed, nutzlose Klimaschutzbestrebungen, Verkehrsblockaden durch Extinction Rebellion, sinnlose Umschulungskurse für Langzeitarbeitslose, Brexit |                       |
| 318             | 7               | 18. Oktober 2019   | Brexit-Deal: Ende in Sicht?, Erdoğans Angriff auf die Kurden, mit Flüchtlingsdeal erpressbare EU, Junge Union für Urwahl der CDU-Spitzenkandidatin, SPD setzt mehr Wahlversprechen um als die Union, langwierige Wahlen der SPD-Vorsitzenden, Seehofer möchte nach Attentat von Halle Gamer-Szene beobachten, Gammelwurst-Skandal bei Fleisch-Firma Wilke: keine Konsequenzen |                       |
| 319             | 8               | 25. Oktober 2019   | Beginn des PKW-Maut-Untersuchungsausschusses: wackelnder Andi Scheuer, gescheiterte CSU-Frauenquote, Landtagswahl in Thüringen: Kandidatur des Rechtsextremisten Björn Höcke, Bodo Ramelows Bilanz als Ministerpräsident, Gütesiegel Grüner Knopf: Fast Fashion – Wegwerfprodukt Kleidung, 70 Jahre Deutscher Gewerkschaftsbund |                       |
| 320             | 9               | 1. November 2019   | Landtagswahl in Thüringen: Linke und AfD gewinnen, wo ist die Kanzlerin?, Friedrich Merz leitet Revolte gegen Angela Merkel, die Machtphantasien des Faschisten Björn Höcke, erfolglose Suche nach gemäßigten AfDlern, abgestürzte SPD, Wahl der SPD-Vorsitzenden: Halbfinale, Legalisierung von Cannabis?, neue Drogenbeauftragte der CSU, gesunde Volksdroge Alkohol?, gefährdete Meinungsfreiheit? |                       |
| 321             | 10              | 8. November 2019   | Halbzeitbilanz der GroKo, AKKs internationale Ambitionen, Grundrente mit oder ohne Bedürftigkeitsprüfung, Klimapaket: Methanvermeidung, Milchsubventionen, Turbokühe, rassistische Äußerungen der AfD zum Nürnberger Christkind, Berliner Mietendeckel, explodierende Mietpreise, Berliner Bau-Unfähigkeit, Morddrohungen gegen Claudia Roth und Cem Özdemir |                       |
| 322             | 11              | 15. November 2019  | Impeachment-Anhörungen gegen Donald Trump, evangelikale Christen halten Trump für Gott, Erdoğans Besuch in Washington, Heimkehr deutscher IS-Anhänger, neuer Schulden-Atlas, Niedrigstzinsen, neue Geldanlageformen, Plastiktütenverbot, verbranntes Plastik zählt zur Recyclingquote, deutscher Müllexport, Greenwashing, Olaf Scholz will reinen Männervereinen Gemeinnützigkeit entziehen |                       |
| 323             | 12              | 22. November 2019  | CDU-Parteitag in Leipzig, AKK stellt die Machtfrage, GroKo-Digitalklausur: Funklochgipfel, Digitalkabinett, Bürgerinitiativen gegen Funkmasten, Stromleitungen und Windkraftanlagen, Friedrich Merz gegen AKK, 50 Milliarden für die Bahn, Probleme ohne Ende bei der Bahn, Doppelspitze der Grünen im Amt bestätigt, Grüner Harmonieparteitag, Homöopathie-Diskussionen bei den Grünen, Heilpraktiker ohne staatliche Regulierung, Fabian Köster verteilt Globuli auf Grünenparteitag |                       |
| 324             | 13              | 29. November 2019  | CDU-Parteitag: Heilsbringer Söder?, Bayerns Ausstieg aus dem nationalen Bildungsrat, drohende Altersarmut, notwendige Rentenreform, höhere Rente in Österreich und den Niederlanden, chinesische Umerziehungslager und die Beteiligung von VW, Bundeswehr schult chinesisches Militär, Patientendaten von Kassenpatienten für die Forschung, Digitalisierung in der Medizin, Überwachungstarife der Krankenversicherungen, „Rebell“ Friedrich Merz |                       |
| 325             | 14              | 6. Dezember 2019   | SPD-Parteitag: die Revolution fällt aus, neue SPD-Vorsitzende Saskia Esken und Norbert Walter-Borjans, neuer stellvertretender SPD-Parteivorsitzender Kevin Kühnert, 70 Jahre NATO: kein Geld für die Bundeswehr, Jahr 2030: alle Probleme gelöst, UN-Klimakonferenz in Madrid: wo ist Greta?, AfD-Parteitag in Braunschweig: Abgang von Alexander Gauland, AfD frisst Kreide, Hazel Bruggers Praktikum bei Lars Klingbeil |                       |
| Jahresrückblick | Jahresrückblick | 13. Dezember 2019  | Verleihung des „Goldenen Vollpfostens“ 2019: an Großbritannien (Fish'n'Chips-Edition, Boris Johnson, Brexit), an Andi Scheuer (Mautdebakel), an alle Deutschen (Rettet unser Auto: Dieselskandal, Tempolimit, E-Autos), an HC Strache (Wodka-Red-Bull-Edition, Ibizaaffäre), an Markus Söder (radikalster Imagewechsel), an Hubert Aiwanger (Messer-zur-Selbstverteidigungs-Edition), an Julia Klöckner (Tierwohl-Label), an Friedrich Merz (Umfaller-Edition), an die SPD (Schizophrenie-Vollpfosten), an uns alle (eingebildeter (Öko-/Meinungs-)Diktatur-Vollpfosten)                                         |                       |

### Staffel 21
| Nr. ges. | Nr. | Erstausstrahlung | Themen | Autoren (*=Headautor) |
| -------- | --- | ---------------- | --- | --- |
| 326      | 1   | 31. Januar 2020  | Umweltsau-Skandal, Kohleausstieg, Niedergang der Windenergie, neues Steinkohlekraftwerk Datteln 4, Milliarden-Entschädigung für Kohlekraftwerkbetreiber, Brexit-Vollzug, Mexit: Harry und Meghans royaler Ausstieg, Coronavirus: WHO ruft internationalen Gesundheitsnotstand aus, Verschwörungstheorien, katastrophale Zustände im deutschen Gesundheitssystem, scheiternde Wahlrechtsreform | Morten Kühne*, Oliver Welke*, Jana Fischer, Simon Hauschild, Ralf Kabelka, Fabian Köster, Markus Paßlick, Jakob Schreier, Markus Zimmer       |
| 327      | 2   | 7. Februar 2020  | Wahl Thomas Kemmerichs zum Ministerpräsidenten in Thüringen mit den Stimmen der AfD: Dammbruch und Debakel, Freispruch Donald Trumps im Impeachment-Verfahren, Trumps Rede zur Lage der Nation, Auszählpanne bei US-Vorwahlen in Iowa, Trump erlaubt wieder weltweit US-Landminen, zu niedrige Lebensmittelpreise, Tierquälerei Massentierhaltung: Kastenhaltung von Schweinen weitere 15 Jahre erlaubt, Macht der Supermarkt-Ketten, Tempolimit: Niederlande führt 100 km/h auf Autobahnen ein | Morten Kühne*, Oliver Welke*, Jana Fischer, Simon Hauschild, Fabian Köster, Matthias Mohler, Thomas Rogel, Markus Schafitel, Markus Zimmer    |
| 328      | 3   | 14. Februar 2020 | Rücktritt AKKs nach Thüringer Wahlskandal, Auflaufen der CDU-Kanzlerkandidaten: Friedrich Merz, Armin Laschet, Markus Söder und Jens Spahn, Kann ein Mann Bundeskanzlerin?, WerteUnion, Hass gegen Kommunalpolitiker, Bonpflicht, Steuerbetrug, Sturmtief Sabine | Morten Kühne*, Oliver Welke*, Simon Hauschild, Fabian Köster, Matthias Mohler, Thomas Rogel, Markus Schafitel, Mathias Taddigs, Markus Zimmer |
| 329      | 4   | 28. Februar 2020 | COVID-19-Ausbruch in Deutschland und in Österreich, Suche nach neuem CDU-Parteichef: Merz, Laschet oder Röttgen?, SPD-Sieg bei Hamburg-Wahl dank Senior, Rechter Terror und (Alltags-)Rassismus in Deutschland, AfD fühlt sich nach Hanau-Anschlag als Opfer, rassistisches AfD-Malbuch, enttarnte Terrorgruppe um Teutonico, 20 Jahre Leitkultur-Debatte | |
| 330      | 5   | 6. März 2020     | COVID-19: Hamsterkäufe von Klopapier und Nudeln, Panik durch Medien, Nachteile der Globalisierung, Rückkehr der Flüchtlingskrise von 2015: Erpressung durch Erdoğan, ausgesetztes Asylrecht an griechischer Grenze, Diskussion über Verschärfung von Waffengesetzen, Weltfrauentag: Lebensgefahr für Frauen durch für Männer konzipierte Produkte, Männerdominanz im Fernsehen, Auftritt Suchtpotenzial zum Thema Gender-Pay-Gap | |
| 331      | 6   | 13. März 2020    | (wegen COVID-19 ohne Studiopublikum) Auswirkungen der Corona-Pandemie: deutschlandweite Schulschließungen, Testchaos durch Föderalismus, Wirtschaftskrise, unbegrenzte Kreditvergabe: Tod der schwarzen Null, Fußball-Bundesliga-Absage, Sterberisiko durch fehlendes Gesundheitspersonal, US-Einreiseverbot für Menschen aus Schengenstaaten, Corona im US-Wahlkampf, Flüchtlingskrise an griechisch-türkischer Grenze, Kommunalwahl in Bayern, Andi Scheuers geplantes Mobilitätszentrum in München | |
| 332      | 7   | 20. März 2020    | (wegen COVID-19 ohne Studiopublikum) Deutschland macht dicht, Angela Merkels Ansprache zur Corona-Pandemie, Corona-Partys, Anerkennung für Super-Helden-Arbeiter, Rezession, Wirtschaftshilfe, Digitalisierung, Home-Schooling, Home-Office, weltweite Reisewarnungen, Grenzschließungen, Corona-Hotspot Ischgl, noch keine Olympia-Absage, Corona-Fake-News und -Verschwörungstheorien, Verfassungsschutz beobachtet den AfD-„Flügel“, heute-show-Aktientipps | |
| 333      | 8   | 27. März 2020    | (wegen COVID-19 ohne Studiopublikum) Angela Merkel im Homeoffice, Verwirrung um Kontaktverbot in Deutschland, Wirtschafts-Rettungsschirm von 1,5 Billionen Euro, leere Supermarktregale und Reisebeschränkungen: Erinnerungen an die DDR, Krisenmanager Söder, Tipps für das Arbeiten im Homeoffice, Mangel an Schutzkleidung und Desinfektionsmittel, Medikamentenabhängigkeit von China, Applaus statt Geld für Gesundheitspersonal, geschlossene Tafeln, Obdachlosenhilfe und Raststätten, drohende Arbeitsplatzverluste, Prepper                                                                                          | |
| 334      | 9   | 3. April 2020    | (wegen COVID-19 ohne Studiopublikum) Corona: Diskussion über Maskenpflicht, Maskenknappheit, Gefährdung in Altersheimen, Handy-Tracking zum Schutz vor Corona, drohende Insolvenz von Kleinunternehmen, Sondergutachten der Wirtschaftsweisen, Deutschlands Ablehnung von Corona-Bonds, Corona-Sondersendungen: Live-Schalten zu menschenleeren Plätzen und Experten-Interviews, geschlossene Schulen, bundeslandspezifische Regelungen zu Abiturprüfungen | |
| 335      | 10  | 17. April 2020   | (wegen COVID-19 ohne Studiopublikum) Wiederauferstehung des öffentlichen Lebens: Lockerungen der Corona-Regeln, Diskussion über Maskenpflicht, Wiederöffnung der Schulen: Seife und Sorge um Risikogruppen, Sommerferien zu Hause, Virologen als Popstars, menschengemachte Viren-Pandemien, Gottesdienste in Zeiten von Corona: leere Kirchen, innerdeutsche Grenzen, Einschränkung von Grundrechten: überzogene Polizeiaktionen, Nudging der Bevölkerung: Angstmache für Kinder, Kriminelle nutzen Corona-Krise, Corona-Verschwörungstheorien, Erntehelfer für Spargelernte                                                 | |
| 336      | 11  | 24. April 2020   | (wegen COVID-19 ohne Studiopublikum) Lockerungen der Corona-Ausgangsbeschränkungen, Angela Merkels „Öffnungsdiskussionsorgien“, Lagerkoller in deutschen Haushalten, Absage des Oktoberfests, bundesweite Maskenpflicht, lange dauernde Corona-Einschränkungen, Frauen zu Hause im Dauerstress, Lobbyisten in der NRW-Regierung, systemrelevante Männer-Fußball-Bundesliga: Geisterspiele und Massentests für Fußballer, Gewichtszunahme im Corona-Lockdown, BER-Eröffnung im Oktober, Arbeitslosigkeit in den USA, Trumps bizarre (und tödliche) Anti-Corona-Tipps, Amazons Megagewinne                                      | |
| 337      | 12  | 1. Mai 2020      | (wegen COVID-19 ohne Studiopublikum) 5 Tage Maskenpflicht, kommende Rezession, subventionierte Autobranche schüttet Dividenden aus, Lufthansa-Rettung durch den Staat, Armin Laschets Corona-Lockerungen, totgesparte Gesundheitsämter, verspätete Corona-App, Fabian Köster beim Ordnungsamt Neuss, Probleme des digitalen Fernunterrichts, Pekings Propaganda: Vertuschungsmaßnahmen zum Corona-Ursprung, weltweite Bedrohung der Pressefreiheit durch Corona, Orbans Diktatur in Ungarn, neue Bußgelder in der Straßenverkehrsordnung                                                                                      | |
| 338      | 13  | 8. Mai 2020      | (wegen COVID-19 ohne Studiopublikum) Lockerungen nach Corona-Krise in Deutschland: Verantwortung bei den Ländern, Friseur-Geschäfte wieder offen, Bundesliga-Neustart: Hygienekonzept und fehlende Atmosphäre, Kirchenöffnungen: verhaltener Gesang, Grüne: Umfragesturz und digitaler Parteitag, neue Autokaufprämie?, drohende Pommes-Krise?, asoziale Steuertricks und Staatshilfen für DAX-Konzerne, wieder keine Wahlrechtsreform, Julia Klöckners Werbung mit Kaufland, Einstellung von Gerichtsverfahren wegen Corona, Angriff auf heute-show-Team bei Hygienedemo                                                     | |
| 339      | 14  | 15. Mai 2020     | (wegen COVID-19 ohne Studiopublikum) Verschwörungserzählungen: Neue Weltordnung, Corona: Hygienedemonstrationen und Lockerungen, Impfgegner, Präventionsparadoxon, Widerstand2020, Aluhutträger Attila Hildmann, Bill Gates als das absolut Böse, QAnon, durchkreuzte Urlaubspläne, geplante Grenzöffnungen, Corona-Tracing-App, menschenunwürdige Zustände für Erntehelfer und Schlachthofarbeiter, multiresistente Keime in der Massentierhaltung, Bundesliga-Neustart mit Geisterspielen | |
| 340      | 15  | 22. Mai 2020     | (wegen COVID-19 ohne Studiopublikum) Erneute Hygienedemos, Schulden der Kommunen, Einzelhandelssterben, Probleme der Gastronomie nach Wiedereröffnung, Probleme der Biergärten mit den Versicherungen, Kalbitz-Rauswurf: Selbstentnazifizierung der AfD, Fahrradboom durch Corona?, Andi Scheuers Kampf gegen Raser-Bußgelder, Klimaschutz-Tod durch Corona?, Grenzöffnung für Touristen: kein Urlaub im Ausland, Urlaub in Duisburg | |
| 341      | 16  | 29. Mai 2020     | (wegen COVID-19 ohne Studiopublikum) Corona-Minimal-Konsens der Bundesländer: Merkel warnt vor „Feten“, Verwirrung um Ramelows Thüringer Corona-Sonderweg, weitere Corona-Lockerungen in Sachsen, Hygienekonzept für Bordelle, BILD-Hetze gegen Drosten, Markus Söder Superstar, CSU-Online-Parteitag, Andi Scheuers Maut-Lügen, 750 Milliarden Euro EU-Gelder gegen Corona, Die sparsamen Vier: EU-Länder gegen Schuldenunion, BRD Prime: deutsche Maschinen für Südeuropa, Strandurlaub in Corona-Zeiten, Gerichtsentscheidung: Schadensersatz und Verjährung im VW-Abgas-Skandal, rassistischer VW-Werbespot auf Instagram | |
| 342      | 17  | 5. Juni 2020     | (wegen COVID-19 ohne Studiopublikum) Tötung von George Floyd, Trumps Law & Order-Kurs: Drohung mit Militäreinsatz gegen US-Bevölkerung, systematischer Rassismus in den USA, Trumps Anti-Briefwahl-Kampagne und sein Krieg mit Twitter, 130-Milliarden-WUMMS-Konjunkturpaket: befristete Mehrwertsteuersenkung, keine Förderung für reine Verbrenner-Fahrzeuge, Erzieherinnen-Mangel dank Hungerlohn: nicht systemrelevant?, neues Kohlekraftwerk Datteln 4: Fake-Kohleausstiegsgesetz, Rückfall in das Familienbild der 50er Jahre durch Corona                                                                              | |
| 343      | 18  | 12. Juni 2020    | (wegen COVID-19 ohne Studiopublikum) Mallorca-Urlaub für Deutsche wieder erlaubt, Corona-Probleme der Reisebüros, Kreuzfahrt-Flaute, Lufthansa-Rettung, Jugendherbergen-Sterben, Kritik an Gutscheinlösung der Tourismusbranche, heute-show-Sommervorhersage, Trumps geplanter US-Truppenabzug aus Deutschland, institutionalisierter Rassismus in Deutschland, Corona-Krise spitzt sich weltweit zu: Totengräber Bolsonaro und Regenwald-Rodungen, Textilindustrie: Ausbeutung von Bangladesch | |

### Staffel 22
| Nr. ges.        | Nr.             | Erstausstrahlung   | Themen | Autoren (*=Headautor) |
| --------------- | --------------- | ------------------ | --- | --------------------- |
| 344             | 1               | 11. September 2020 | (wegen COVID-19 ohne Studiopublikum) Sturm auf den Reichstag, Giftanschlag auf Nawalny, Weiterbau der russischen Gaspipeline Nord Stream 2 fraglich, alternative Gasdealer, Nibelungentreue der Linken zu Putin, Untersuchungsausschuss zum Wirecard-Skandal, Hamburger Cum-Ex-Skandal, Wassermangel in Deutschland, kommender nationaler Wasserdialog, Kükenschreddern soll ab 2022 verboten werden, Schweine dürfen acht weitere Jahre in Kastenständen gehalten werden |                       |
| 345             | 2               | 18. September 2020 | (wegen COVID-19 ohne Studiopublikum) Wahlkampf in den USA: Trump verspricht baldigen Impfstoff und verhöhnt Klima-Experten, Waldbrände an der Westküste der USA, Trumps Herunterspielen der Pandemie im Februar, Trumps Aufruf zum Wahlbetrug, QAnon-Verschwörungsideologie in Deutschland, dramatische Zustände auf Lesbos nach Brand des Flüchtlingslagers: Tränengas gegen Kinder, Aufnahme von 1553 Flüchtlingen, gescheiterte EU-Flüchtlingspolitik, christliche Heuchelei der Union, Cancel-Culture: Satire-Grenzen anhand Serdar Somuncus Podcast mit Florian Schröder, Stromanbieterwechsel wird erschwert, steigender Strompreis trotz sinkendem Verbrauch, Corona-Jeckdown: Karneval fällt aus                                                                   |                       |
| 346             | 3               | 25. September 2020 | (wegen COVID-19 ohne Studiopublikum) COVID-19-Comeback, Friedrich Merz' Angst vor chronischer Faulheit durch Corona, Versagen der Politik bei der Digitalisierung deutscher Schulen, Lüftungsgipfel für ein Lüftungskonzept an deutschen Schulen, Wirtshauswiesn in München, Wie geht's der FDP?: Lindners Sexismus, Dreikampf um den CDU-Vorsitz, Rassismusproblem der deutschen Polizei: Seehofer will immer noch keine Studie, Mäuseplage in Thüringen |                       |
| 347             | 4               | 2. Oktober 2020    | (wegen COVID-19 ohne Studiopublikum) Trump positiv auf Corona getestet, furchtbares erstes TV-Duell der US-Präsidentschaftskandidaten, Trumps Steuererklärung: Trump zahlt so gut wie keine Steuern, Trumps Schulden, 30 Jahre Deutsche Einheit, „Problemregion“ Baden-Württemberg, ewige Atommüllendlagersuche, Friede Springer verschenkt eine Milliarde Euro an Mathias Döpfner |                       |
| 348             | 5               | 9. Oktober 2020    | (wegen COVID-19 ohne Studiopublikum) Corona-Bezwinger Trump, Intervention: Deutschland erklärt den USA die Demokratie, steigende Corona-Infektionszahlen, Solo-Selbstständige in der Existenzkrise, Schattenseiten des Kreuzfahrt-Tourismus, Mobile-Arbeit-Gesetz, Warum ist Andreas Scheuer immer noch im Amt?, Fahrrad gegen Auto |                       |
| 349             | 6               | 16. Oktober 2020   | (wegen COVID-19 ohne Studiopublikum) Corona-Comeback: drohendes Unheil, Beherbergungsverbote, Sperrstunde, Party-Jugendliche wollen feiern, Aluhutträger Wendler, Querdenker im Schwabenland, Instagram feiert 10. Geburtstag: Influencer-Plage, Nazi-Influencer, gescheiterte Wahlrechtsreform, gestoppte Bundeswehr-Projekte, CDU-Kanzlerkandidatenrennen, Gast: Norbert Röttgen |                       |
| 350             | 7               | 23. Oktober 2020   | (wegen COVID-19 ohne Studiopublikum) Mistjahr 2020, drohender „Lockdown“, Klopapiergarantie, dunkelrote Corona-Ampel in Bayern, Hoffnung auf Corona-Impfstoff: europäischer Impfdosenkauf, „Argumente“ der Impfgegner widerlegt, fällt Weihnachten aus?, gesittetes zweites TV-Duell der US-Präsidentschaftskandidaten dank Stummschalttaste, Zuckerlobby kämpft gegen Nutri-Score, Immobilienlobby gegen Mietgesetze, Dreikampf um CDU-Vorsitz: Armin Laschet stammt von Karl dem Großen ab |                       |
| 351             | 8               | 30. Oktober 2020   | (wegen COVID-19 ohne Studiopublikum) Lockdown light, Covidioten, fehlende Corona-Debatten im Parlament, Corona-„Opfer“ Friedrich Merz: Absage des CDU-Parteitags, Hygiene-Konzepte in Schulen, islamistischer Terror in Frankreich, US-Wahlkampf: Angst vor Bürgerkrieg, Wählergruppen Evangelikale und Kreationisten, Halloween und BER-Eröffnung: drohende Insolvenz |                       |
| 352             | 9               | 6. November 2020   | (wegen COVID-19 ohne Studiopublikum) US-Wahlkrimi: Trump erklärt sich vorzeitig zum Sieger, MSNBC unterbricht Trumps Lügen-Statement über angebliche Wahlfälschungen, Angst der republikanischen Partei vor Sozialismus, deutsche Erwartungen an Bidens Präsidentschaft, US-Wahlnacht in deutschen Medien, Wellenbrecher-Shutdown gegen Corona: leere Kneipen und Interview mit Angela Merkels Frisör, gibt es ein Weihnachten trotz Corona?, Verschärfung des Abtreibungsverbots in Polen: PiS-Partei und Kirche gegen polnische Frauen, Abtreibungs-Verbot in Passau, Wirtschaftsministerium lehnt Giffeys Forderung nach Frauenquote in Vorständen deutscher Unternehmen ab                                                                                             |                       |
| 353             | 10              | 13. November 2020  | (wegen COVID-19 ohne Studiopublikum) 2020 wird besser: Trump abgewählt, Corona-Impfstoff von BioNTech, 11.11. in Köln verhindert, Diskussion um Verteilung des Impfstoffs, sächsisches Oberverwaltungsgericht erlaubt Superspreader-Nazidemo in Leipzig, Corona-Skeptiker bedrohen Maskenträger, der DAX in der Corona-Krise, Trump klammert sich ans Amt und verschanzt sich im Weißen Haus, islamistischer Terror in Europa, Meinungsfreiheit gegen Religionsfreiheit, E-Sport |                       |
| 354             | 11              | 20. November 2020  | (wegen COVID-19 ohne Studiopublikum) Querdenker-Demo gegen „Ermächtigungsgesetz“ in Berlin: Wasserwerfer-Einsatz, AfD-Gäste nötigen Abgeordnete im Bundestag, Corona-Beschlüsse der Bundesregierung: neue Kontaktbeschränkungen, Schule als Pandemie-Treiber?, bedrohtes Weihnachtsfest, Böllerverbot?, Corona-Lockdown-Durchhalteparolen, China feiert wieder: Regime, Überwachungsstaat und Supermacht, die neue Seidenstraße, EU ohne Polen und Ungarn?, bedroht Leiharbeitsverbot die nächste Grillsaison? |                       |
| 355             | 12              | 27. November 2020  | (wegen COVID-19 ohne Studiopublikum) Weihnachten ist genehmigt: Lockerungen der Coronaeinschränkungen an Weihnachten, Superhotspots, „härtestes Weihnachten der Nachkriegszeit“, kein generelles Böllerverbot, Radikalisierung der „Querdenker“-Szene: Jana aus Kassel fühlt sich wie Sophie Scholl, Impfratschläge, neues Grundsatzprogramm der Grünen, Personalmangel bei Gerichten |                       |
| 356             | 13              | 4. Dezember 2020   | (wegen COVID-19 ohne Studiopublikum) Corona-Lockerungen über Weihnachten: Start der dritten Welle?, Wirtschaft verhindert harten Lockdown: Shoppen ist Staatsbürgerpflicht!, keine finanzielle Anerkennung für Supermarktverkäufer, Skiurlaub fällt aus, Präsenzparteitag der AfD in Kalkar: Meuthens Brandrede gegen Extremisten, V-Männer in der AfD, Reform des Erneuerbaren-Energie-Gesetzes: faktische Verhinderung von Solar- und Windenergie, Plug-In-Hybridfahrzeuge: Umweltmogelpackung |                       |
| 357             | 14              | 11. Dezember 2020  | (wegen COVID-19 ohne Studiopublikum) kommender harter Lockdown, Merkel rät zu Kniebeugen und Händeklatschen gegen Kälte in Schulen, Schulschließungen, Glühweinwanderungen, Flirt der Sachsen-Anhalt-CDU mit der AfD, gescheiterte Rundfunkgebührenerhöhung, kommt ein harter Brexit?, Streit zwischen Großbritannien und der EU um Fischfangquoten, Insektenschutzprogramm: keine Bewegung beim Glyphosatverbot |                       |
| Jahresrückblick | Jahresrückblick | 18. Dezember 2020  | (wegen COVID-19 ohne Studiopublikum) harter Lockdown, EU-Impfstoffzulassung noch vor Weihnachten, politisches Versagen in der Corona-Krise, Verwirrung um Corona-Weihnachts-Regelungen, Schulversagen im Digitalen, keine ausreichenden Bonuszahlungen an Krankenpflegekräfte, Donald Trump will Wahlniederlage immer noch nicht eingestehen Verleihung des „Goldenen Vollpfostens“ 2020 an: Corona-Leugner (stellvertretend: Attila Hildmann), republikanische Partei der USA, Thomas Kemmerich (Kurzzeit-Ministerpräsident), BaFin (Wirecard-Skandal), Clemens Tönnies (Schlachthof-Skandale), IKEA (Katalog-Einstellung), Alexander Lukaschenko, thailändischer König Rama, Philipp Amthor, Jogi Löw, Jeff Bezos, größter Vollpfosten aller Zeiten an das Kackjahr 2020 |                       |

### Staffel 23
| Nr. ges. | Nr. | Erstausstrahlung | Themen | Autoren (*=Headautor) |
| -------- | --- | ---------------- | --- | --------------------- |
| 358      | 1   | 29. Januar 2021  | (wegen COVID-19 ohne Studiopublikum) Corona-Mutanten, Coronamaßnahmenlockerungsdruck, Coronaschutz am Arbeitsplatz nicht verpflichtend, Corona-Bürokratie, Impfstoffmangel, Fehler der EU beim Impfstoffkauf, Probleme mit den Impfterminen, Pandemiemüdigkeit, AfD bald Verdachtsfall des Verfassungsschutzes?, AfD gegen Briefwahlen, neuer US-Präsident Joe Biden, Gaspipeline Nord Stream 2 |                       |
| 359      | 2   | 5. Februar 2021  | (wegen COVID-19 ohne Studiopublikum) Kampf um Impftermine, kein Corona-Schuldeingeständis von EU und Bundeskanzlerin, Impfgipfel mit Impfstrategie und Impfplan, Impfkabinett, unfaire globale Impfstoffverteilung, massive Kirchenaustritte in Köln dank zurückgehaltenem Missbrauchsgutachten durch Kardinal Woelki, Krankenhäuser vor der Pleite: Profitzwang und Fallpauschalen, legaler Cannabis-Anbau |                       |
| 360      | 3   | 12. Februar 2021 | (wegen COVID-19 ohne Studiopublikum) Frisöröffnung am 1. März, neue Inzidenzzahl 35, Nichteinbindung des Bundestags in Beschlüsse zur Coronabekämpfung, stockende Coronazahlen-Übermittlung, uneinheitliche Schulöffnungen, Schweigen über Corona-Warn-App, verspätetes Lobbyregister, Bauernlobby-Ministerin Julia Klöckner, Klimasünder Zementindustrie: unregulierte Müllverbrennung, zu langsames Impfen |                       |
| 361      | 4   | 19. Februar 2021 | (wegen COVID-19 ohne Studiopublikum) Pandemiemüdigkeit, Politischer Aschermittwoch, abgesagter Osterurlaub, neue Corona-Spucktests, Hasswelle gegen Karl Lauterbach, Infantilisierung der deutschen Corona-Diskussionen, Fußballer gegen Corona-Experten, warum ist Andi Scheuer noch im Amt?, autonomes Fahren, Kooperation von VW und Microsoft, Bitcoin-Boom: Spekulationsblase und Elon Musks Einfluss, Gendern im Duden |                       |
| 362      | 5   | 26. Februar 2021 | (wegen COVID-19 ohne Studiopublikum) stagnierende Inzidenzwerte, sinkendes Vertrauen in Regierung, gescheitertes Schnelltestkonzept, Beginn der dritten Corona-Welle?, Schulöffnungen, drohende Schulschließungen, Lockerungen in Bayern: Söders intelligente Öffnungsmatrix, Öffnungs-Perspektiven für die Kultur, Abzocke mit angeblichen Corona-Wundermitteln, gefährliche Nahrungsergänzungsmittel, Superwahljahr 2021: Briefwahl und Online-Wahlkampf |                       |
| 363      | 6   | 5. März 2021     | (wegen COVID-19 ohne Studiopublikum) Corona-Lockerungsregeln, Corona-Test-Taskforce aus Jens Spahn und Andi Scheuer, Steigerungspotential bei Impfgeschwindigkeit, AstraZeneca-Impfstoff ohne Altersbeschränkung, Frisöröffnungen, Spahns Spenden-Dinner-Affäre, Studierende in der Coronapandemie, Rot-Rot-Grün als Regierungsoption?, neue Linkenführung: NATO-Kritik und Russland-Liebe, Feminist Seehofer: Erfassung von Femiziden und Frauenhass, Incels: toxische Männlichkeit, Frauenhasser in der AfD-Fraktion, Grüner Angriff auf die Einfamilienhäuser                                                                                                |                       |
| 364      | 7   | 12. März 2021    | (wegen COVID-19 ohne Studiopublikum) Verwirrende Corona-Strategien, Impfen im Schneckentempo, Selbsttests, Masken- und Aserbaidschan-Affäre in der Union, Kündigungen von Pflegekräften: gescheiterter Pflegetarifvertrag, Pflegekräfte aus Osteuropa, Ausbeutung bei Liefer-Monopolist Lieferando, Fahrtüchtigkeit von Senioren |                       |
| 365      | 8   | 19. März 2021    | (wegen COVID-19 ohne Studiopublikum) schwindendes Vertrauen in AstraZeneca-Impfstoff, beginnende dritte Welle, nicht-funktionierende Notbremse, Streit über Inzidenzwert, Osterurlaub auf Mallorca, Niederlagen der Union bei Landtagswahlen in Rheinland-Pfalz und Baden-Württemberg, Ampelkoalition auf Bundesebene?, Kanzlerfrage bei den Grünen, Auftakt zum Super-Wahljahr, Verluste der Kommunen durch Greensill-Bank-Pleite |                       |
| 366      | 9   | 26. März 2021    | (wegen COVID-19 ohne Studiopublikum) beschlossene und abgesagte Osterruhe, Entschuldigung der Bundeskanzlerin, Kapitulation vor der britischen Corona-Mutante, drohende Ausgangssperren, schlafender Katastrophenschutz, kommende Firmeninsolvenzen, nicht-zahlende Versicherer trotz bestehender Betriebsschließungsversicherungen, Missbrauchsgutachten in Köln: Priester-Beurlaubungen, Woelkis reine Weste und Meisners „Brüder im Nebel“, Vatikan verbietet Segnung gleichgeschlechtlicher Paare, deutscher Widerstand dagegen, Vulkanausbruch des Fagradalsfjall auf Island                                                                               |                       |
| 367      | 10  | 9. April 2021    | (wegen COVID-19 ohne Studiopublikum) gescheiterte Osterruhe: keine Reaktion von Merkel, Laschets Brückenlockdown, Politik ignoriert Warnungen der Wissenschaft, Corona-Taskforce aufgelöst, rechtsoffene Querdenker, Spargelsaison ist gerettet, Laschet vs. Söder (oder Ralph Brinkhaus?), radikalisiert sich die Union in der Opposition?, Corona-Profiteure Onlinekasinos: Legalisierung der Spielsucht-Dealer |                       |
| 368      | 11  | 16. April 2021   | (wegen COVID-19 ohne Studiopublikum) Unions-Kanzlerkandidatur-Machtkampf mitten in der Pandemie: Söder verweist auf bessere Umfragewerte, „Daddy“ Söder, Bundesnotbremse verzögert sich, Diskussion um Ausgangssperre, Home-Office-Pflicht, Schnelltests in Schulen, überlaufende Covid-Intensivstationen, Sofagate: kein Stuhl für von der Leyen neben Erdoǧan, Menschenrechtsverletzungen in der Türkei: politische Gefangene und schwere wirtschaftliche Probleme, Ausstieg der Türkei aus der Istanbulkonvention, griechische Pushbacks von Flüchtlingen, Wahlprogramm der AfD nach Bundesparteitag in Dresden                                              |                       |
| 369      | 12  | 23. April 2021   | (wegen COVID-19 ohne Studiopublikum) Union einigt sich auf Kanzlerkandidat Armin Laschet: miese Umfragewerte und Söders Sticheleien, Robert Habeck und Annalena Baerbock einigen sich auf grüne Kanzlerkandidatin Annalena Baerbock, Superfeminist Habeck, Kanzlerschaft mit kleinen Kindern, beschlossene Bundesnotbremse: Ausgangsbeschränkungen und Zufalls-Inzidenzwert 165, Schülerinnen und Schüler haben immer weniger Unterricht |                       |
| 370      | 13  | 30. April 2021   | (wegen COVID-19 ohne Studiopublikum) anziehende Impfgeschwindigkeit, Impfneid, Öffnungsperspektive für Gastronomen?, Warten auf den digitalen Impfpass, Impfbürokratie, Ausgangssperre, Menschenrechtsverletzungen im Schokoladenhandel: verwässertes Lieferkettengesetz, Sklaven- und Kinderarbeit für die Weltwirtschaft, abstürzende Umfragewerte der Union, Rückkehr Hans-Georg Maaßens: Rechtsruck der CDU, Haustierboom in der Pandemie |                       |
| 371      | 14  | 7. Mai 2021      | (wegen COVID-19 ohne Studiopublikum) Bundesverfassungsgericht erklärt Teile des Klimaschutzgesetzes für verfassungswidrig, fehlende intergenerationelle Klimagerechtigkeit, Handelsgesetz mit China: Deutschlands Abhängigkeit und fehlende Menschenrechte für Uiguren, Verzögerungen bei Tesla-Produktion in Brandenburg: Elon Musk nennt sich „Technoking of Tesla“, Deutsche dürfen bis zu 30 Kilometer in die Niederlande einreisen |                       |
| 372      | 15  | 14. Mai 2021     | (wegen COVID-19 ohne Studiopublikum) Aufregung um rassistische Äußerungen des grünen Tübinger Oberbürgermeisters Boris Palmer: angebliche Cancel Culture und angestossenes Parteiausschlussverfahren, Olaf Scholz ist offizieller Kanzlerkandidat der SPD, linkes Wahlprogramm der SPD, Cum-Ex-Skandal der Warburg-Bank: Olaf Scholz’ Gedächtnisverlust im Untersuchungsausschuss, überstürzter Abzug der Bundeswehr aus Afghanistan: Vormarsch der Taliban und Todesgefahr für afghanische Bundeswehrmitarbeiter, Nazi- und Munitions-Skandale im Kommando Spezialkräfte, fortschreitende Coronaimpfungen und Impfvordrängler, Coronaleugner an Waldorfschulen |                       |
| 373      | 16  | 21. Mai 2021     | (wegen COVID-19 ohne Studiopublikum) Hoffnung auf ein Ende der Pandemie, „Rache“-Reisen, kaum noch Beteiligung an Querdenker-Demos, Rücktritt von Familienministerin Franziska Giffey, Aufhebung der Impfpriorisierung, vertrödelter digitaler Impfpass, überforderte Impfärzte, FDP-Parteitag: mögliche Ampelkoalitionen und keine neuen Steuern, 20 Jahre Riester-Rente, Erbschaftssteuer, Das Wort zu Pfingsten: Wahlprogramme der Grünen und der SPD |                       |
| 374      | 17  | 28. Mai 2021     | (wegen COVID-19 ohne Studiopublikum) Impfgipfel: Impfungen jetzt auch für Kinder und Jugendliche?, Kinder-Impfgegner, Debatte um Baerbocks nachgemeldete Nebeneinkünfte, Politiker sollen ihre Nebeneinkünfte selbst kontrollieren, Aserbaidschan-Skandal, Lukaschenko entführt Ryanair-Maschine mit oppositionellem Blogger und dessen Freundin, NRW-Schulministerin Yvonne Gebauer möchte Mitspracherecht für DİTİB bei Islamunterricht an NRW-Schulen, Erdoǧans Antisemitismus, antisemitische Demonstrationen gegen Israel im Nahostkonflikt, rechtsfreier Raum Telegram: Holocaustleugnung ohne Konsequenzen, Attila Hildmanns Hasskanal auf Telegram      |                       |
| 375      | 18  | 4. Juni 2021     | (wegen COVID-19 ohne Studiopublikum) kommende Landtagswahl in Sachsen-Anhalt: Kopf-an-Kopf-Rennen von CDU und AfD, Armin Laschets schwerer Stand in Sachsen-Anhalt, Reiner Haseloffs Koalitionsoptionen, Rechtsextreme in der AfD Sachsen-Anhalts, gefestigter Anteil an Antidemokraten im Osten?, hysterische Debatte ums Gendern: Sprechverbote und Sprachpolizei, gefälschte Bitcoin-Werbung mit Prominenten, Betrug in Corona-Testzentren, Jens Spahns Geldgeschenke an die Apotheken, bundesweite Inzidenz unter 30: Zurück in die Normalität; Gästin: Petra Gerster                                                                                       |                       |

### Staffel 24
| Nr. ges.        | Nr.             | Erstausstrahlung   | Themen | Autoren (*=Headautor) |
| --------------- | --------------- | ------------------ | --- | --------------------- |
| 376             | 1               | 10. September 2021 | (wegen COVID-19 ohne Studiopublikum) Schlechte Umfragewerte der CDU vor der Bundestagswahl, Laschets Zukunftsteam, Merkels politisches Erbe, unerwartet beliebter Kanzlerkandidat Olaf Scholz, „Alarmstufe Rot Rot Grün“: Angst vor Linksbündnis, niedrige deutsche Impfquote, 3G oder 2G?, Impfgegner, niedrigschwellige Impfangebote, fehlende Luftfilter in Kitas und Schulen, Bahnstreik, Andreas Scheuers Vermächtnis |                       |
| 377             | 2               | 17. September 2021 | (wegen COVID-19 ohne Studiopublikum) TV-Trielle im Bundestagswahlkampf: Dreikampf zwischen Scholz, Laschet und Baerbock, Umfrage-Absturz der Grünen, Klimaschutz-Heuchelei der Wähler, Grüne Verbotsdiskussionen, stylische Wahlwerbung der FDP, AfD: die Partei der Dichter und Denker, AfD vermutet vorsorglich Wahlbetrug bei Briefwahl, Klöckners gescheitertes Tierwohllabel: Masttiermonopolist PHW-Gruppe und Turbohühnchen, Kleinstparteien bei der Bundestagswahl |                       |
| 378             | 3               | 24. September 2021 | (wegen COVID-19 ohne Studiopublikum) Kurz vor der Bundestagswahl: trotziger Optimismus und vorzeitige Schuldfrage bei der Union, politische Romanze zwischen SPD und Grünen, Angst vor Deutschland-Koalition oder Bullerbü-Zuständen, neuer XXL-Bundestag mit bis zu 1000 MdB, tödliche Radikalisierung der Querdenker-Szene, Fake-News im Wahlkampf, Abgeordnetenwahl in Berlin, Terminstau in der Berliner Verwaltung |                       |
| 379             | 4               | 1. Oktober 2021    | (wegen COVID-19 ohne Studiopublikum) Nach der Bundestagswahl: eine Regierung ohne die Union ist möglich, Laschets Fehler und Absturz, Mobber Markus Söder, Erdrutschsieg für die SPD, Vorschau der künftigen Koalitionsverhandlungen: Kanzler Kevin Kühnert, Vorsondierungen und Selfie von FDP und Grünen, Erstwähler lieben die FDP, Nomaika, massives Wahlchaos in Berlin, Hubert Aiwanger twitterte verbotenerweise vorzeitig Wahlprognose, Wahlverlierer Maaßen |                       |
| 380             | 5               | 8. Oktober 2021    | (wegen COVID-19 ohne Studiopublikum) Armin Laschets langsamer und verwirrender Rückzug, die Ampel kommt, Chaos bei der CDU, Hausdurchsuchungen bei Österreichs Bundeskanzler Kurz, politisches Speeddating der Koalitionspartner, AfD-Direktmandate in Thüringen und Sachsen, Streit und Hass in der AfD-Führung, Coronamaßnahmenkritiker-Partei DieBasis, Impfquotenletzter Sachsen, stundenlanger Facebook-, Whatsapp- und Instagramausfall, Facebook-Geschäftsmodell Hass, leere Regale und lange Tankstellen-Schlangen in Großbritannien nach dem Brexit |                       |
| 381             | 6               | 15. Oktober 2021   | (ab dieser Folge wieder mit 2G-Studiopublikum) Geburt der Ampel: Ergebnisse der Sondierungsgespräche, CDU rutscht in Umfrage unter 20 %, Aufstand der Jungen Union gegen Markus Söder, Inflation: massiver Anstieg der Energiepreise, Geldwäscheparadies Deutschland: Schutz von Kriminellen durch fehlende Bargeldobergrenze und mangelnde Digitalisierung bei der Financial Intelligence Unit |                       |
| 382             | 7               | 22. Oktober 2021   | Ampelkoalitionsverhandlungen: Ende der Flitterwochen, Koalitionsgewinner FDP, Geldsorgen der zukünftigen Bundesregierung: 50 Milliarden fehlen, Olaf Scholz zu Nikolaus Kanzler?, mögliche Cannabis-Legalisierung: Gefahren und Vor- und Nachteile, Studierende als Vergessene in der Coronakrise, Unsicherheit über die Zahl der Geimpften in Deutschland |                       |
| 383             | 8               | 29. Oktober 2021   | Entlassung der Bundesregierung, Konstituierung des größten Bundestags aller Zeiten, Bärbel Bas dritte Frau als Bundestagspräsidentin, noch mehr Nazis in kleinerer AfD-Bundestagsfraktion, die neuen jungen Abgeordneten im Bundestag, Klimawandel: massiver Erwartungsdruck auf Grüne, Probleme beim Aufbau von Windkraftanlagen, europäisches Comeback der Kernenergie?, EU beschließt Strafzahlungen gegen Polen aufgrund rechtsstaatfeindlicher Justizreform, uneinsichtige Impfgegner: beginnende Pandemie der Ungeimpften |                       |
| 384             | 9               | 5. November 2021   | Und ewig grüßt das Corona-Virus: geschlossene Impfzentren und Boosterimpfungs-Chaos, Marco Buschmann (FDP) verkündet den Freedom Day zum 20. März 2022, coronakritische Promis, Wetten, dass ...?-Rückkehr, Abschiedstournee der Kanzlerin, G20-Gipfel in Rom: Merkel fordert „Dekade des Handelns“, Klimagipfel in Glasgow, kaum vorhandener ÖPNV in Dingolfing, Autoland Deutschland: geliebte SUVs |                       |
| 385             | 10              | 12. November 2021  | Keine richtige Regierung in der Coronakrise, Karnevalsauftakt mitten in der vierten Corona-Welle, kaum 2G-Kontrollen in Gaststätten, ungeimpfte Pflegekräfte, unter Corona leidende Grundschüler, Friedrich Merz kandidiert für CDU-Vorsitz, Ampelkoalitionsverhandlungen: Grüne Verlierer, Selbstenttarnung des NSU vor 10 Jahren: geschützt vom Verfassungsschutz, Pläne für Wahlrecht ab 16 Jahren |                       |
| 386             | 11              | 19. November 2021  | Neues Infektionsschutzgesetz: Schwellenwerte für 2G im Kulturbereich und 3G am Arbeitsplatz, Corona-Spitzenreiter Bayern: Söder schiebt Schuld von sich, Boosterimpfungen ohne Öffnung der Impfzentren, Aufnahmestopps in deutschen Kliniken, Österreich: Lockdown für alle, Impfpflicht im Februar und ausverkauftes Pferde-Entwurmungsmittel, schwierige 3G-Kontrollen im ÖPNV, niedrige Impfquote in deutschsprachigen Ländern, globale Lieferkrise gefährdet Weihnachtsfest, E-Auto-Boom in Deutschland: Beschränkung privater Ladestationen |                       |
| 387             | 12              | 26. November 2021  | Ampelkoalition steht, wird Karl Lauterbach Gesundheitsminister?, Inhalte des Koalitionsvertrags, diskrete Ampelverhandlungen, Corona: US-Reisewarnung für Deutschland, Corona-Auffrischungsimpfungen, kommender Lockdown für alle?, Bußgelder für Verstöße gegen Corona-Regelungen, katastrophale Kommunikation von Jens Spahn zur Corona-Impfkampagne, massiver Druck auf Pflegekräfte: Kündigungen und Burnout-Gefahr, je besser die AfD-Wahlergebnisse in einem Landkreis, desto schlechter die Impfquote, Weihnachtsmärkte trotz Corona |                       |
| 388             | 13              | 3. Dezember 2021   | (ab dieser Folge wieder ohne Publikum) Urteil des Bundesverfassungsgerichts: Bundesnotbremse war nicht verfassungswidrig, Hochinzidenzgebiet Sachsen, Omikron-Variante, neuer Coronakrisenstab unter Leitung von Generalmajor Breuer, Rekordinflation, Negativzinsen und Verwahrentgelte, Großer Zapfenstreich für Angela Merkel, Anton Hofreiter bekommt kein Ministeramt, die Grünen verzichten aufs Verkehrsministerium, FDP gewinnt Koalitionsgespräche, neuer Bußgeldkatalog |                       |
| 389             | 14              | 10. Dezember 2021  | Woche der Kanzler-Wahl von Olaf Scholz, neuer Gesundheitsminister Karl Lauterbach, Kabinett Scholz: ohne bayerischen Minister, kommende außenpolitische Sorgen: Krim-Krise, Nord Stream 2 und olympische Winterspiele in China, zu langsame Entscheidungen der STIKO, Booster-Imfkampagne überfordert Impfstofflogistik, Nazi-Fackelmob vor Haus der sächsischen Gesundheitsministerin, Mordpläne in Telegram-Gruppen, sächsische Polizei geht jetzt endlich gegen Rechtsextreme vor, Angela Merkel ist weg, Cem Özdemir klemmt Minister-Ernennungsurkunde auf Fahrradgepäckträger |                       |
| Jahresrückblick | Jahresrückblick | 17. Dezember 2021  | neue Sitzordnung im Bundestag: CDU/CSU jetzt neben der AfD, neuer CDU-Vorsitzender Merz, Urkunde für den zweiten Platz im CDU-Kanzlerkandidatenrennen für Markus Söder, Omikron-Variante und zu wenig Impfstoff nach Inventur, Corona-Expertenrat mit Drosten und Streeck, Kinderimpfen, schlechte Noten für Deutschland in der Coronakrise, gewalttätige Coronademos, Goldener Vollpfosten (Impf-Nazi-Edition) an Telegram, ein Jahr Brexit: leere Supermarktregale und Benzinmangel, erneute Kandidatur von Donald Trump?, Goldener Vollpfosten (Fegefeuer-Edition) an die katholische Kirche (stellvertretend an Rainer Maria Wölki), weitere Vollpfosten an: Andreas Scheuer (Lebenswerk), Julian Reichelt, Ampel-Koalition (Auftritt bei Ein Herz für Kinder), Mark Zuckerberg (Metaverse), Viktor Orban |                       |

### Staffel 25
| Nr. ges. | Nr. | Erstausstrahlung | Themen | Autoren (*=Headautor) |
| -------- | --- | ---------------- | --- | --------------------- |
| 390      | 1   | 28. Januar 2022  | Unausgesprochene Kapitulation vor Omikron, Durchseuchung der Schülerinnen und Schüler, fantasielose Impfkampagne, fehlende PCR-Tests, Gesundheitsämter geben Nachverfolgung auf, Orientierungsdebatte im Bundestag zur Impfpflicht, Rüffel für Gesundheitsminister Lauterbach wegen Reduzierung des Genesenenstatus auf 3 Monate, Rückkehr des Kalten Kriegs an der ukrainischen Grenze, Nord Stream 2 und mögliche Sanktionen gegen Russland, Deutschland liefert 5.000 Helme und ein Feldlazarett in die Ukraine, deutsche Waffenlieferungen in Krisengebiete, Taxonomie: grüne Atomkraft?, Robert Habecks Kampf für Windkrafträder, schwindende Grüne Werte im Landtagswahlkampf                                  |                       |
| 391      | 2   | 4. Februar 2022  | Eröffnungsfeier der Olympischen Winterspiele in Peking, künstlicher Schnee in chinesischen Skigebieten, fehlende Meinungsfreiheit und Menschenrechtsverletzungen in China, deutscher IOC-Präsident Thomas Bach, systematische Missbrauchsvertuschung in der katholischen Kirche, lügender Ex-Papst Benedikt XVI., neue Grüne Parteispitze, Grüner Bundesparteitag: Cem Özdemir gegen Ramschpreise für Fleisch, Inflationsangst |                       |
| 392      | 3   | 11. Februar 2022 | Olaf Scholz: Krisenkanzler, deutsche Waffen für die Ukraine?, Scholz’ Flugzeug-Pullover, Tabuthema Nord Stream 2: deutsche Abhängigkeit von russischem Gas, internationale Verhandlungen gegen russischen Einmarsch in die Ukraine, Gasprom-Gerd und Gasröhren-Fan Schwesig, bevorstehende Wiederwahl des Bundespräsidenten Steinmeier, Tempo 30 in deutschen Innenstädten?, Gesetzesbrecher Söder: Aussetzen der einrichtungsbezogenen Impfpflicht in Bayern, Kinder und Jugendliche leiden in der Pandemie für ungeimpfte Senioren, PCR-Test-Desaster in Deutschland vs. „Alles gurgelt!“ in Wien |                       |
| 393      | 4   | 18. Februar 2022 | Geplante Corona-Maßnahmen-Lockerungen und Freedom-Day, fällt die Maskenpflicht?, miserable Datenlage über Krankenhausbetten, Diskussionen über Impfpflicht, Kölner Karneval in der Pandemie mit Brauchtumszonen, Scholz' Anti-Kriegs-Gespräche mit Putin, lachhafte angedrohte Sanktionen gegen Russland, Deutsche Welle verliert Sendeerlaubnis in Russland, Informationskrieg Ost gegen West, stark steigende Energiepreise, Geldsorgen durch Heizkosten, durch Gasfeld ausgelöste Erdbeben in Groningen |                       |
| 394      | 5   | 4. März 2022     | Putins Angriff auf die Ukraine, Molotow-Cocktails gegen Putins Panzer, Ex-Komiker Wolodymyr Selenskyj gegen Putin, Fragen zum Geisteszustands Putins, Putins Propaganda, die Einigkeit der EU in der Flüchtlingsfrage, 100 Milliarden Sondervermögen für die Bundeswehr, massive Geldverschwendung in der Bundeswehr, Rückkehr der Wehrpflicht?, Kritik an Putinfan Gerd Schröder, Neue Rechte gegen „Wokeness-Invasion“, Windkümmerer und bayerische H10-Regel |                       |
| 395      | 6   | 11. März 2022    | Gerhard Schröder verhandelt mit Putin im Ukraine-Krieg, Putins Propaganda, Zensur und Kampf gegen die Wahrheit, internationale Unternehmen ziehen sich aus Russland zurück, Deutschland hat keine Atomschutzbunker, stark steigende Spritpreise, Diskussion über längere Laufzeiten von Atomkraftwerken, Deutschlands Abhängigkeit von Energieträgern aus Russland: Aktion Pulli statt Putin, russische Cyberangriffe auf kritische Infrastruktur in Deutschland, Verschwörungsmythen und russische Trollfabriken |                       |
| 396      | 7   | 18. März 2022    | Putins Krieg: Selenskyjs Rede im Bundestag, Putins Propaganda-Rede im Sportstadion, willkürliche Verhaftungen bei Demonstrationen in Russland, Protest im russischen Staatsfernsehen, digitale Servicewüste bei der Registrierung ukrainischer Flüchtlinge, Gerhard Schröders gescheiterte Friedensgespräche in Moskau, hohe Öl- und Gaspreise und Lindners Tankrabatt, Lindners Euphemismen für Schulden, Rückkehr des autofreien Sonntags?, kommt das Tempolimit?, Energiesparen, Hamstern von Sonnenblumenöl, Coronamaßnahmenlockerungen in der Omikron-Welle, Bundestags-Anträge für die Impfpflicht: bremsende FDP, stagnierende Impfquote, Bestandsaufnahme des Zivilschutzes: Luftschutzbunker in Deutschland |                       |
| 397      | 8   | 25. März 2022    | Ein Monat Krieg in der Ukraine: der Westen rückt zusammen, Putins Propaganda und Rede von „Säuberungen“, Russland bewirbt sich um Austragung der Fußball-EM 2028 oder 2032, Gas- und Öl-Embargos gegen Russland, über 230.000 ukrainische Flüchtlinge in Deutschland: immer noch keine Krisenstäbe, Staat verlässt sich auf unbezahlte freiwillige Helfer, deutsche Firmen Schwarzkopf, Henkel, Metro, Ritter Sport und Claas machen Geschäfte in Russland, 100 Tage Ampel-Koalition: explodierender Haushalt mit Krediten, Sondervermögen und Ergänzungshaushalt, Lindners FDP dominiert die Koalitionäre, kommende Landtagswahl im Saarland: Tobias Hans’ vergeblicher Tele-Wahlkampf mit Roboter                  |                       |
| 398      | 9   | 1. April 2022    | Putin droht mit Gaszahlungen nur noch in Rubel, Putins Propaganda: angebliche Cancel Culture gegen Russland, Frage nach Scholz' Führung: Kanzler wusste angeblich alles vorher, Einreisebeschränkungen nach Russland, Putins Fans in Deutschland: Querdenker, AfD und Richard David Precht, massiv steigende Energie- und Lebensmittelpreise, Angst vor Putins Gasstop, hohe Inflationsrate, Vorschläge zum Energiesparen, Diskussion über (toxische) Männlichkeit, Buy now, pay later: private Verschuldung dank Krediten und Ratenzahlungen, fehlende Finanzkompetenz von Jugendlichen, Landtagswahl im Saarland: SPD-Alleinregierung, Linke, Grüne und FDP nicht im Landtag                                       |                       |
| 399      | 10  | 8. April 2022    | Bundestags-Aus für jegliche Impfpflicht: Sorge vor erneutem Corona-Herbst, Mehrheit will Maske freiwillig weiter tragen, Beratungspflicht für Ungeimpfte?, Lauterbach verkündet Isolations-Aus-Rücknahme bei Lanz und nachts bei Twitter, Ampel im Multi-Krisen-Modus, Putins Weltherrschaftspläne, Zensur und Demonstrationsverbot in Russland, Horror von Butscha, Deutschland bremst bei Öl- und Gas-Embargo, In Deutschland plötzlich möglich: Windkraft, LNG-Terminals und funktionierender Bahnverkehr, drohende globale Hungerkatastrophe: Lebensmittel werden an Tiere verfüttert, Massentierhaltung und Artensterben, Energiedorf Wildpoldsried                                                             |                       |
| 400      | 11  | 22. April 2022   | Olaf Scholz vermeidet klare Aussagen über Lieferung von schweren Waffen an die Ukraine, massive Kritik an Scholz’ Führungsstil im Kanzleramt, Schwesigs vermeintliche Umweltstiftung in Mecklenburg-Vorpommern, Rücktritt von Anne Spiegel, Ostermärsche der Friedensbewegung: problematische Haltung zu Putins Krieg, Putins Propaganda, Kardinal Woelki: Bistum Köln zahlt Spielschulden aus Entschädigungsfonds für Missbrauchsopfer, massive Kirchenaustrittswelle, Die Passion auf RTL, eigenes Arbeitsrecht der katholischen Kirche |                       |
| 401      | 12  | 29. April 2022   | Deutschland schickt schwere Waffen in die Ukraine, Olaf Scholz’ Zögerlichkeit und fehlende Richtlinienkompetenz, kein russisches Gas mehr an Polen und Bulgarien, keine Munition für alte deutsche Panzer für die Ukraine, Gerhard Schröders eiserne Freundschaft zu Wladimir Putin, Emmanuel Macron bleibt französischer Präsident: Wahl zwischen Pest und Cholera, Aufwärtstrend für rechtsextreme Parteien, Sprengsatz Inflation, Elon Musk kauft Twitter, Investoren kaufen deutsche Arztpraxen, FDP-Bundesparteitag: drohende „Überjüngung“ und Rudolf Rentschler |                       |
| 402      | 13  | 6. Mai 2022      | Olaf Scholz’ neue Emotionalität, ukrainischer Botschafter Melnyk nennt Scholz „beleidigte Leberwurst“, Politiker-Reisen nach Kiew, Lieferung von Panzerhaubitzen in die Ukraine, Offener Brief von Alice Schwarzer gegen die Lieferung schwerer Waffen in die Ukraine, Putins Drohungen mit Atomraketen, Russland hält alle Deutsche für Nazis, Öl-Embargo der EU gegen Putin, Inflation und deutscher Niedriglohnsektor, explodierende Lebensmittelpreise, Ansturm auf die Tafeln, Entlastungspaket der Ampel, Mehrwertsteuer-Abschaffung auf Lebensmittel?, Bündnis bezahlbarer Wohnraum, massiv gestiegene Preise für Baumaterialien, Welttag der Pressefreiheit, bevorstehende Auslieferung von Julian Assange   |                       |
| 403      | 14  | 13. Mai 2022     | Daniel Günther gewinnt Landtagswahl in Schleswig-Holstein für die CDU, kommende Landtagswahl in Nordrhein-Westfalen, katastrophale Schulpolitik in NRW, Putins Rede bei Militärparade zur Feier zum 9. Mai: Lügenfeuerwerk und ausgefallene Flugshow, Scholz’ un-überraschende Fernsehansprache ans deutsche Volk, massive Kritik an Verteidigungsministerin Lambrecht, Putinprogaganda aus den Reihen der AfD, drohendes Abtreibungsverbot in den USA: strengere Sexualgesetze im Gottesstaat, was macht eigentlich Markus Söder?: hoher CSU-Generalsekretär-Verschleiß in Bayern |                       |
| 404      | 15  | 20. Mai 2022     | Landtagswahl in Nordrhein-Westfalen: niedrige Wahlbeteiligung und Verluste für die AfD und die FDP, drohende Stagflation, Gewinne für die Grünen und die CDU in NRW, Olaf Scholz zieht SPD nach unten, Zuwachs für die NATO: Schweden und Finnland, Vetos aus den NATO-Staaten Türkei und Ungarn, Euro-Vision-Song-Contest-Gewinnerin Ukraine: Deutschland letzter, Entlastungspaket der Ampel: vergessene Rentner, Start des 9-Euro-Tickets: „explodierende“ Züge und Ansturm auf Sylt, schleichende Cannabis-Freigabe, steigendes Alkohol-Problem in Deutschland |                       |
| 405      | 16  | 27. Mai 2022     | Scholz’ Afrika-Reisen, Zeitenwende: mangelnder Finanzplan für Bundeswehr-Sondervermögen, komplett kaputte Bundeswehr, Null-Bock-Verteidigungsministerin Lambrecht, Klimakrise: massiver Ausbau der Windkraft in Nord- und Ostsee, Energieverbrauch durch Essensfotos im Internet, Niedergang der deutschen Solarindustrie: Vernichtung von 100.000 Arbeitsplätzen in Deutschland, Putins Krieg in den sozialen Netzwerken: Kreml-Propaganda und Fake-News auf TikTok, Affenpocken: neues Schwurbel-Material |                       |
| 406      | 17  | 3. Juni 2022     | Sechstes EU-Sanktionspaket gegen Putin, zahnloses EU-Ölembargo, Putins Mafia-Methoden: Russland plant Entführung von EU-Regierungschefs, Tankrabatt: Subventionen für die Mineralölindustrie, 100 Milliarden Euro Sondervermögen für die Bundeswehr beschlossen, 70. Thron-Jubiläum der britischen Königin Elisabeth II., Partygate-Affäre von Boris Johnson, E-Government-Offensive: Geburts-Anmeldungen ab Januar online möglich, 9-Euro-Ticket |                       |
| 407      | 18  | 10. Juni 2022    | Merkel-Auftritt beim Sender Phoenix, Enthüllungen über Menschenrechtsverbrechen gegen Uiguren in China, CDU für die Wiedereinführung der allgemeinen Dienstpflicht, Tankrabatt wird nicht komplett an die Menschen weitergegeben, die Steuergeschenke-Partei FDP ist wieder da, Omikron-BA.5-Welle in Portugal, droht neue Corona-Welle in Deutschland?: Vorbereitungen für den nächsten Corona-Herbst, 100. heute-show-Appell für mehr Luftfilter an deutschen Schulen, Corona-Daten-Lücke in Deutschland, Tafeln in Deutschland: Ehrenamtliche übernehmen essentielle Aufgaben des Staates |                       |

### Staffel 26
| Nr. ges.        | Nr.             | Erstausstrahlung   | Themen | Autoren (*=Headautor) |
| --------------- | --------------- | ------------------ | --- | --------------------- |
| 408             | 1               | 9. September 2022  | Drittes Entlastungspaket über 65 Milliarden Euro, Olaf Scholz verlangt: Unterhaken, geplante Abschöpfung von Zufallsgewinnen und Strompreisbremse, Sorgen vor steigenden Lebensmittel- und Energiekosten, Habecks seltsame Aussagen zu Insolvenz, Gasmarkt und Pendlerpauschale, Heißer Herbst und Wutwinter, Anbiederung an Russland durch AfD, Kretschmer und Kubicki, Putins Begründungen für Nichtlieferung von Gas über Nordstream 1, Energiespartipps der Bundesregierung, Debatte um längere Laufzeiten von Atomkraftwerken, entgleiste Winnetou-Debatte und die Lügen der BILD, Bericht zur gamescom |                       |
| 409             | 2               | 16. September 2022 | Erleben wir gerade die Wende im Ukrainekrieg?: erfolgreiche ukrainische Gegenoffensive und russische „Umgruppierung“, offene Kritik an Putin in Russland, der Streit um deutsche Panzerlieferungen in die Ukraine entbrennt erneut, Deutschland ist Weltmeister (bei den Energiepreisen), die besten Energiespartipps von Winfried Kretschmann, Klimakrise: komplett verdrängt, Klimaschutz-Debakel von Verkehrsminister Volker Wissing, massive Schulausfälle durch Lehrermangel, König Charles III., wie viel Energie verbraucht der Bundestag? |                       |
| 410             | 3               | 23. September 2022 | Putin verkündet Teilmobilmachung, Scheinreferenden in der Ostukraine, Uniper-Verstaatlichung und Gasumlage, Schuldenbremse und Gaspreisbremse, drohender Rechtsruck in Italien: Meloni und Berlusconi, abgebrochene AfD-Exkursion in den Donbass auf Einladung Putins, Sahra Wagenknecht beerdigt die Linke: prominente Parteiaustritte, Diskussionen über Bürgergeld, Doppelberichterstattung durch ARD und ZDF |                       |
| 411             | 4               | 30. September 2022 | Nordstream 2 ist offen: 4 Explosionen, 200 Milliarden für Gaspreisdeckel: Scholz’ Doppelwumms und Lindners Abwehrschirm, steigender Gasverbrauch, akuter Kohlesäuremangel bedroht Bierproduktion: Saufen gegen Putin, Energiekrise deutscher Krankenhäuser: drohende Insolvenzen im Gesundheitswesen, Scheiß-Idee Fallpauschalen, Scholz’ Gasreise in die Golfstaaten: Buckeln vor den Scheichs, Plädoyer für Fracking in Deutschland, psychische Kernschmelze bei den Grünen durch politischen Pragmatismus |                       |
| 412             | 5               | 7. Oktober 2022    | Putins 70. Geburtstag, russische Kritik an Putin, Scholz’ Doppelwumms: Gaspreisdeckel mit Sparanreiz, kommende Landtagswahl in Niedersachsen, lahme Energiespar-Kampagne der Bundesregierung: Heiz-Shaming, Proteste gegen iranisches Regime nach Tod einer Studentin, kein Boykott der Fußball-WM in Katar durch die Bundesregierung?, Depri-Wiedervereinigungsfeier in Erfurt, Umfragehoch der AfD in Ostdeutschland durch Hass und Hetze, erfolgreicher Auftritt der AfD auf TikTok |                       |
| 413             | 6               | 14. Oktober 2022   | (mit Till Reiners als Vertretung für den coronaerkrankten Oliver Welke) Nach der Niedersachsen-Wahl: FDP draußen (wurden „missverstanden“), AfD über 10 Prozent, CDU verliert, Greta Thunberg will AKWs weiterlaufen lassen, Gaspreisbremse musste schnell kommen, ist nicht gerecht, Verknüpfung von Steuer-ID und Kontonummer ist ein Problem, kommt ein bundesweiter Blackout?, lahmender Wohnungsbau in Deutschland, Grundsteuerreform: Seminare zum Formularausfüllen, Bürokratie verhindert Erneuerbare Energien: stillstehende Solaranlagen, Kollaps des deutschen Kitasystems aufgrund Fachkräftemangel |                       |
| 414             | 7               | 21. Oktober 2022   | Machtwort von Bundeskanzler Olaf Scholz: 3 AKWs laufen weiter, Grüner Parteitag in Bonn: Lützerath wird abgebaggert und Waffenlieferungen an Saudi-Arabien, Inflationsrate bei 10 Prozent, gierige Nahrungsmittelfirmen fliegen aus Supermärkten, öffentlich verfügbare Informationen über kritische Bahninfrastruktur: Zugausfälle durch Sabotage, drohende Katastrophen durch tagelange Stromausfälle, Verzögerungen beim Katastrophenschutz in Deutschland, drohende Cyberangriffe aus China |                       |
| 415             | 8               | 28. Oktober 2022   | Kanzler macht Ansagen: Zerwürfnis mit Frankreich wegen Gaspreisbremse, deutsche Versäumnisse beim Gassparen, Olaf Scholz setzt sich bei Verkauf von Teilen des Hamburger Hafens an China durch, Steinmeier warnt vor zu viel Abhängigkeit zu China, Rishi Sunak ist neuer Premierminister Großbritanniens, die „Ära“ Liz Truss, WM 2022 in Katar beginnt am Totensonntag: Korruption, Autokratie und Aufrufe zum Boykott |                       |
| 416             | 9               | 4. November 2022   | Kommender Gaspreisdeckel, kommendes 49-Euro-Ticket, „Winterlücke“ bei der Gaspreisbremse, komplizierte Berechnung der zu übernehmenden Abschlagszahlungen, immer mehr überzogene Bankkonten: hohe Dispozinsen, Midterm-Wahlen in den USA: Demokratie auf der Kippe?: nur alte Präsidentenkandidaten, Opposition in Deutschland: Hetze gegen Bürgergeld, Schonvermögen und „Wokeness“, CSU gegen Cannabis-Legalisierung |                       |
| 417             | 10              | 11. November 2022  | Springer-Medien warnen vor „Klima-Kriminellen“, „Klima-RAF“ und „Öko-Extremisten“: 30 Tage Unterbindungshaft für Klima-Aktivisten in Bayern, 27. Klimagipfel in Ägypten, 49-Euro-Ticket: Probleme der Deutschen Bahn, EU-Lieferkettengesetz: Lobbyistenklausel „Safe Harbour“, unkritisches China-Geschäft der Bundesregierung, chinesische Modefirma SHEIN: Ultra-Fast-Fashion, ausgebliebene „rote Welle“ bei den US-Midterms, Präsidentenkandidaten bei den US-Republikanern: DeSantis gegen Trump?, Elon Musk kauft und zerlegt Twitter |                       |
| 418             | 11              | 18. November 2022  | Fußball-WM in Katar: kein Bier für die Fans rund um die Stadien, organisierte Kriminalität der FIFA, Katars Vorgehen gegen Homosexuelle und Frauen, Katars PR-Aktionen für die WM, der Kampf der FDP gegen das Schonvermögen, die Lügen der Union über das Bürgergeld, Diskussion über Erbschaftssteuer, 27. Klimagipfel in Ägypten geht zu Ende: nötige Anpassungen an die Klimakatastrophe, scheiternder Katastrophenschutz in Deutschland: fehlende Sirenen und ehrenamtliches Engagement |                       |
| 419             | 12              | 25. November 2022  | Haushaltsdebatte im Bundestag: kreative Namen für neue Schulden, sinkender Wehretat in Deutschland: 2 %-Ziel wird klar verfehlt, Verteidigungsministerin Lambrecht hat keine Ahnung von Bundeswehr: fehlende Munition und kaputte Panzerhaubitzen, DFB-Blamage mit One-Love-Binde, Boomerverrentung ab 2025: arbeiten bis 70?, demographischer Wandel: Zeugungsstreik deutscher Männer, Hobby-Virologe Merz erklärt die Pandemie im Frühjahr 2023 für beendet, Wegfall der Isolationspflicht in mehreren Bundesländern mitten in der Grippewelle, laut Lauterbach waren Kitaschließungen zu Beginn der Pandemie nicht nötig, Klima-Kleber legen BER lahm: Lutz van der Horst von der Vorletzten Generation auf der Art Cologne                                                                |                       |
| 420             | 13              | 2. Dezember 2022   | Beginn der Glühwein-Saison ohne Coronaregeln: die Weihnachtsmänner sterben aus, modernes Einwanderungsrecht in Deutschland gegen den Fachkräftemangel, Union gegen „Verramschung“ der deutschen Staatsbürgerschaft, Ende der Gaskrise?: Katar liefert Flüssiggas, Energiepreisbremse: komplizierte Soforthilfe Dezember-Zuschuss, Merit-Order-Prinzip: gigantische Übergewinne durch Gas, Plädoyer für Gentechnik in der Landwirtschaft: CRISPR gegen die Hungerkrise des Planeten, Fleischersatzprodukte in Deutschland |                       |
| 421             | 14              | 9. Dezember 2022   | Ein Jahr Ampel: Unzufriedenheit mit der Koalition, Ziel von 400.000 neuen Wohnungen pro Jahr wird klar verfehlt, Razzia gegen Staatsstreich-Planungen der Reichsbürgerbewegung, Schummeleien bei Klimakompensationen: globales Greenwashing, Maskenlockerungen in der Grippesaison: kaum mehr Kinderintensivbetten frei, Prämien gegen Landarztmangel, Aus von BILD-TV |                       |
| Jahresrückblick | Jahresrückblick | 16. Dezember 2022  | Verspätungen bei der Bahn: Streit über finanzielle Bevorzugung der Schiene gegenüber der Straße, Kriegsverbrecher Wladimir Putin, Alternative für Russland, Reichsbürger-Staatsstreich, Energiespartipps von Winfried Kretschmann, massiver Personalaufbau in der Bundesregierung, Unfreundlichkeit der Deutschen gegen ausländische Fachkräfte Verleihung des „Goldenen Vollpfostens“ 2022: an Bundesverteidigungsministerin Christine Lambrecht (ungeeignet für das Amt), an den DFB (WM-Aus), an die Stadt Berlin (vergeigte Wahlen), an die Ampel (Tempolimit-Versager), für die bekloppte Winnetou-Debatte, an Gloria von Thurn und Taxis (Lebenswerkpfosten für geballte Intoleranz, Homophobie und Verschwörungsideologien), an Elon Musk (Blofeld-Edition, für mehr Hass auf Twitter) |                       |

### Staffel 27
| Nr. ges. | Nr. | Erstausstrahlung | Themen | Autoren (*=Headautor) |
| -------- | --- | ---------------- | --- | --------------------- |
| 422      | 1   | 27. Januar 2023  | Olaf Scholz genehmigt Leopard-2-Panzer-Lieferung an die Ukraine, neuer Bundesverteidigungsminister Boris Pistorius, Zählung der Leopard-2-Panzer, Wintershall erklärt Ausstieg aus Russlandgeschäft, Putinfans Die Linke und AfD, Wählerstimmenprobleme der Union, Räumung von Lützerath, Koalitionsprobleme der Grünen |                       |
| 423      | 2   | 3. Februar 2023  | Militarisierung der deutschen Medienlandschaft, Wehrpflichtdebatte, schlimmster Lehrkräftemangel seit 50 Jahren: Quereinsteiger und „Lehrkräfte ohne volle Lehrbefähigung“ (LovL), Überforderung der Bundesinnenministerin Nancy Faeser und ihre geplante Kandidatur in Hessen, gescheiterte Asylpolitik: Herkunftsländer nehmen Kriminelle nicht mehr zurück, chronischer Fachkräftemangel, Pauschalisierungen bei den Silvesterkrawallen, das Problem sind die Männer, Comeback der Zigarette bei jungen Menschen: unbeschränkter Einfluss der Tabaklobby |                       |
| 424      | 3   | 10. Februar 2023 | Wiederholungswahl in Berlin: 240 Euro für Wahlhelfer, nach 5 Jahren: es gibt eine öffentliche Toilette am Kotti, 10. Geburtstag der AfD: „Höckes Helfer“, CDU-Parteiausschlussverfahren gegen Hans-Georg Maaßen: politischer Exorzismus, massive Probleme beim Wohnungsbau: Chaos bei den Bauvorschriften, Spitzenkandidatur-Pläne von Nancy Faeser in Hessen |                       |
| 425      | 4   | 17. Februar 2023 | Ein Jahr russischer Angriffskrieg auf die Ukraine, Alice Schwarzer und Sahra Wagenknecht und ihr „Manifest für den Frieden“, chinesische Spionageballons über den Vereinigten Staaten (oder doch Außerirdische?), CDU kann Großstadt: CDU-Sieg in Berliner Abgeordnetenhauswahl, Koalitionsgespräche der CDU in Berlin mit SPD und Grünen, die FDP scheitert in Berlin an 5-Prozent-Hürde, Arbeitslosenquote und Fachkräftemangel (wegen Bezahlung und Arbeitsbedingungen): die neue Macht der Arbeitnehmer, unlustige Politikerauftritte auf Karnevalsveranstaltungen |                       |
| 426      | 5   | 24. Februar 2023 | Ampelparteien blockieren sich in ihren Vorhaben gegenseitig und kommunizieren nur noch per Brief, Aktivisten der Letzten Generation fällen Baum, gewalttätige Angriffe gegen die Letzte Generation, Trainingscamp der Letzten Generation, Ende der Corona-Maßnahmen, Lauterbach gibt Fehler in der Corona-Pandemie zu, nächste Pandemie durch Massentierhaltung?, 200 Euro Einmalzahlung für Studierende kommt bald, ChatGPT revolutioniert Hausaufgaben und FDP-Witze, Bedrohung durch Künstliche Intelligenz |                       |
| 427      | 6   | 3. März 2023     | Olaf Scholz zu Besuch bei Joe Biden, keine Zeitenwende bei der Bundeswehr: Sondervermögen wird kaum abgerufen, scheiternde europäische Sanktionen gegen Russland, „Friedensdemo“ von Wagenknecht und Schwarzer, russische Propaganda in Deutschland, Defizit der gesetzlichen Krankenversicherung: drohende Beitragserhöhungen und lange Wartezeiten, geplante Bürgerversicherung, weitere EU-Verordnung zu Insekten im Essen |                       |
| 428      | 7   | 10. März 2023    | Ampel-Kabinettsklausur in Meseberg, FDP empört sich über angebliche Heizungsverbote durch Habeck, Wissing fordert eFuel-Offenheit für Porsche, Deutschlandtakt verspätet sich um 40 Jahre, Özdemirs geplantes Kinder-Werbeverbot für Süßigkeiten, deutschlandweite Streiks diverser Gewerkschaften: Arbeitgeber-Lobbyist Steffen Kampeter fordert „mehr Bock auf Arbeit“, Pläne für Vier-Tage-Woche |                       |
| 429      | 8   | 17. März 2023    | Deutschland zwischen Handelskrieg von USA und China, EU-Subventionspaket für Zukunftstechnologien, Maßnahmen gegen Spionage von TikTok und Huawei, BND-Blamage bei Vorhersage des Ukrainekriegs und rechtsradikalen Mitarbeitern, problematische „Ewigkeits“-Chemikalien PFAS in deutschen Lebensmitteln, synodaler Weg der katholischen Kirche: keine echten Reformen im Vatikan, weltliche Gesetze gelten nicht für die katholische Kirche in Deutschland |                       |
| 430      | 9   | 24. März 2023    | Anklage gegen Donald Trump: Schweigegeld für Stormy Daniels, (fast) weltweiter Haftbefehl für Wladimir Putin, Retro-Wahn: Bankenkrise durch Credit Suisse, Forderungen nach stärkeren Bankenregulierungen, Wahlrechtsreform für den Deutschen Bundestag: Streichung der Grundmandatsklausel, Proteste der Linken und der CSU gegen die Wahlrechtsreform |                       |
| 431      | 10  | 31. März 2023    | Die Ampel macht weiter: 30-Stunden-Koalitionsausschuss zieht die Grünen über den Tisch, Abschaffung der Sektorenziele der Bundesministerien beim Klimaschutz, Kompromiss zum Einbau neuer Öl- und Gasheizungen, Erweiterungsbau des Kanzleramts wird immer teurer, Wohnungsnot in Deutschland: Bauministerin Geywitz rät zum Umzug aufs Land, Verkaufsstart des 49-Euro-Tickets: abweichende Tarife in den Bundesländern, Groß-Streiks in Deutschland: wenig Auswirkungen trotz Panikmache in den Medien, britischer König besucht Biomarkt in Berlin |                       |
| 432      | 11  | 14. April 2023   | endgültiger Atomausstieg in Deutschland, drohende Blackouts durch gleichzeitigen Atom- und Kohleausstieg?, schneller Bau von LNG-Terminals, wann kommt der grüne Wasserstoff?, Klimapartei CDU?, Söder gegen die „Wokeness“, wer wird Unionskanzlerkandidat?, Anklage gegen Donald Trump, wieder uralte US-Präsidentschaftskandidaten?: Trump vs. Biden, Experten fordern Entwicklungsstopp für KI |                       |
| 433      | 12  | 21. April 2023   | CumEx-Untersuchungsausschuss wegen Scholz' Gedächtnislücken im Warburg-Bank-Skandal, Großkreuz in besonderer Ausführung des Verdienstordens der Bundesrepublik Deutschland für Angela Merkel: Kritik an Merkels uninspirierter Herrschaft, Markus Söder will Atomkraftwerke in Bayern verfassungswidrig weiterbetreiben, Koalitions-Uneinigkeit bei der Cannabis-Legalisierung: komplizierte Regelungen und Cannabis-Social-Clubs, Springer-Boss Döpfners Ossi-Beleidigungen, BILD-Kampagnen für die FDP, Springer-Roman von Benjamin von Stuckrad-Barre |                       |
| 434      | 13  | 28. April 2023   | Wahl des Berliner Regierenden Bürgermeisters gelingt erst im dritten Wahlgang, Aktionen der Klimakleber in Berlin: Festbetonieren der Hand, Verurteilung einer Klimaaktivistin zu vier Monaten Haft ohne Bewährung, fortschreitende Klimakatastrophe: Dürre in Spanien, Verkehrsminister Wissing macht nichts fürs Klima, Tag der Arbeit: Sicherheitsfirma bedroht unbezahlte und ausgebeutete Lastwagenfahrer, unmenschliche Arbeitsbedingungen in der Transportbranche, FDP-Parteitag: Widerstand gegen Robert Habecks angebliches Heizungsverbots-Gesetz, Technologieoffenheit der FDP: weiter so mit Öl und Gas, kaum Frauen in der FDP, FDP gegen jegliche Form der Steuererhöhung                                                         |                       |
| 435      | 14  | 5. Mai 2023      | neues Wahlkampfthema in Bayern: die Angst vor dem Wolf, neue Wolfsverordnung: „Entnahme“ von Wildtieren, tödliche Wiederansiedlung von Bären, Wahlumfrageabsturz der Grünen aufgrund Habecks Gebäudeenergiegesetz, Wärmepumpenboom in Europa, Wärmewende in Deutschland: Ausnahmendschungel beim Einbau von neuen Heizungen, Vetternwirtschaft bei den Grünen: Robert Habeck und die Graichens, 1. Mai ohne größere Krawalle, steigende Inflation: Gier bei Lebensmittelherstellern?, Auslistung von Lebensmitteln großer Hersteller in den Supermärkten der großen Vier, Wahlkampfauftakt in den USA und für den Unions-Bundeskanzlerkandidaten: Merz, Söder oder Wüst?                                                                        |                       |
| 436      | 15  | 12. Mai 2023     | Flüchtlingsgipfel im Kanzleramt: 1 Milliarde für die Kommunen, schnelle Asylverfahren oder Zäune an den EU-Außengrenzen?, Umfragehoch für die AfD: Wahlsieg für die AfD in Thüringen?, kommende Wahlen in Bremen und in der Türkei: Erdoğan und sein Herausforderer Kemal Kılıçdaroğlu, Krönung von Charles III. in Großbritannien: hohe Kosten und Festnahme von Demonstrierenden |                       |
| 437      | 16  | 19. Mai 2023     | SPD gewinnt Bremen-Wahl: Andreas Bovenschulte distanziert sich von den Grünen, Umfrageabsturz von Habeck wegen des Gebäudeenergiegesetzes und der Trauzeugenaffäre um Patrick Graichen, die Union kopiert BILD-Begriff „Heiz(ungs)-Hammer“, FDP möchte mehr Autos in Innenstädten mittels Brötchentaste, Kampfjets für die Ukraine?: Selenskyj auf Europatour, manche Ostdeutsche halten Putin für Friedensfürst, neue IGLU-Studien: ein Viertel der Viertklässler kann nicht richtig lesen, Bayern-Politiker gegen Dragqueen-Lesungen für Kinder, CSU-Politiker um Andreas Scheuer besuchen rechtskonservativen DeSantis, Kita in Hessen sagt das Basteln von Mutter- und Vatertagsgeschenken ab: Tilman Kuban veröffentlicht Adresse der Kita |                       |
| 438      | 17  | 26. Mai 2023     | Deutschland in der Rezession: Ampel-Koalition ist nur noch mit sich selbst beschäftigt, Heizungsgesetz: Zoff zwischen FDP und Grünen, 101 Fragen der FDP an die Grünen: FDP will neues Heizungsgesetz, G7 in Japan: neue Sanktionen gegen Russland, Sanktionsumgehungen Russlands: Import von Mikrochips, Russlandfans in Ungarn, Razzien gegen „Klimakleber“, Großrazzia gegen kalabrische Mafia: Geldwäscheparadies Deutschland, FIU: Geldwäscheverdachtsmeldungen werden nicht bearbeitet, Deutschlands Bargeldfetisch, Preisverleihungen an Angela Merkel: Kampf um die Unionskanzlerkandidatur |                       |
| 439      | 18  | 2. Juni 2023     | Deutschlandtrend: 18-Prozent-Umfragerekord für die rechtsextreme AfD, Heizungszoff der Ampelkoalition, Union kopiert Hetze der AfD gegen die Grünen, Bundesprogramm Patriotismus der Union: Integration von Ostdeutschen, Kompromiss im Schuldenstreit der USA, Kandidatur von Ron DeSantis für die US-Präsidentschaft der Republikaner und sein Kampf gegen die „Wokeness“, sinkende Bewerberzahlen für den Polizeidienst, Bundespolizeibeauftragter der Bundesregierung: kaum Ermittlungen gegen Polizeigewalt, Erdoğan bleibt Präsident der Türkei: Türken in Deutschland unterstützen Autokratie |                       |

### Staffel 28
| Nr. ges. | Nr. | Erstausstrahlung   | Themen | Autoren (*=Headautor) |
| -------- | --- | ------------------ | --- | --------------------- |
| 440      | 1   | 8. September 2023  | Olaf Scholz trägt nach Sturz beim Joggen Augenklappe, Deutschland Wachstums-Letzter, Scholz' Deutschlandpakt, E-Auto-Boom in China, Fachkräfte-Mangel in Deutschland, Deutsches Leichtathletik-Debakel, Bundestag beschließt Gebäudeenergiegesetz, erneuter Koalitionsstreit nach Meseberg, Klimageld in Österreich, Hubert Aiwanger und das antisemitische Flugblatt |                       |
| 441      | 2   | 15. September 2023 | Umfragehoch der AfD, Dammbruch: CDU beschließt in Thüringen Gesetz mit den Stimmen der AfD, AfD will den Dexit und Fachkräfte selber zeugen, Rudi Völler gewinnt als Nationaltrainer ein deutsches Fußballländerspiel, schlechter Netzzustandsbericht der Deutschen Bahn, deutsche Regierung ist beim Umsetzen der Wahlversprechen besser als ihr Ruf, Landtagswahl in Hessen, Faesers BSI-Affäre: Rauswurf von Arne Schönbohm nach ZDF-Magazin-Royale-Bericht?, Olaf Scholz lässt die Koalitionsstreitereien einfach laufen, Gebäudeenergiegesetz beschlossen |                       |
| 442      | 3   | 22. September 2023 | Neues CDU-Logo und neue CDU-Farbe, bröckelnde CDU-Brandmauer zur AfD?, Daniel Günther widerspricht CDU-Vorsitzendem Merz bei der Zusammenarbeit mit der AfD, Deutschlandpakt der Union zur Migrationskrise, Flüchtlinge sollen sich Visa in Polen gekauft haben, CSU-Wahlkampf in Bayern: Markus Söder überall, Zeitbombe Beamtenpensionen |                       |
| 443      | 4   | 29. September 2023 | Ampelstreit beim Klimaschutz: Deutschland wird die Klimaziele nicht erreichen, die Briten bremsen beim Klimaschutz, Solarstromförderprogramm nach einem Tag bereits ausgeschöpft, wann kommt die Wagenknecht-Partei?, der Untergang der Linkspartei, der Kampf gegen das Gendern, kommende Landtagswahl in Bayern: das wunderschöne Bayern und der Kampf gegen die Grünen, in Nord und Süd geteilte Strompreiszonen in Deutschland? |                       |
| 444      | 5   | 6. Oktober 2023    | Kommende Landtagswahlen in Hessen und Bayern, rassistische Aussagen von Friedrich Merz, Elon Musk ruft zur Wahl der AfD auf, Tag der Deutschen Einheit: Verharmlosung der DDR durch Wagenknecht und Höcke, kriselnde Gastronomie in Deutschland: Angst vor der Rückkehr der 19-Prozent-Mehrwertsteuer |                       |
| 445      | 6   | 13. Oktober 2023   | Landtagswahlen in Bayern und Hessen: Ampeldämmerung, FDP nicht mehr im Bayerischen Landtag, Streit der Ampelregierung, Triumph der rechtsextremen AfD durch Social-Media-Kampagnen, Regierung ignoriert Zuwanderungsproblem, Hamas-Terror in Israel, Betätigungsverbot für die Hamas in Deutschland, LNG-Gas aus Russland, mögliche Wiederwahl Trumps und vakantes Speakers-Amt in den USA, kommender Senioren-Präsidentenwahlkampf in den USA, deutscher Bürgerrat zur Ernährung |                       |
| 446      | 7   | 20. Oktober 2023   | Umfragehoch der Union: bald neue GroKo?, Versäumnisse in 16 Jahren Merkelregierungen, anstehender Regierungswechsel in Polen: PiS-Partei verliert, Alarmstufe Rotz in deutschen KiTas: Medikamentenmangel in den Apotheken, Gesetz gegen Arzneimittel-Lieferengpass und Medikamtenherstellung in Europa, Hype um Abnehmspritze Ozempic |                       |
| 447      | 8   | 27. Oktober 2023   | BSW: kommende Partei von Sahra Wagenknecht, AfD jetzt Altpartei, Bundesfraktionsstatus der Linkspartei im Bundestag in Gefahr, gesellschaftlicher Widerstand gegen antijüdische Aktionen in Deutschland, importierter und heimischer Antisemitismus in Deutschland, antisemitische Äußerungen von FridaysForFuture international, Fakenews zu Israel und Hamas auf X (ehemals Twitter), Zweiprozentziel für Verteidigungsausgaben Deutschlands wird weit verfehlt, fehlende Munition für die Bundeswehr und Digitalfunk-Einbauprobleme in Panzer, Junge Union und die Kanzlerfrage der CDU/CSU                                                                                     |                       |
| 448      | 9   | 3. November 2023   | Migrationsgipfel im Kanzleramt: Rückführungsabkommen mit afrikanischen Staaten und die Pull-Faktoren, 50-Punkte-BILD-Aktion: Regeln für Deutschland, rassistische Tweets von Friedrich Merz zu Gaza-Flüchtlingen und Jens Spahns Gewaltforderungen gegen Migration an den Grenzen, krasser Mitarbeitermangel in den Flüchtlingsämtern, Hamas-Propaganda und Fake-News in Sozialen Medien, Rechtsextreme auf TikTok, Robert Habeck ist wieder da: Videostatement zum Antisemitismus, Deutschlands Wirtschaft schrumpft: wann kommt der Industriestompreis?, Christian Lindners Fetisch Schuldenbremse, nötiger Ausbau der Erneuerbaren Energien in Deutschland ist kaum zu schaffen |                       |
| 449      | 10  | 10. November 2023  | Asylgipfel im Kanzleramt, Migrationsabkommen, Bekämpfung der „Pull-Faktoren“ und Bezahlkarten für Asylbewerber, Drittstaatenlösung mit Ruanda, Finanzierung des Deutschlandtickets im nächsten Jahr unklar, möglicher Bahnstreik an Weihnachten, Kita-Katastrophe: Platzmangel, Krankheitswellen und Personalmangel, Corona im Karneval |                       |
| 450      | 11  | 17. November 2023  | Bundesverfassungsgericht erklärt Bundeshaushalt für verfassungswidrig, Überlegungen zum Verbot der AfD, Höcke erklärt „Vorbürgerkrieg“, Erdoğan zu Besuch in Berlin, DITIB in Hessen, Wissing gegen Fahrprüfungen für Senioren, Aggressivität auf deutschen Straßen nimmt zu |                       |
| 451      | 12  | 24. November 2023  | 60-Milliarden-Loch im Haushalt der Bundesregierung: Scholz stellt sich tot, Schuldenbremse bedroht Schienennetz in Deutschland, Bürgergelderhöhung nach Bundesverfassungsgerichtsurteil, Zwangsarbeit für Bürgergeldempfänger?, mehr Bürokratie führt zu weniger Leistungen an Familien, Bundesparteitag der Grünen: das Abnicken von faulen Kompromissen in der Ampelkoalition, die Grünen fliegen in Hessen aus der Regierung, die Grünen verraten ihre Grundsätze |                       |
| 452      | 13  | 1. Dezember 2023   | Regierungserklärung zur großen Haushaltskrise: es fehlen mindestens 17 Milliarden, der Kampf der FDP für die Schuldenbremse, Deutschland gibt auf: Postzustellung nicht mehr täglich, es fehlen 430.000 Kita-Plätze, zu schwaches Stromnetz für E-Autos, Geert Wilders gewinnt Wahl in den Niederlanden, findet aber keine Koalitionspartner, Klimakonferenz in Dubai: Abschied vom 1,5-Grad-Ziel, Grüner Parteitag in Karlsruhe |                       |
| 453      | 14  | 8. Dezember 2023   | PISA-Studie: Deutschland so schlecht wie nie, deutscher Bundeshaushalt für 2024 nicht mehr im Jahr 2023, Diskussion um Schuldenbremse, SPD in der Krise, Putin schwört Russland weiterhin auf Krieg ein, Trump plant Diktatur in den USA, E-Auto-Zulassungen in Deutschland auf niedrigem Niveau, Elon Musks Cybertruck, kompliziertes Laden von E-Autos in Deutschland, Smart-Meter |                       |
| 454      | 15  | 15. Dezember 2023  | Ampelhaushalt für 2023 steht: Tanken und Heizen werden teurer, Reservekanzler Merz: neues CDU-Grundsatzprogramm mit Leitkultur, Selbstpodcasts von Politikern, Kompromiss-Abschlusskundgebung der Weltklimakonferenz, angebliche Weihnachtsverbote: Shitstorm gegen Hamburger Kita befeuert durch Markus Söder Verleihung des Goldenen Vollpfostens 2023 an die Deutsche Bahn, Robert Habeck (Heizungsgesetz), Barbie-Film (Schönheitsideal), Hubert Aiwanger (Flugblattaffäre) und den Homo Sapiens (arbeitet an eigener Ausrottung durch künstliche Intelligenz wie z. B. ChatGPT)                                                                                               |                       |

### Staffel 29
| Nr. ges. | Nr. | Erstausstrahlung | Themen | Autoren (*=Headautor) |
| -------- | --- | ---------------- | --- | --------------------- |
| 455      | 1   | 26. Januar 2024  | Deportations-Geheimtreffen in Potsdam, Demonstrationen in Deutschland gegen Rechtsextremismus, Überlegungen zu AfD-Parteiverbot, Grundrechtsentzug für Björn Höcke?, Entzug staatlicher Zuwendungen an die AfD?, Maximilian Krahs „Remigrations“-Pläne, Bauernproteste in Deutschland, Höfesterben, Macht der Großmolkereien, das Klimageld kommt wohl nicht |                       |
| 456      | 2   | 2. Februar 2024  | Ampel-Haushalt 2024, zweite Halbzeit für die Ampel, fehlende Sozialwohnungen, Forderungen nach Lockerung der Schuldenbremse, Proteste gegen Rechtsextremismus, Desinformationen der AfD, Lügen der AfD und der Freien Wähler über die Entwicklungshilfe für einen Radweg in Lima, Parteitag des Bündnisses Sahra Wagenknecht: mehr Moskau wagen! |                       |
| 457      | 3   | 16. Februar 2024 | Nawalny-Tod und Trump-Drohung, schwache Bundeswehr und schwindender US-Schutz, höhere Ausgaben für die Verteidigung, Nachwuchssorgen der Bundeswehr, Billig-Anbieter Temu und Erfolg bei der Jugend trotz fragwürdigem Geschäftsmodell, windige Produkte und Waren-Fakes im Internet, Blockadehaltung der FDP, Lieferkettengesetz, politischer Aschermittwoch |                       |
| 458      | 4   | 23. Februar 2024 | Deutsche Wirtschaft schwächelt wieder, Streit um das Wachstumschancengesetz in der Ampel, Deutsche Schneckenpost, Postgesetz und Missstände in der Paketbranche, Ruf nach Portoerhöhung, nebenberufliche Postfilialen, neue Parteien: die Werteunion, Freie Wähler oder Bündnis Hubert Aiwanger? |                       |
| 459      | 5   | 1. März 2024     | Streit zwischen Scholz und Macron um Ukraine-Unterstützung, Abhängigkeit der AfD von Putin, Deutschlands Verteidigungsstrategie, das Cannabisgesetz kommt, absurde Komplexität des CanG, Blockadestrategie der Union im Bundestag, Kanzleraspirant Merz und seine Fans, Treffen in Mainz zum CDU-Grundsatzprogramm |                       |
| 460      | 6   | 8. März 2024     | Anfälligkeit der Bundeswehr für russische Spionage, Putins hybrider Krieg, machtlose deutsche Geheimdienste, Super-Tuesday in den USA, Trump vs. Biden: Duell der Greise, Trump-Fans in Deutschland, Nacktbild-Deepfakes und Rachepornos im Netz, KI-Fälschungen, dubiose Influencer Hoss & Hopf |                       |
| 461      | 7   | 15. März 2024    | Rechtsextreme Mitarbeiter in der AfD, Wokewashing gegen Parteiverbot, Frauenbild der AfD, neue Empfehlungen der Deutschen Gesellschaft für Ernährung, Fleisch und Klimawandel, Tierhaltung und tierische Intelligenz, BAföG und Studentenleid, hinterherhinkende Digitalisierung, Wahlgeschenke der Ampel nur für Rentner, Reformbedürftigkeit des deutschen Rentensystems, Rentenpläne der Ampel |                       |
| 462      | 8   | 22. März 2024    | Dubiose Wiederwahl Putins, Überläufer und russische Putin-Fans in Deutschland, Karl Lauterbachs Reformen und Pläne, homöopathische Arzneimittel sollen nicht mehr von den Kassen bezahlt werden, Krankenhausreform, überlastete Notaufnahmen, anstehende Europawahl, Werbekampagne um Strack-Zimmermann |                       |
| 463      | 9   | 5. April 2024    | Cannabisgesetz, Genderverbot in Bayern, Qualzuchten und drohendes „Dackelverbot“, Kulturkampf um „Wokeness“ an Schulen, Lehren aus der Pandemie, Reform des Infektionsschutzgesetzes, Querdenker-Bewegung, Testzentren-Betrug, Infrastruktur in Deutschland, marode Brücken |                       |
| 464      | 10  | 12. April 2024   | Duell von Höcke mit Marco Voigt (CDU), Höcke-Fanartikel, EU-Feindlichkeit der AfD, Umgang mit AfD-Politikern, Lisa Paus und ihre Pleiten, Homöopathie-Abschaffung kommt doch nicht, grüner Lobbyismus und das Geschäft mit den Globuli, wirtschaftsliberale Ideologie der FDP und Versuche, ein Ampel-Aus zu provozieren, immer weniger Führerscheine |                       |
| 465      | 11  | 19. April 2024   | Scholz-Besuch in China, vorangehender Söder-Besuch, Baerbock vs. Xi, TikTok und Scholz’ Aktentasche, neues Klimaschutzgesetz, Volker Wissings Unlust, Fortschritte bei den erneuerbaren Energien, fehlende Backup-Gaskraftwerke, Solar-Balkonkraftwerke, Debatte um Abtreibung und die Abschaffung des §218, Einfluss der Kirchen in der bundesdeutschen Politik, Karfreitagsverbote und Feiertage |                       |
| 466      | 12  | 26. April 2024   | Spionageaffäre um Maximilian Krah, chinesische und russische Spitzel und Drohnen in Deutschland, bizarrer AfD-Patriotismus, geringes deutsches Wirtschaftswachstum, FDP fordert „Lust an der Überstunde“, Generation Z, Fachkräftemangel und die Vier-Tage-Woche, einjähriges Jubiläum des Atomausstiegs, Kernkraft-Nostalgie, „Strombettler“-Polemik und veränderter Strommix 2023, Kanzlerkandidatur der Grünen: Baerbock vs. Habeck |                       |
| 467      | 13  | 3. Mai 2024      | Extremisten in Deutschland, islamistische Gruppe „Muslim Interaktiv“ in Hamburg, Reichsbürger-Prozesse um die Gruppe Reuß, Cum-Ex-Geschäfte und eine skrupellose Finanzbranche (inkl. Landesbanken), Chefermittlerin Anne Brorhilker hört auf, Scholz’ Amnesie, deutsches Rechtssystem hat kaum Ressourcen, FDP ampelt doch weiter, kehrt aber zum Markenkern zurück, skurrile FDP-Werbekampagnen in der Krise, Politiker auf TikTok |                       |
| 468      | 14  | 10. Mai 2024     | Bundesparteitag der CDU, Kanzlerkandidat Merz und seine Stärken und Schwächen, Rätsel „Leitkultur“, aktuelle deutsche Fußballerfolge, Fußball-EM 2024 in Deutschland, Maskottchen „Albärt“, Warnungen vor Deutschland in britischen Medien für anreisende Fußballfans, EM-Kommerz, überteuerte Karten und ausufernde Kosten für die öffentliche Hand, fragwürdiger Steuerdeal mit der UEFA, Gewalt gegen Kommunalpolitiker und Wahlkampfhelfer sowie andere Ehrenamtliche |                       |
| 469      | 15  | 17. Mai 2024     | Neuer Ampelstreit um den Haushalt 2025, Meuterei gegen Lindner, Streit um eine Rentenreform, Privilegien von Beamten im Lehrbetrieb, Prozesse gegen AfD-Politiker, in Europa einzigartige zunehmende Radikalisierung der Partei, Höcke und die SA-Parole „Alles für Deutschland“, Kritik durch andere rechtspopulistische Parteien in Europa, aber Unterstützung durch die FPÖ, AfD-Abgeordnete als Schmuddelkinder im Europaparlament, Europawahl und deutsches Desinteresse, Debatte um Herabsetzung des Wahlalters auf 16, Ursula von der Leyen und ihre Vergangenheit und Zukunft in Europa |                       |
| 470      | 16  | 24. Mai 2024     | 75 Jahre Grundgesetz und die Jubiläumsfeiern, Unzufriedenheit mit der deutschen Demokratie, Ausländerfeindliche Parolen auf Sylt 2024, gemeinsame Werte in Deutschland, Scholz’ geringe Popularität, Konkurrent Pistorius, Debatte um die Wehrpflicht, Schuldenbremse vs. Bundeswehr, Handelskrieg mit China, Auslaufen der staatlichen Förderung der E-Mobilität und die Folgen, Fehlentwicklungen in der deutschen Autoindustrie, CSU will das „Verbrenner-Verbot“ 2035 rückgängig machen, Proteste am Tesla-Werk in Brandenburg                                                              |                       |
| 471      | 17  | 31. Mai 2024     | Besuch von Macron und der Kontrast mit Scholz, rechte Gefahr in Europa, „Sylt-Gate“ und „Nazi-Schnösel“, Gerichtsurteil gegen Trump wegen Schweigegeld an Stormy Daniels – und die Folgen, Wahlkampf und kommendes TV-Duell gegen Biden, US-Medien als unwillkürliche Wahlhelfer springen auf Bannons Strategie an, Lauterbach schlägt Alarm wegen vermeintlich unerwarteter „Flut“ pflegebedürftiger Senioren, Pflegeroboter als Hilfe in der Not?, Generationenkonflikt mit den teils auch schon pflegebedürftigen „Boomern“, Streit um das Cannabisgesetz und Söders Gegenstrategie          |                       |
| 472      | 18  | 7. Juni 2024     | Schon wieder Jahrhunderthochwasser, Medien und Politiker in Hochwassergebieten, Tricksereien der Versicherungsbranche, Probleme mit der Versicherung gegen Elementarschäden – und die Lösung mit der Pflichtversicherung für alle, FDP-Lobbyismus für die Branche, Imageproblem der EU, skurriler Wahlkampf deutscher Parteien fürs EU-Parlament, Kleinstparteien, „tethered caps“, Massentourismus-Boom in Europa und Übertourismus, Proteste und Maßnahmen, Mallorcas Probleme, Absurditäten rund um EM und UEFA                                                                              |                       |

### Staffel 30
| Nr. ges. | Nr. | Erstausstrahlung   | Themen | Autoren (*=Headautor) |
| -------- | --- | ------------------ | --- | --------------------- |
| 473      | 1   | 6. September 2024  | Landtagswahlen in Thüringen und Sachsen, Tino Chrupalla und seine merkwürdigen Ansichten, Höckes Opferinszenierung, Triumph der Wagenknechts, fehlendes BSW-Wahlprogramm, Hürden bei der Brombeerkoalition, neue Macht des BSW – vor allem über die CDU, Wagenknechtsche Putin-Nähe, Ampelregierung in der Krise, jämmerliche SPD-Reaktionen, Absturz der FDP im Osten, Lindners Besessenheit von der Schuldenbremse, der traurige Zustand der Ampel nach drei Jahren, Migration als wahlbestimmendes Thema nach Solingen, grüne Problemverdrängung und ein Merz im Angriffsmodus – mit Söder im Nacken, Islamismus als Fluchtmotiv, islamistischer Extremismus als ständige Gefahr auch in Deutschland, TikTok als einflussreichstes Propagandamedium bei der Jugend |                       |
| 474      | 2   | 13. September 2024 | TV-Duell Kamala Harris vs. Donald Trump, Harris’ Sieg und Trumps Lügen, bizarre Trump-Propaganda und Fake News, sein Entertainmentfaktor und Vorbildfunktion für seine Fans, Harris’ plötzliches Auftauchen aus der Unsichtbarkeit und bisher nie angebrachte Ideenfülle, Taylor Swift für Kamala und Heino für Trump, trotziger Unions-Populismus zur Migration und zu Grenzkontrollen, anstehende Lösung der K-Frage, Söders überschießende Ambitionen, sein Ego und sein Wankelmut, VW in der Krise – trotz erheblicher Gewinne, Proteste der Belegschaft gegen drohende Fabrikschließungen, schwindender Ruf und Rettungsversuche, Einbruch der Geschäfte in Deutschland und China, massive Elektronik-Probleme, Einfluss der Aktionäre und insbesondere der Familien Porsche und Piëch |                       |
| 475      | 3   | 20. September 2024 | Unions-Kanzlerkandidatur: Söder gibt nach, Personenkult um Söder, Merz’ Kanzlertauglichkeit, Unbeliebtheitswettbewerb gegen Scholz, selbst Parteikollegen distanzieren sich vom Kanzler, wie der vielleicht letzte SPD-Star Woidke, Merz’ unglaubwürdige Kampagne, anstehende Landtagswahl in Brandenburg, Putin-Fans im Osten, Kreml-Propaganda, hybrider Krieg und russische Europa-Eroberungsambitionen, Bundeswehr vs. Schuldenbremse, Wagenknecht will Frieden durch Konflikteinfrieren, Anbiederung an migrationsfeindliche Ostwähler durch den politischen Mainstream, anstatt Probleme wie Lehrermangel oder Mieten in den Vordergrund zu rücken, marode Brücken auch im Osten, bröckelnde Infrastruktur als Standortnachteil, Schuldenbremse-Elend und die Rolle der FDP, kaputte Schiene mangels Förderung keine Alternative zur Straße, Maut für alle?, Deutschland gibt auf |                       |
| 476      | 4   | 27. September 2024 | Rücktritt der Grünen-Vorsitzenden Ricarda Lang und Omid Nouripour, die Grünen als Hassziel und Sündenbock, Klimaschutz als neues Tabuthema und Träume vom Wasserstoffauto, Potential Schwarz-Grün mit Merz und Habeck?, Frust der grünen Parteibasis, SPD-Triumph in Brandenburg, Woidkes Rentner-Strategie, BSW trumpft erneut auf, Kanzlerduell der Unsympathen, die AfD räumt bei der ostdeutschen Jugend ab, Beliebtheit der AfD bei jungen Männern und ihre Ursachen, Orbán als neues Vorbild in Europa?, Grenzkontrollen kehren in der Schengen-Zone zurück – trotz fraglicher Wirkung jetzt auch an deutschen Grenzen, Selbstbereicherung von Autokraten, Trump verhökert Fanartikel, CDU-Empfang zum 70. Geburtstag von Angela Merkel – von Friedrich Merz geleitet |                       |
| 477      | 5   | 4. Oktober 2024    | Trumps Erfolg mit immer extremerem Auftreten und Harris-Beschimpfung, relativ gesittete Debatte der Vize-Kandidaten dank Vance-Wieselei, Konfrontationsscheu bei Trump und Harris, Trumps neuer „Feminismus von rechts“, Populisten, Incels und Kirchenführer mit rückwärtsgewandtem Frauenbild, halbgare und kontraproduktive Ampel-Cannabispolitik, Profit der Drogendealer nach Fehlschlag des großen Ampel-Freigabeprojekts, Österreich wählt rechts, FPÖ-Triumph trotz Skandale, Radikalisierung während der Pandemie, wachsender Rassismus und NS-Begriffe bei Kickl & Co., Ursachen des Rechtsrucks |                       |
| 478      | 6   | 11. Oktober 2024   | Die „Arsch-hoch-Prämie“, Ampel-Rückzieher nach rechtspopulistischem Medien-Shitstorm, Gibt die zerstrittene Regierungskoalition auf?, Scholz tritt selbstsicher auf trotz katastrophaler Umfragewerte, keine deutschen Waffenverkäufe an Autokraten – außer, sie erpressen das Land, Erdoğans Schützenhilfe für Putin, Söder als kommender Außenminister?, TV-Duell Weidel vs. Wagenknecht, Debatte um AfD-Verbot, Rechtsaußen-Politiker bevorzugen wohlgesinnten alternativen Medien-Kosmos statt ÖR & Co., Personalmangel und Überlastung der bundesdeutschen Justiz – und die Folgen, noch eine Auswirkung der Schuldenbremse: private Kanzleien bezahlen viel besser, Digitalisierungsmangel auch in der Justiz, Hauskaufnomadentum, Geldwäsche, Cum-Geschäfte – freie Bahn für Wirtschaftsverbrechen und Großkriminelle? |                       |
| 479      | 7   | 18. Oktober 2024   | Biden-Kurzbesuch in Deutschland (mit Superspezialorden) und die Berichterstattung dazu, Trump tanzt nur noch – und droht dennoch zurückzukehren, Debatte über Stationierung neuer US-Raketen in Deutschland, Putins Raketen und Drohnen und die deutsche Friedensbewegung, Verlängerung der Mietpreisbremse, Wohnungsnot in Großstädten und fehlende Sozialwohnungen, ursprünglicher Zweck der Bremse, ihre vielen Ausnahmen und schwierige Durchsetzbarkeit in der Praxis, Rolle der Vermieter-Lobby und privater Wohnungsunternehmen, Ampelpolitiker wie Buschmann und Habeck und ihre Lobby-Nähe, Koalition mit den Grünen als Option für Merz und Söders Widerstand, die Verzweiflung der um die CDU buhlenden Ampelparteien, kann die CSU zu Schwarz-Grün noch umgestimmt werden? |                       |
| 480      | 8   | 25. Oktober 2024   | Anstehende US-Wahl – und Trump führt in den Swing States, Wahlkampfauftritt bei McDonald's, Drohung mit Strafzöllen und Amerikanisierung deutscher Autofirmen, Trumps Hass auf Deutschland und die Ampelregierung, UN-Weltnaturkonferenz und das Artensterben, FDP und EVP schon wieder Bremser bei Gesetzesvorhaben, Intensivtierhaltung als Artenschutz?, Gefahren Kirschlorbeer, Schottergärten & Co., Leugner des Artensterbens?, Anstieg der Kassenbeiträge wegen steigender Kosten und Lauterbachs Krankenhausreform, Rolle der privaten Kassen, Lauterbachs Gesetze und die Klinikkrise |                       |
| 481      | 9   | 1. November 2024   | Überraschenderweise leichtes Wirtschaftswachstum, konkurrierende sinnlose Wirtschaftsgipfel von SPD und FDP – beide ohne Habeck, Habecks „Deutschlandfonds“-Vorschlag, Dulger kanzelt Scholz ab wegen Lieferkettengesetz, dysfunktionale Ampel am Abgrund – wozu noch Opposition oder Satire?, Wiederentdeckung der Reichensteuer bei der SPD, Debatte um Vermögenssteuer und Erbschaftssteuer, Lobby-Verein Die Familienunternehmer, Trumps Wahlkampf dreht im Endspurt noch mal auf, Rolle von Musk und Bezos, Trump und die christliche Rechte |                       |
| 482      | 10  | 8. November 2024   | Ein Tag wie ein Paukenschlag, Ampel-Aus: Scholz entlässt Lindner und die FDP, Neue Scholzsche Härte, Fehleranalyse bei den drei Koalitionspartnern, das Projekt Ampelkoalition ist gescheitert, Scholz greift durch, Trumps Triumph und Harris’ krachende Niederlage, Donald trumpft auf und schwört Rache, erster verurteilter Straftäter als US-Präsident, Wie kann Deutschland mit dem Comeback umgehen?, Trump & Putin, Donalds Treffer, Steigerung deutscher Verteidigungsausgaben im Angesicht der Schuldenbremse?, Wehrpflicht-Debatte und das schwedische Modell, Rekrutierung bei der Generation Z |                       |
| 483      | 11  | 15. November 2024  | Neuwahl-Termin steht fest, die Schuldfrage zur kaputten Ampel, Unbeliebtheitschampion Scholz mit ungebrochener Selbstgewissheit, Wahlkampf zu Weihnachten?, Alternativoption Pistorius, Lindner fühlt sich auf der Straße wohl und ist allen Umfragen zum Trotz fest von einem Comeback überzeugt, Kann Scholz noch aufholen – und wie?, Bundestag nach dem Ampel-Aus, Umfragenkönig Merz trotz komplett fehlender Regierungserfahrung, hölzernem Auftreten, fehlenden Ideen und wenig überzeugendem Konzept, Schuldenbremse als Hindernis – soll sie weg?, Friedrichs fragwürdiges Frauenbild von vorgestern, Putins Parteien, der neue Glücksatlas und die Stimmung der Deutschen, anstehende UN-Klimakonferenz in Baku 2024, Trump vs. Klima |                       |
| 484      | 12  | 22. November 2024  | Gelöste K-Frage in der SPD durch Pistorius’ Rückzug, Unzufriedenheit der SPD-Basis angesichts Scholz’ schwacher Führung und Kommunikation, Grünen-Parteitag mit Abstimmungschampion Habeck – chancenlos verheizt?, Revierkämpfe testosterongesteuerter Männchen, Wahlkampfideen für Habeck, D-Day-Affäre und das FDP-Image, vorbildlicher Investigativjournalismus, Bidens Freigabe für ATACMS-Raketen in der Ukraine, Scholz’ Telefongespräch mit Putin, Trumps neues Kabinett |                       |
| 485      | 13  | 29. November 2024  | Angela Merkels Memoiren Freiheit und die Werbetournee dazu, Rivalität mit Merz, Was ist heute konservativ?, Olaf Scholz’ Erfolgsgeheimnis: am Sessel kleben, ideologisch enge Ausrichtung auf Wagenknecht beim BSW, Erfolge durch Pragmatismus, aber fallender Umfragetrend, Geldmangel und Spenden, „Mission Silberlocke“ bei der Linkspartei, Probleme der Klein- und Kleinstparteien durch vorgezogene Bundestagswahl: kaum Zeit für Unterschriftensammlungen für die Zulassung, Nationale Reserve Gesundheitsschutz kommt nicht voran – wegen Schuldenbremse, schleppende Digitalisierung der Gesundheitsämter |                       |
| 486      | 14  | 6. Dezember 2024   | Die D-Day-Affäre und Lindners Versuche, sich rauszureden und Unwissen zu heucheln, Nachfolger für freigewordene FDP-Positionen, Ausschlachtung der Affäre durch Lindner als kostenlose TV-Publicity, die AfD und ihr Umgang mit dem Problemfall Junge Alternative, Remigrationspläne und bürgerliche Fassade durch Kanzlerkandidatin Weidel, Russland-Verbindungen, Dexit- und D-Mark-Rückkehr-Fantasien im AfD-Wahlprogramm, mehr Geburten statt Immigration?, Frauen als Führungspersonen rechtspopulistischer Parteien, Tradwife-Bewegung für blonde Kinder, Northvolt-Pleite und deutsche Industriekrise durch verpassten globalen Strukturwandel, Verbrenner-Nostalgie der Union, Merz’ Bundestags-Blockade und Dauer-Wahlkampf im Winter |                       |
| 487      | 15  | 13. Dezember 2024  | Es ist, in zweifachen Sinne, die letzte Folge. Zum einen die von 2024, zum anderen, bevor Bundeskanzler Olaf Scholz am 16. Dezember im Bundestag die Vertrauensfrage stellt. Im Vorfeld der Bundestagswahl 2025, die voraussichtlich im Februar stattfinden wird, werden Äußerungen von Friedrich Merz aufgegriffen. Es folgen zwei Themen, zum einen die Rente (Doppel-Merz) für die älteren, zum anderen zu wenig Geld für die jüngeren Leute (Bafög), Rentner als heiß begehrte und von den Parteien umworbene Zielgruppe, sowie große soziale Ungerechtigkeiten, die bei der Reformdebatte unter den Tisch fallen. Lutz van der Horst und Fabian Köster statten einem Weihnachtsmarkt in Köln einen Besuch ab, zum Thema Weihnachts-Wahlkampf. Nächstes Thema sind überschuldete Kommunen, die es sich nicht leisten können, ihre Gebäude zu sanieren, sowie speziell Berlin, das bei seiner Hauptattraktion spart, der Kultur. Die Folge endet mit der Verleihung des „Goldenen Vollpfostens“, präsentiert von Gisa Flake. Als Kandidaten genannt werden Jens Spahn für Äußerungen im Kontext der jüngsten Entwicklung in Syrien sowie Markus Söder für seine Selbstdarstellungen, sowie die Fossil-Lobby für ihre fleißige Arbeit. Der Preis geht letztlich an Christian Lindner für das Ampel-Aus. Gianni Infantino geht leer aus, da auch der DFB der Ausrichtung der WM 2034 in Saudi-Arabien zugestimmt hat. |                       |

### Staffel 31
| Nr. ges. | Nr. | Erstausstrahlung | Themen | Autoren (*=Headautor) |
| -------- | --- | ---------------- | --- | --------------------- |
| 488      | 1   | 31. Januar 2025  | Tabubruch der Union: Fünf-Punkte-Plan zur Migration mit Stimmen der AfD – aber der Gesetzentwurf fällt durch, Merkel kritisiert Brandmauer-Abrissbirne Merz, der die GroKo gefährdet – dann droht Schwarz-Blau, Scholz und seine „klaren Worte“, wirre Migrationsdebatte, Merz’ trumpeske Großmaul-Rhetorik, irreführende Ankündigungen und Macho-Populismus, Trump-Vereidigung Nr. 2, Zuckerberg, Musk & Co. drehen frei, Oligarchie, Pluto- und Kleptokratie in den USA, Trumps Gottkomplex, Quo vadis, grüne Partei? – schon wieder Straucheln vor der Wahl mit Habeck-Kapitalsteuer-Debakel, Analyse: grüne Zahlenschwäche durch Waldorf-Erziehung?, Gelbhaar-Affäre und satirische Hilfe bei der Selbstsabotage                                                                                       |                       |
| 489      | 2   | 7. Februar 2025  | CDU-Parteitag steht nach dem Tabubruch geschlossen hinter Merz – nur Merkel zeigt ihm die kalte Schulter ... und die beiden großen Kirchen, Déjà vu nach 25 Jahren, Hat Söder die Finger im Spiel?, Merz und Arbeit, z. B. Foodfluencer, Gegenfinanzierung des CDU-Programms?, Spendensammeln für Wahlversprechen, US-Schock – der neue chinesische Star am KI-Himmel: DeepSeek – und seine Marotten, Deutschlands schwerer Rückstand beim Thema KI, Trumps neueste Schnapsideen, z. B. die Annektion jetzt auch noch von Gaza, Handelskrieg gegen Kanada ausgesetzt, Schuldabwälzung an Biden und Obama, EU-Strategien gegen Trump? |                       |
| 490      | 3   | 14. Februar 2025 | Anschlag in München 2025, Kanzlerduelle: Scholz macht müde mit seiner „meterhohen Führungskraft“, Weidel lässt das Schulmeistern nicht, Hyperfokus auf Migration und Brandmauer, Vance’ wirre SiKo-Rede, Claudia Moll als alternative SPD-Spitzenkandidatin der heute-show, Wiederauferstehung der Linken mit Social-Media-Star Heidi Reichinnek und vernachlässigten Themen wie Mieten, Social Media: die Alten können’s einfach nicht, „Ewigkeitschemikalien“ PFAS – und Verharmlosung durch Industrie-Lobbys, FDP in Umfragen nur noch bei 4 %, Lindner und Buschmann propagieren dennoch Optimismus, Schicksal der FDP-Hinterbänkler |                       |
| 491      | 4   | 21. Februar 2025 | Wahlkampfmüdigkeit, chaotisches „Oktell“ – ohne Freie Wähler, Aiwanger, Merz & Co. (inklusive Scholz ohne Selbstkritik) bashen Habeck, Steuerversprechungen und Live-Faktenchecks, Merz’ Frauenbild, Wahlkampf als Fernsehshow, neue AfD-Spendenaffäre, Weidels Fantasien zu Grenzen, Mauerbau und Energie und ihr Kampf gegen Windmühlen, und wie Gauland sie zu Hitler korrigiert, AfD als neue Partei der Besserverdienenden und ihre Spaltpolitik gegen weißdeutsche vs. migrantische Bürgergeld-Empfänger, Trump, Putin, Selenskyj und die hilflose EU, AP-Hausverbot im Weißen Haus wegen „Golf von Mexiko“, Trumps Frontalangriff auf die Regierung, Motivation zur Bundestagswahl |                       |
| 492      | 5   | 28. Februar 2025 | Ergebnis der Bundestagswahl, Merz’ „Rambo-Zambo“, Sondierungsgespräche, die „551 Fragen“ der Union, Arroganz bei Söder und Merz, Union vs. Satire, SPD-Absturz, BSW-Debakel, FDP: Wie geht’s weiter?, AfD trumpft auf – dank sozialer Medien, Weidels Widersprüche, Rückkehr von Krah & Co., Einmischung von Musk durch Manipulation im Netz: er will „Dexit“ wegen EU und Digital Services Act, KI-gestützte Hetze auf X, Musks und Putins Idee von Journalismus, Karneval-„Experten“ zur Schuldenbremse |                       |
| 493      | 6   | 7. März 2025     | Reform der Schuldenbremse, Rüstungs-Blankoscheck wegen Putin, 500 Mrd. Infrastruktur-Sondervermögen, also Schulden, gebrochene Wahlkampfversprechen, Merz braucht nach seiner Wiederbelebung der Linken den alten Bundestag und die geschmähten Grünen für eine Zweidrittelmehrheit, die Jugend soll es ausbaden, Rheinmetall-Jubel wegen Aufrüstung, Bundeswehr-Zustände, „Atomschirm“ Frankreichs und Großbritanniens, Trump vs. Selenskyj, Merz und den Rest der Welt, offene US-Eier-Flanke, Schadenfreude über Trumps wirres Vorgehen, Söders Grünenbashing beim Politischen Aschermittwoch |                       |
| 494      | 7   | 14. März 2025    | Zustimmung der Grünen zur Schuldenbremse-Reform, die Schrumpf-GroKo kann kommen, hitzige Debatte im Bundestag, Bonbons für die Grünen, Affäre um Merz’ Voicemail an Haßelmann, Grüne vs. CSU, Grenzkontrollen – nicht mit den Nachbarstaaten, Pistorius-Leak – Geläster über Dobrindt & Frei, wo bleiben vermittelnde Worte des Bundespräsidenten?, Comeback der Agrardiesel-Subventionen, Günther Felßner als neuer Landwirtschaftsminister?, Bauernverband als Lobby, Fleisch fürs Klima?, Klagen der Deutschen Umwelthilfe u. a. wegen Gülle im Grundwasser, Misere der Krankenkassen – vor allem wegen überteuerter Medikamente, Unions-Aktion „Nett zu den Grünen“ |                       |
| 495      | 8   | 21. März 2025    | Bundesrat bewilligt 1-Billion-Schuldenpaket von Wendehals Merz, Verteilung der Mittel, Scholz-Abschied und Grünen-Coup, Vorschläge der Initiative für einen handlungsfähigen Staat zu Bürokratie und Föderalismus, Behörden-Digitalisierungs-Träume, Putin-Trump-Verhältnis, Ukraine-Krieg und gebrochene Wahlversprechen, Kurseinbrüche bei Technik-Milliardären und „Trumpcession“ aufgrund Zollkrieg mit der EU, Reisewarnungen für die USA wegen Euro-Touris, FDP-Abschied |                       |
| 496      | 9   | 28. März 2025    | Neuer Bundestag und stockende Regierungsbildung, gesunkener Frauenanteil, Bundestagspräsidentin Klöckner, Rede von Alterspräsident Gysi, Umgang mit der gewachsenen AfD-Krawall-Fraktion, fehlgeschlagener Vorschlag zum Bundestagspräsidium, Klage zum FC Bundestag – soll die AfD doch mitspielen dürfen?, Senkung der Mehrwertsteuer für Speisen in der Gastronomie (dank Söder & Merz) – nicht gegenfinanziertes Milliardengeschenk an die Dehoga & Schnellrestaurant-Ketten, überteuerte Lebensmittel („Gierflation“) dank Supermarkt-Oligopol, Dankbarkeit der Gastro-Branche für die Union – aber Zorn für Grüne (weil viele 19 % behalten wollten) & Scholz (Erhöhung trotz Versprechen), Verbot von Smartphones & Tablets an hessischen Schulen, TikTok & soziale Medien, jugendliche Handy-Sucht |                       |
| 497      | 10  | 4. April 2025    | Trumps Handelskrieg mit Strafzöllen gegen die ganze Welt (und willkürlichen Prozentsätzen), um Industrie in die USA zurückzuholen, die EU schlägt zurück?, hausgemachte Krise der deutschen Autoindustrie, dritte Amtszeit?, Krieg gegen alles „Woke“ – sowie ein Trump-Porträt, US-Handelsdefizit mit Europa bei Waren, aber nicht bei Dienstleistungen, EU-Digitalsteuer gegen Tech-Konzerne?, Koalitionsverhandlungen: Merz-Vertrauenskrise wegen gebrochener Versprechen, Massenleaks: Krise des Investigativjournalismus?, Lauterbach und Raser Laschet sind raus, mehr Transparenz durch Informationsfreiheitsgesetz: Union will es abschaffen – wegen durch FragDenStaat aufgedecktem Amthor-Skandal um Augustus Intelligence?, Junge Union für Generationengerechtigkeit                           |                       |
| 498      | 11  | 11. April 2025   | Neue GroKo: endlich wieder handelsfähige Regierung, auch für CSU-Klientelgeschenke Einkommensteuersenkung verschoben?, Einfluss von Söder und SPD – wegen Merz-Krise, vorsichtige Formulierungen im Koalitionsvertrag, Unions-Panik wegen Ideenlosigkeit, Klimawandel fehlt im Vertrag, aber auch härtere Migrationspolitik (weil EU-Nachbarn nicht mitmachen), Panikmache mit ständigen Wahlumfragen und die Neigungen der Institute, schwedisches Modell für die Bundeswehr?, Bunkermangel, oder gleich Wehrpflicht nur für Frauen?, Donalds chaotischer Zollkrieg mit Rückzieher, Mar-a-Lago-Protz-Dinner, Streit mit Musk, deutsche Goldreserven im Keller der Federal Reserve Bank of New York, Gegenzölle contra USA                                                                                 |                       |
| 499      | 12  | 25. April 2025   | Tod von Papst Franziskus (ausgerechnet nach Vance-Besuch), Bundeskanzlerwahl, Gummiformulierungen im Koalitionsvertrag, Spahn provoziert zu Mindestlohn und AfD-Umgang, Skepsis in der Bevölkerung zur neuen Regierung, auftrumpfende AfD mit „Woke-Wahnsinn“ zum „Sitzhasen“, Klöckner & Söder drohen „zu politischen und linken“ Kirchen (wegen Protestbrief zu Tabubruch-Abstimmung?), neue Regierung vernachlässigt Klimaschutz (wegen Desinteresse der Union), Desinformation der Fossil-Lobby zu Energiewende, Heizungsgesetz & Wärmepumpen, EU-Emissionshandel bald auch für Gebäude und Verkehr, Juso-Nein zum Koalitionsvertrag |                       |
| 500      | 13  | 2. Mai 2025      | Neues Kabinett: Merz fordert Pragmatismus statt Euphorie (und übernimmt Merkel-Eigenheiten?), Karsten Wildberger übernimmt das Digitalministerium, Alois Rainer (CSU) das Landwirtschaftsministerium und Kulturkrieger Wolfram Weimer wird Kulturstaatsminister, SPD-Mitglieder-Online-Ja zum Koalitionsvertrag, was wird aus Saskia Esken?, Konflikt mit der EU über Schuldenregeln, Trumps Beliebtheit nach 100 Tagen im Keller (doch er feiert sich trotzdem selbst), Ukraine-Abkommen, wachsender Autoritarismus, Kampf gegen sinkende Geburtenraten, Trump-Fanartikel, Nepotismus und Selbstbereicherung im Amt, neue Gesundheitsministerin Nina Warken und die Bilanz von Karl Lauterbach, Macht der deutschen Alkohol-Lobby                                                                         |                       |
| 501      | 14  | 9. Mai 2025      | Merz strauchelt im ersten Wahlgang (als ausgerechnet Merkel noch zusieht), das Imageproblem des neuen Kanzlers und die Disco-Pause, neuer Papst Leo XIV., progressive Deutsche Bischofskonferenz, Einstufung der AfD als „gesichert rechtsextrem“, Einzelfallprüfungen durch den Verfassungsschutz, Fragen zur neuen Mini-GroKo |                       |
| 502      | 15  | [Datum]          | [Themen] |                       |
| 503      | 16  | [Datum]          | [Themen] |                       |
| 504      | 17  | [Datum]          | [Themen] |                       |
| 505      | 18  | [Datum]          | [Themen] |                       |

## heute-show spezial

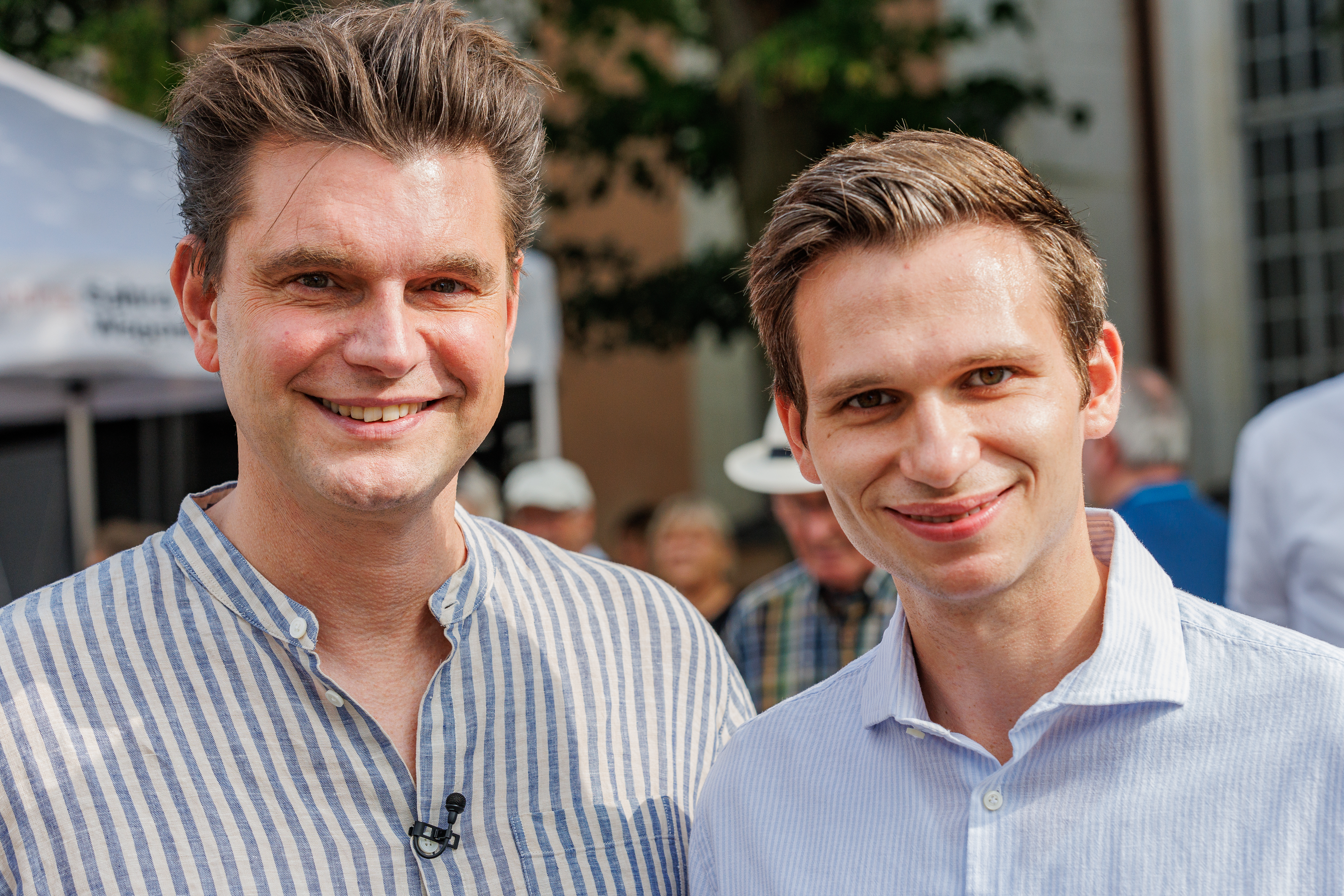
Lutz van der Horst und Fabian Köster präsentieren häufig heute-show-spezial-Sendungen

Seit 2020 gibt es unter dem Titel heute-show spezial ca. 30 Minuten lange Reportagen, in denen Lutz van der Horst und Fabian Köster Recherchen zu einem Thema zeigen. Dazu werden verschiedene Protagonisten befragt. 2020 wurde erstmals eine Episode vor dem Beginn der 22. Staffel gezeigt. 2021 wurden zwei Episoden gezeigt, die erste nach Beginn der Sommerpause und die zweite wieder vor Beginn der neuen (24.) Staffel. 2022 wurden drei Episoden ausgestrahlt, die erste in der Woche nach Ende der 25. Staffel, die zweite zur Mitte der Sommerpause im August und die dritte erneut vor Beginn der nächsten (26.) Staffel. 2023 wurden vier Episoden ausgestrahlt, die erste eine Woche vor Beginn, die zweite eine Woche nach Ende der 27. Staffel und zwei Folgen vor Beginn der 28. Staffel. 2024 wurde eine weitere Episode eine Woche vor Beginn der 29. Staffel ausgestrahlt.
| Nr. | Erstausstrahlung  | Titel                                  | Themen | Autoren (*=Headautor)                                          |
| --- | ----------------- | -------------------------------------- | --- | -------------------------------------------------------------- |
| 1   | 4. September 2020 | Bildungsmisere in Deutschland          | Schulen in der COVID-19-Pandemie, Digitalpakt, Lehrermangel, Lüftungsgeräte, Distanzunterricht                                                                      | Fabian Köster*, Manuel Butt, Simon Hauschild, Markus Schafitel |
| 2   | 25. Juni 2021     | Deutschland in der Notaufnahme         | Energiewende, Windenergie, energetische Sanierung, Verkehrswende | Manuel Butt*, Fabian Köster                                    |
| 3   | 3. September 2021 | On the road to Kanzleramt              | Wahlkampf der Kanzlerkandidaten Baerbock, Laschet und Scholz zur Bundestagswahl 2021                                                                                | Manuel Butt*, Fabian Köster                                    |
| 4   | 17. Juni 2022     | Quo vadis, CDU?                        | Neustart der CDU mit Friedrich Merz | Manuel Butt*, Fabian Köster                                    |
| 5   | 12. August 2022   | Cannabis – Legal, illegal, scheißegal? | Fragen zur Legalisierung von Konsum und Abgabe von Cannabis in Deutschland                                                                                          | Manuel Butt*, Fabian Köster                                    |
| 6   | 2. September 2022 | Der große Bundeswehr-Check             | Bericht zum Status quo und den Reformbemühungen der Bundeswehr | Manuel Butt*, Fabian Köster                                    |
| 7   | 20. Januar 2023   | Deutschland kriegt die (Energie)-Krise | Fehler in der deutschen Energiepolitik, LNG-Terminal Wilhelmshaven, Fachkräftemangel, Bürokratie bei Windkraftanlagen, Suedlink, Energiedorf Wildpoldsried          | Manuel Butt*, Fabian Köster                                    |
| 8   | 9. Juni 2023      | Reisende soll man aufhalten!           | Zustand der Deutschen Bahn | Manuel Butt*, Fabian Köster                                    |
| 9   | 25. August 2023   | Süßes oder Süßes?                      | Zucker – Mikroplastik der Ernährung: über Gefahren, Konsequenzen und versteckten Zucker; Zuckersteuer und Verbot von Süßigkeitenwerbung an Kinder                   | Manuel Butt*, Fabian Köster                                    |
| 10  | 1. September 2023 | Mieten, Weinen, Wohnen                 | Wohnungsmarkt in Deutschland: die von der Regierung geplanten 400.000 Wohnungen pro Jahr werden kaum erzielt                                                        | Manuel Butt*, Fabian Köster                                    |
| 11  | 19. Januar 2024   | Unterwegs in Analogistan               | Digitalwüste Deutschland: verschlafener Glasfaserausbau und schleppende Digitalisierung der Verwaltung                                                              | Manuel Butt*, Fabian Köster                                    |
| 12  | 28. Juni 2024     | Ein Ball für zwei                      | Grundrechteinschränkungen durch die UEFA, Kommerzialisierung des Fußballs, Probleme des Deutschen Fußball-Bundes, Verantwortung der Politik                         | Manuel Butt*, Fabian Köster                                    |
| 13  | 23. Juni 2024     | Alkohol – Bier sind das Volk!          | Übermäßiger Alkoholkonsum in Deutschland, Gesundheitliche Risiken, Vergleichsmodelle im Ausland, Rolle der Lobbyverbände, Veröffentlichung eines Anti-Alkohol-Songs | Manuel Butt*, Fabian Köster                                    |
| 14  | 30. August 2024   | Zwei Besserwessis im Osten             | Landtagswahlen in Sachen, Thüringen und Brandenburg, Parteiauftritt Bündnis Sahra Wagenknecht, Gegenproteste am CSD in Bautzen                                      | Manuel Butt*, Fabian Köster                                    |

## heute SHOWNAL – Larissa ihr Jahr!
Am 20. Dezember 2024 wurde unter dem Titel heute SHOWNAL – Larissa ihr Jahr ein Jahresrückblick mit Larissa ausgestrahlt.
| Nr. | Erstausstrahlung  | Themen | Gäste                          | Autoren (*=Headautor)                                                       |
| --- | ----------------- | --- | ------------------------------ | --------------------------------------------------------------------------- |
| 1   | 20. Dezember 2024 | Wie macht man einen Jahresrückblick?, Mode-Revival der Low-Waist-Jeans, Kurzrückblick: BSW-Gründung, Starship-Testflug, EM in Deutschland, Cannabis-Legalisierung; Ampel-Aus, Friedrich Merz telefoniert mit Dieter Bohlen, Klimawandel führt zu Rekordhitze im Sommer, Klimakonferenz in Baku, Inflation, Donald Trump wiedergewählt, Künstliche Intelligenz: Larissa auf der Gamescom 2024, EU-Verordnung gegen Einwegplastik, Islands Gurkennotstand, Hype um Dubai-Schokolade, Lehrkräftemangel und Quereinsteiger: Mandy Hausten als Quereinsteigerin an der Kai-Pflaume-Gesamtschule in Querfurt, Schrottwichteln: Bauchtasche als Umhängetasche, Joker 2, Thomas Gottschalk – Ungefiltert; gefühlte Cancel Culture und „Das wird man ja wohl noch sagen dürfen!“ | Günther Jauch, Torsten Sträter | Morten Kühne*, Nora Cummins, Martina Hill, Marco Musienko, Claudius Pläging |